# Presidenza di Barack Obama
Barack Obama diventò presidente il 20 gennaio 2009 con la cerimonia d'inaugurazione e relativo insediamento del presidente degli Stati Uniti d'America, per poi terminare dopo due mandati consecutivi il 20 gennaio del 2017. Barack Obama, esponente del Partito Democratico per l'Illinois, diventò il 44° presidente degli Stati Uniti d'America a seguito della vittoria decisiva contro il candidato del Partito Repubblicano John McCain alle elezioni del 2008. Quattro anni dopo, alle elezioni presidenziali del 2012, fu riconfermato contro l'avversario Mitt Romney. Gli è succeduto il repubblicano Donald Trump il quale ha vinto le elezioni presidenziali del 2016 battendo la concorrente Hillary Clinton. Obama è stato il primo presidente afroamericano, il primo non bianco e il primo ad essere nato nelle Hawaii.
Nel primo mandato, le sue azioni dovettero affrontare la grande recessione includendo un nutrito "pacchetto di stimoli", una parziale estensione dei tagli fiscali di Bush, una legislazione per riformare l'assistenza sanitaria, un grande progetto di riforma della regolamentazione finanziaria e la fine della massiccia presenza militare sul fronte della guerra in Iraq. Il presidente nominò, nel ruolo di giudici della Corte Suprema, Elena Kagan e Sonia Sotomayor, la prima persona ispano-americana designata alla Corte Suprema. I democratici controllarono entrambe le camere del Congresso fino alle elezioni di metà mandato del 2010 in cui i repubblicani ottennero la maggioranza nella Camera dei rappresentanti. A seguito di ciò Obama e i Repubblicani arrivarono a una situazione di stallo prolungato sulle questioni inerenti ai livelli di spesa del governo federale e il tetto del debito pubblico. In politica estera e in particolare contro il terrorismo, la nuova amministrazione cercò di ridurre il modello di Bush, incrementando l'utilizzo di attacchi aerei e delle forze speciali e favorendo un maggior affidamento alle forze armate locali. L'amministrazione Obama fu artefice dell'operazione che portò alla morte di Osama bin Laden avvenuta il 2 maggio 2011.
Durante il suo secondo mandato, Obama prese provvedimenti per contrastare il cambiamento climatico, con la firma dell'accordo di Parigi e di un ordine esecutivo volto a limitare le emissioni di anidride carbonica. Obama seguì l'attuazione dell'Affordable Care Act e di altre legislazioni approvate durante il primo mandato; negoziò inoltre un accordo nucleare con l'Iran e rilassò il rapporto diplomatico con Cuba, avvenimento noto come il "disgelo cubano". Il numero di truppe nella guerra in Afghanistan subì una forte diminuzione nel corso del secondo mandato, anche se continuò a rimanere un contingente militare attivo. Nel 2014, con le elezioni di metà mandato, i Repubblicani presero il controllo del Senato e da quel momento Obama continuò a cimentarsi con la sempre più forte opposizione congressuale sui temi della spese governative, dell'immigrazione negli Stati Uniti d'America, delle nomine giuridiche a altre questioni.
Nel corso della sua presidenza divennero effettive le sentenze della Corte Suprema sulla liceità costituzionale del matrimonio tra persone dello stesso sesso a livello nazionale, venne introdotto l'uso medico della cannabis in vari Stati, si riaccesero in parte le annose tensioni interrazziali e si tentò - ma senza grandi successi effettivi - d'introdurre un limite al possesso di armi da fuoco.

## Elezioni presidenziali del 2008

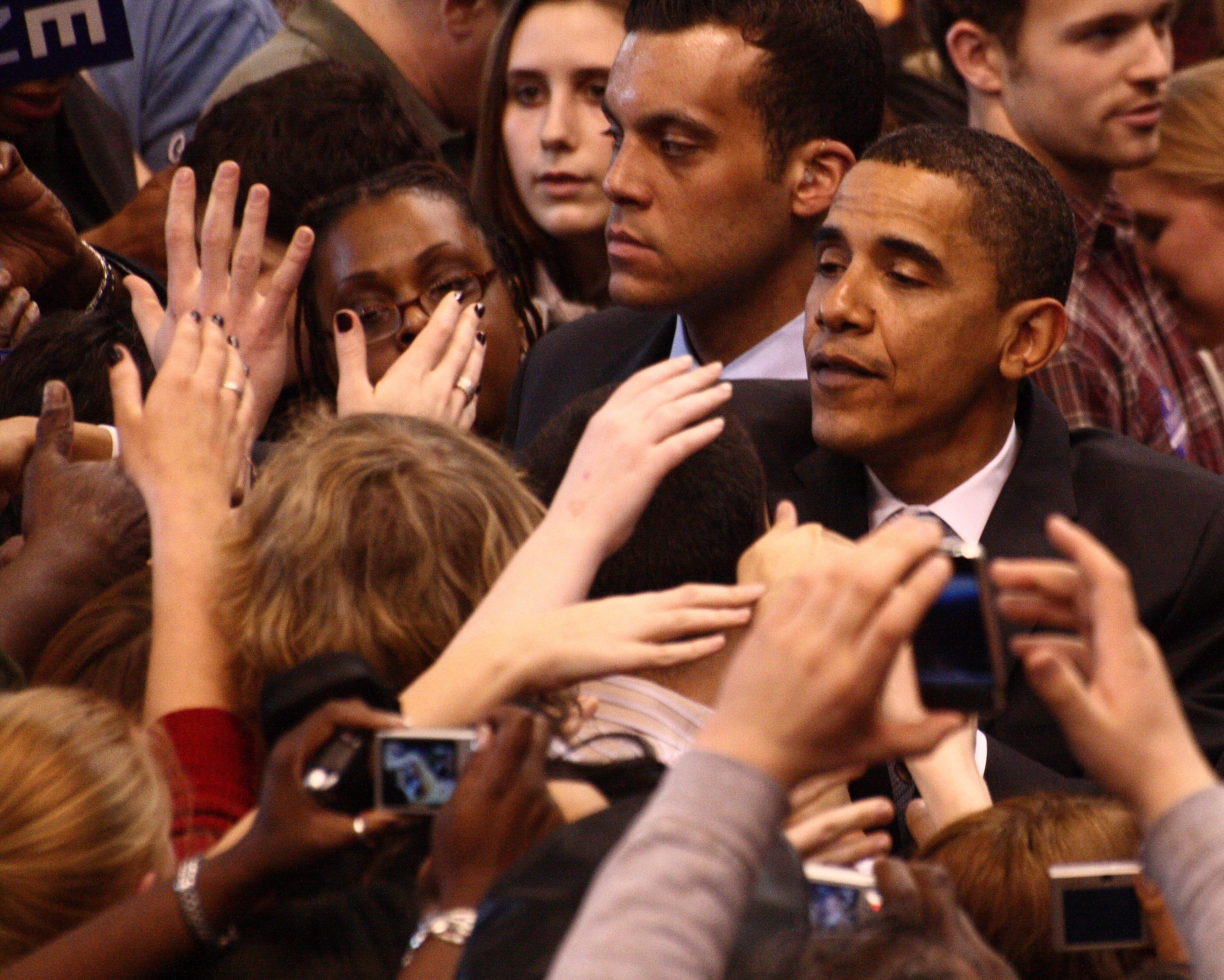
Il candidato presidenziale con i propri sostenitori all'inizio della campagna elettorale.

Dopo aver conquistato uno dei due seggi disponibili in qualità di rappresentante per lo Stato federato dell'Illinois al Senato nel 2004, Obama diede l'annuncio che si sarebbe candidato alla presidenza nel febbraio del 2007.
Nel corso delle primarie del Partito Democratico del 2008 si trovò ad affrontare la senatrice nonché ex first lady degli Stati Uniti d'America Hillary Clinton.
Molti altri candidati, tra cui il senatore Joe Biden del Delaware e l'ex senatore John Edwards, furono anch'essi in corsa per la nomina, ma si ritirarono poco dopo l'inizio delle primarie stesse. A giugno, nel giorno delle primarie finali, Obama riuscirà ad ottenere la nomina vincendo con il sostegno della maggioranza dei delegati, inclusi i superdelegati impegnati.
Obama e Biden, quest'ultimo selezionato come suo compagno di gara per la carica di vicepresidente, vennero ufficialmente scelti come il "ticket democratico" alla Convention nazionale tenutasi ad agosto.

Risultati del Collegio elettorale degli Stati Uniti d'America nel 2008.

Giunta al suo termine naturale la presidenza di George W. Bush gli esponenti del Partito Repubblicano nominarono il senatore John McCain dell'Arizona; alle elezioni generali di novembre Obama lo sconfisse prendendo il 52,9% del voto popolare e 365 grandi elettori sui 538 disponibili del collegio elettorale.
Nelle elezioni per il rinnovo del Congresso i democratici accrebbero le loro maggioranze in entrambe le camere e il presidente della Camera dei rappresentanti Nancy Pelosi e il leader dello schieramento maggioritario al Senato Harry Reid furono entrambi riconfermati rimanendo così ai loro posti. I repubblicani John Boehner e Mitch McConnell proseguirono invece a servire rispettivamente come leader delle minoranze della Camera e del Senato.

## Periodi di transizione e inaugurazione

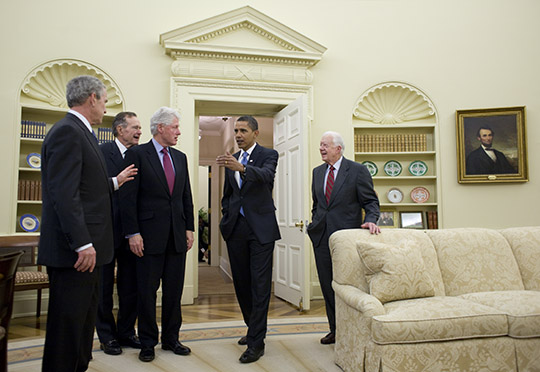
Il presidente eletto Barack Obama con George W. Bush, George H. W. Bush, Bill Clinton e Jimmy Carter nello Studio Ovale il 7 gennaio (foto di Pete Souza). Sullo sfondo il ritratto di Abraham Lincoln.

Il periodo di transizione presidenziale iniziò subito dopo l'elezione di Obama avvenuta nel novembre del 2008, sebbene il presidente eletto degli Stati Uniti d'America avesse già scelto Chris Lu per iniziare a pianificarlo a partire dal maggio precedente.
John Podesta, Valerie Jarrett e Pete Rouse co-presiedettero il progetto. Durante questo periodo Obama avrebbe annunciato le nomination per il suo Gabinetto ministeriale e per l'Ufficio esecutivo del presidente. In quello stesso mese di novembre il membro del Congresso Rahm Emanuel accettò l'offerta di servire come Capo di gabinetto della Casa Bianca.
L'insediamento del presidente degli Stati Uniti d'America avvenne il 20 gennaio del 2009, succedendo così a George W. Bush. Obama assunse ufficialmente la presidenza esattamente alle ore 12:00 Eastern Standard Time e completò il giuramento solenne cinque minuti più tardi. Immediatamente dopo pronunciò il proprio discorso inaugurale.
La squadra di transizione rimase in stretta sintonia con la parallela squadra di transizione in uscita, in particolare per quanto riguarda la sicurezza nazionale ed alcuni elementi della transizione Bush-Obama vennero successivamente codificati in legge.

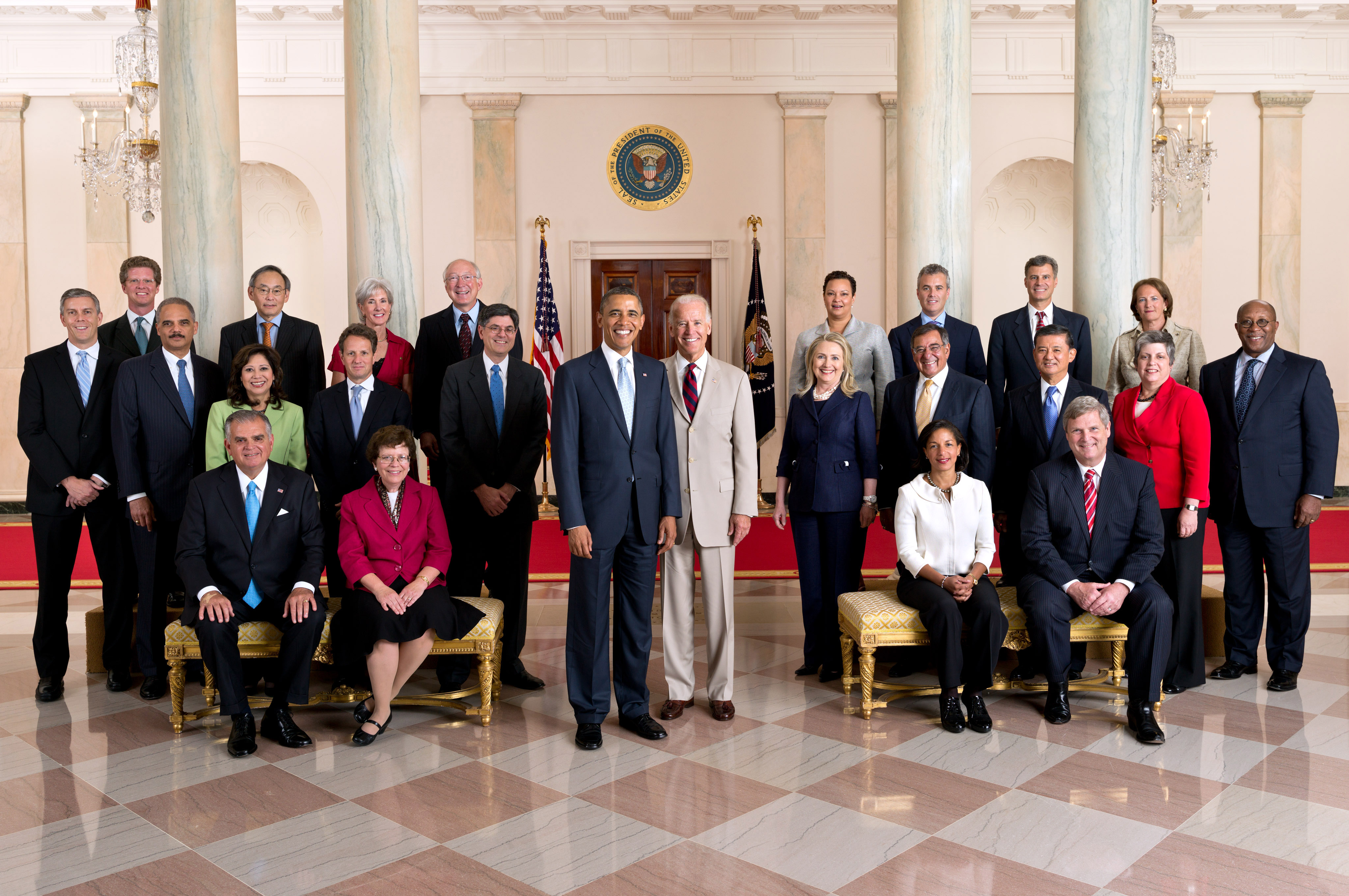
Foto di gruppo ufficiale del Gabinetto degli Stati Uniti d'America.

## Amministrazione
Gli avvenimenti salienti della presidenza Obama saranno i seguenti:
2009
- la prosecuzione della guerra in Iraq;
- la prosecuzione della guerra in Afghanistan (2001-2021);
- la prosecuzione della grande recessione
- l'ordine esecutivo di chiusura del campo di prigionia di Guantánamo entro un anno e la proibizione della tortura negli interrogatori contro gli accusati di atti di terrorismo[7];

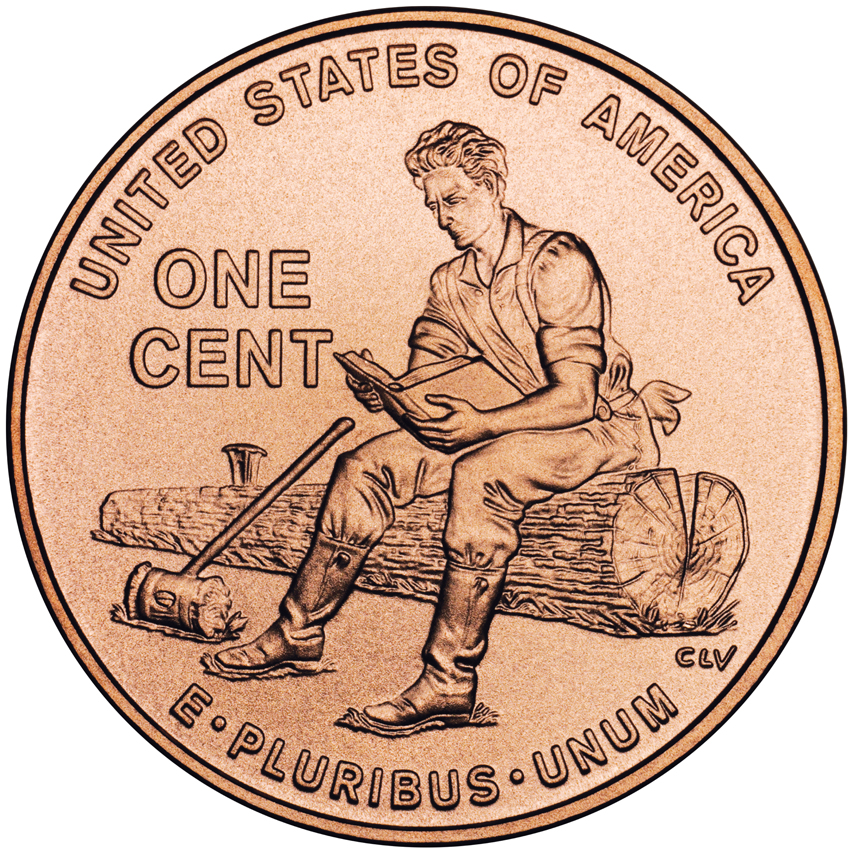
Uno dei penny commemorativi per il 2º centenario della nascita di Abraham Lincoln.

- il 200º anniversario della nascita del 16° presidente degli Stati Uniti d'America Abraham Lincoln. L'emissione da parte della United States Mint di una serie di penny che commemorano quattro fasi della vita di Lincoln[8].
- il dispiegamento di 17.000 ulteriori truppe statunitensi sul territorio afghano[9];
- l'avvio della missione Kepler, un fotometro spaziale lanciato alla ricerca dei pianeti presenti nella Via Lattea che potrebbero essere simili alla Terra e abitabili dagli esseri umani[10][11];
- il rovesciamento della politica della presidenza di George W. Bush che limitava i finanziamenti federali per la ricerca sulla cellula staminale embrionale, con l'assicurazione al contempo che la clonazione umana sarà bandita[12];
- l'abolizione della pena di morte da parte del Nuovo Messico[13];

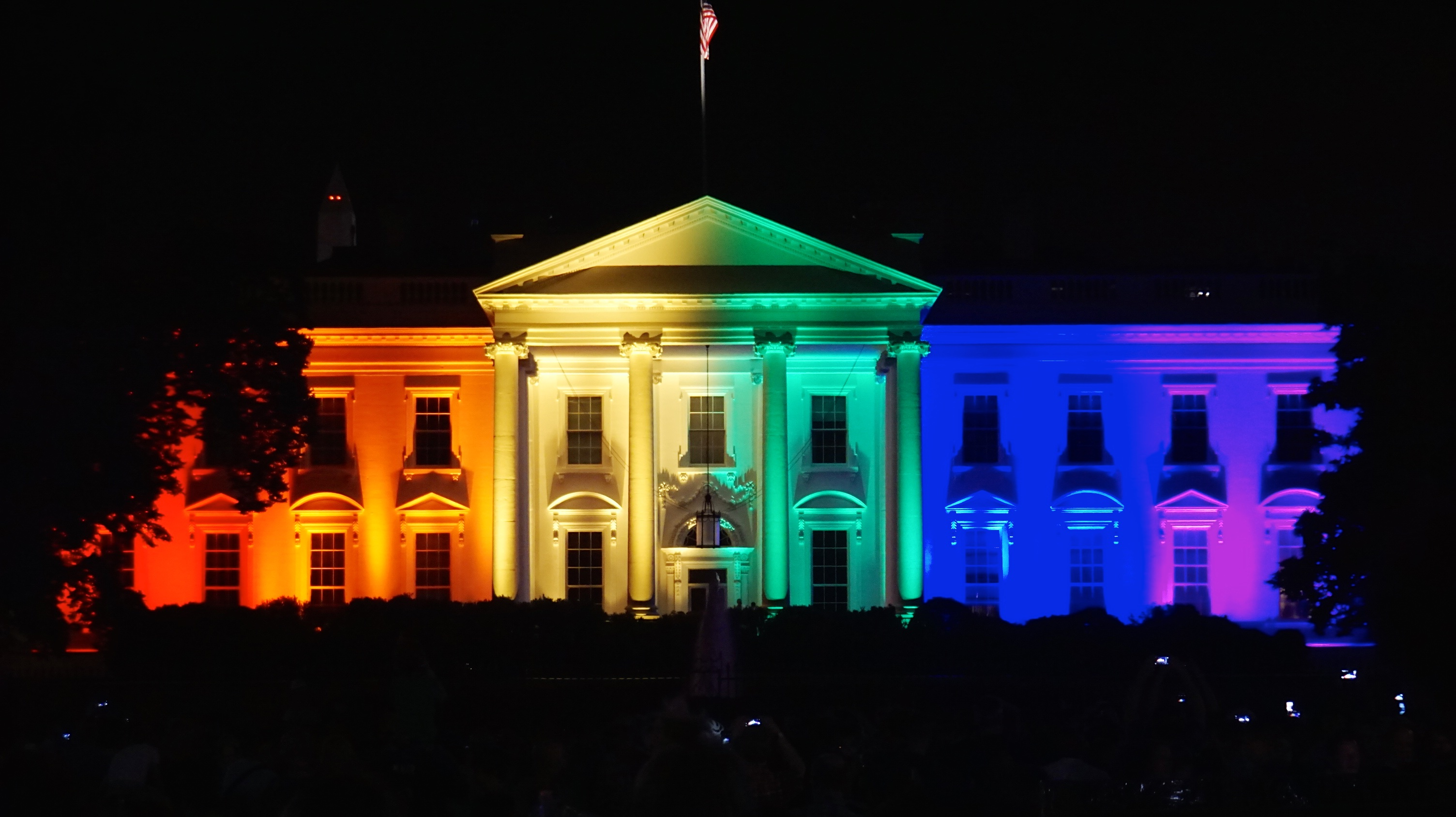
La Casa Bianca illuminata con i colori della bandiera arcobaleno il 26 giugno del 2015.

- la sentenza della Corte Suprema dell'Iowa secondo cui negare alle coppie omosessuali il diritto al matrimonio è incostituzionale; diviene così il 3° Stato federato a consentire il matrimonio tra persone dello stesso sesso e il 1° degli Stati Uniti d'America medio-occidentali a permettere tali unioni[14][15].
- Legalizzazione del matrimonio omosessuale da parte del Vermont, dopo l'annullamento del veto posto dal governatore del Vermont[16];
- Tornado outbreak in Missouri, Oklahoma, Kansas ed Illinois[17][18][19];

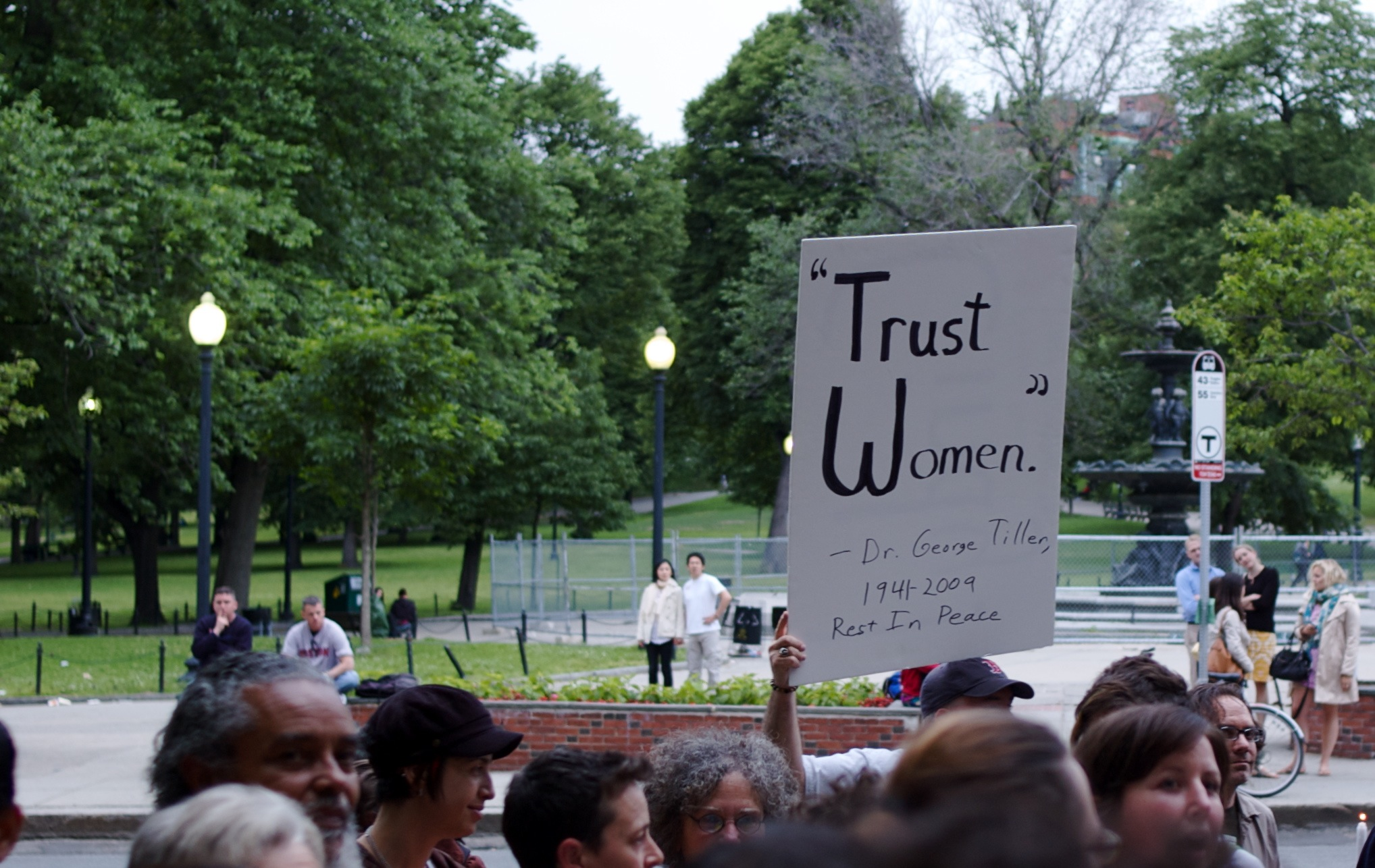
Veglia a lume di candela a Boston per il medico George Tiller assassinato da un fanatico antiabortista.

- l'assassinio del medico George Tiller durante un servizio domenicale nella sua chiesa di Wichita nel Kansas da parte di un fanatico estremista antiabortista;

Stima massima sulla gittata dei missili nordcoreani.

- l'entrata in vigore della legge antifumo in tutto il Nebraska nei ristoranti, nei luoghi di lavoro e nei bar[20];
- il lancio della Lunar Reconnaissance Orbiter, la prima missione lunare statunitense dal Lunar Prospector risalente al 1998;

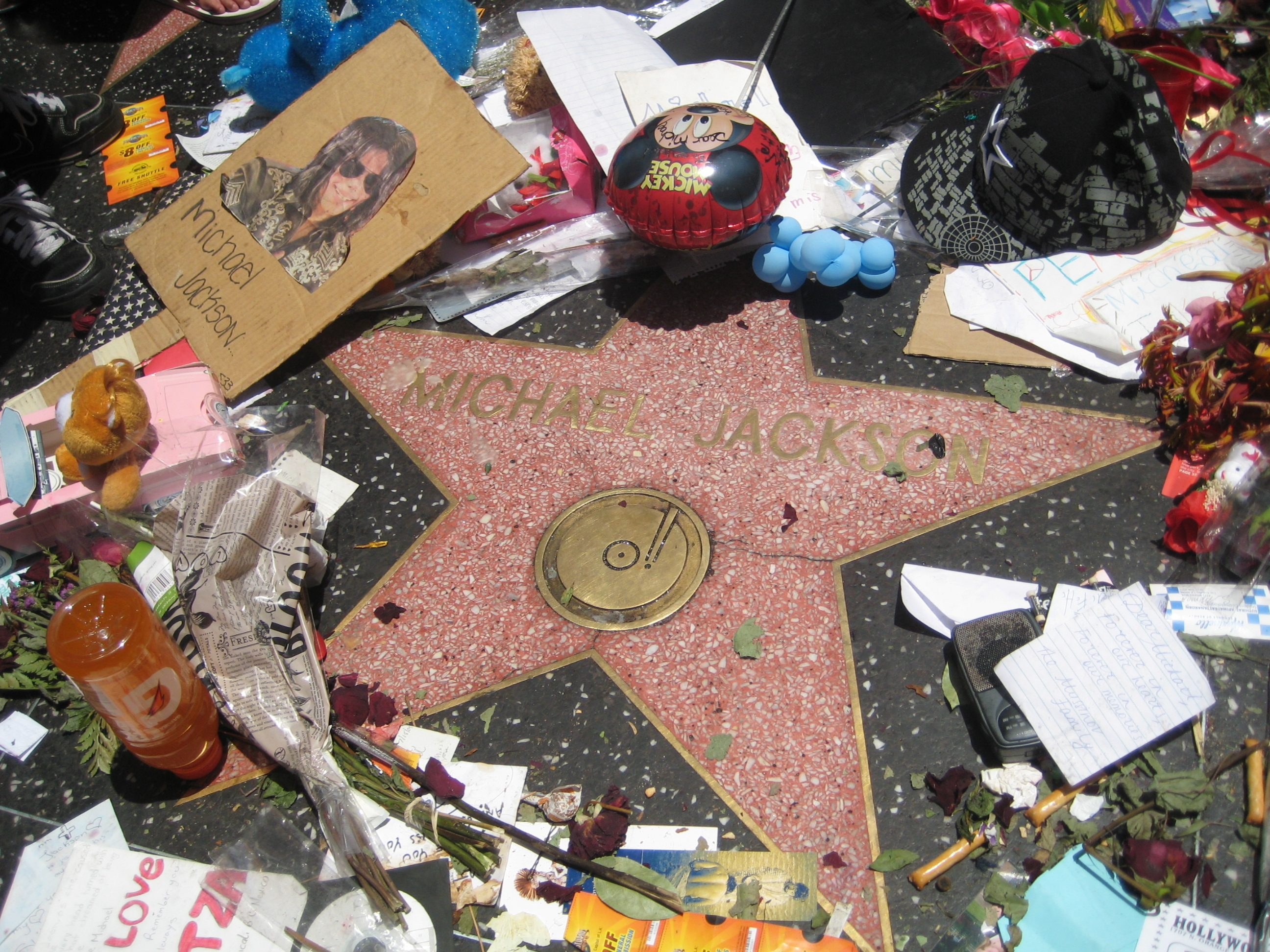
La stella di Jackson sulla Hollywood Walk of Fame, circondata da barriere e coperta di fiori, è diventata un punto focale per i fan per esprimere il proprio dolore.

- la morte di Michael Jackson; le reazioni all'evento paralizzano diversi siti web e altri servizi online, il traffico Internet sale a livelli potenzialmente senza precedenti[21][22][23][24]. Il funerale di Michael Jackson viene considerato uno dei riti funebri più importanti di tutti i tempi[25][26][27];
- la conclusione del Rapimento di Jaycee Dugard, durato per 18 anni;
- Sonia Sotomayor diventa la terza donna e la prima persona ispanica a servire come un dei giudici associati della Corte suprema degli Stati Uniti d'America[28];
- il primo evento di protesta "9-12 Project" a Washington, con una stima che varia da centinaia di migliaia a ben 2 milioni di persone[29]. Numerose altre manifestazioni "Tea Party" si tengono anche a livello nazionale[30];
- il Premio Nobel per la pace assegnato al presidente in carica, che sorprende molti incluso lo stesso Obama[31];
- la firma della Matthew Shepard Act (Matthew Shepard and James Byrd Jr. Hate Crimes Prevention Act), estendendo la legge federale sui crimini d'odio includendovi i reati motivati dal genere di una vittima, l'orientamento sessuale, l'identità di genere o la disabilità[32];
- il rifiuto della Corte Suprema di fermare l'esecuzione di John Allen Muhammad, il coautore degli attacchi del Cecchino della Beltway, che uccise 10 persone;
- l'entrata in vigore della legge antifumo nella Virginia per la maggior parte dei ristoranti e bar. Il disegno di legge aveva un ampio sostegno pubblico[33][34][35];

2010
- l'operazione Unified Response;
- la legalizzazione del matrimonio tra persone dello stesso sesso da parte del New Hampshire[36];
- il divieto di fumare in bar, ristoranti, in qualsiasi spazio pubblico e nei mezzi pubblici della Carolina del Sud viene reso esecutivo. La nuova normativa esenta i cigar bar, i club privati e alcuni hotel/motel[37];
- il Tea Party (movimento);
- i festeggiamenti per il 100º anniversario dei Boy Scouts of America[38];
- l'abrogazione da parte dell'United States Navy del divieto di servire nei sottomarini per le donne[39];
- l'approvazione della Patient Protection and Affordable Care Act e della Health Care and Education Reconciliation Act;
- il discorso presidenziale sul futuro del programma di volo spaziale umano della NASA. Impegno ad aumentare i finanziamenti di $ 6 miliardi in cinque anni e a completare il progetto di un nuovo veicolo di lancio entro il 2015 e ad iniziare la costruzione da quel momento in poi. Previsione di una missione orbitale su Marte con equipaggio verso la metà degli anni 2030;
- il censimento degli Stati Uniti d'America del 2010[40];
- il disastro ambientale della piattaforma petrolifera Deepwater Horizon il quale uccide 11 operai, causa l'affondamento della piattaforma due giorni dopo e l'avvio di una massiccia fuoriuscita di petrolio nel golfo del Messico. Viene considerato il più grave incidente del settore nell'intera storia degli Stati Uniti d'America[41][42][43];
- la Arizona SB 1070, la più ampia e severa misura contro l'immigrazione clandestina da decenni[44]. Riceve attenzione sia nazionale che internazionale e suscita notevoli controversie[45];
- il tentativo fallito di attentato con autobomba a Times Square;
- il Flash Crash;
- la Dodd-Frank Acte legge sulla protezione dei consumatori[46];
- il ritiro delle ultime truppe da combattimento dall'Iraq[47] - guerra in Iraq: annuncio della fine delle operazioni di combattimento sul terreno[48];
- l'assegnazione della 1ª Medal of Honor dai tempi della guerra del Vietnam, al sergente del personale dell'United States Army Salvatore Giunta per le sue azioni durante la guerra in Afghanistan (2001-2021);
- l'annuncio della richiesta di abrogazione della don't ask, don't tell;
- la chiusura giudiziaria di LimeWire, condividere musica gratuitamente è illegale e viola le leggi sul copyright;
- il divieto del pasto Happy Meal a San Francisco, distribuito da McDonald's, in quanto accresce i problemi legati all'obesità infantile[49];
- il divieto della bevanda alcolica energetica "Four Loko";
- la pubblicazione da parte di WikiLeaks del primo di migliaia di documenti riservati inviati dai diplomatici degli Stati Uniti;

2011
- la sparatoria di Tucson del 2011;
- la prima guerra civile in Libia e l'intervento militare in Libia del 2011;
- l'avvio della missione STS-133;
- copertura mediatica della teoria del complotto sull'effettiva cittadinanza di Barack Obama;
- la morte di Osama bin Laden;
- la dichiarazione presidenziale favorevole alla Linea Verde come base di partenza per uno Stato palestinese;
- l'uragano Irene;
- la tempesta tropicale Lee;
- l'inaugurazione del National September 11 Memorial & Museum;
- l'evento Occupy Wall Street;
- la morte di Mu'ammar Gheddafi
- la PROTECT IP Act;

2012
- l'entrata in vigore delle leggi sull'unione civile nelle Hawaii e in Delaware[50];
- la chiusura di Megaupload per violazione del copyright;

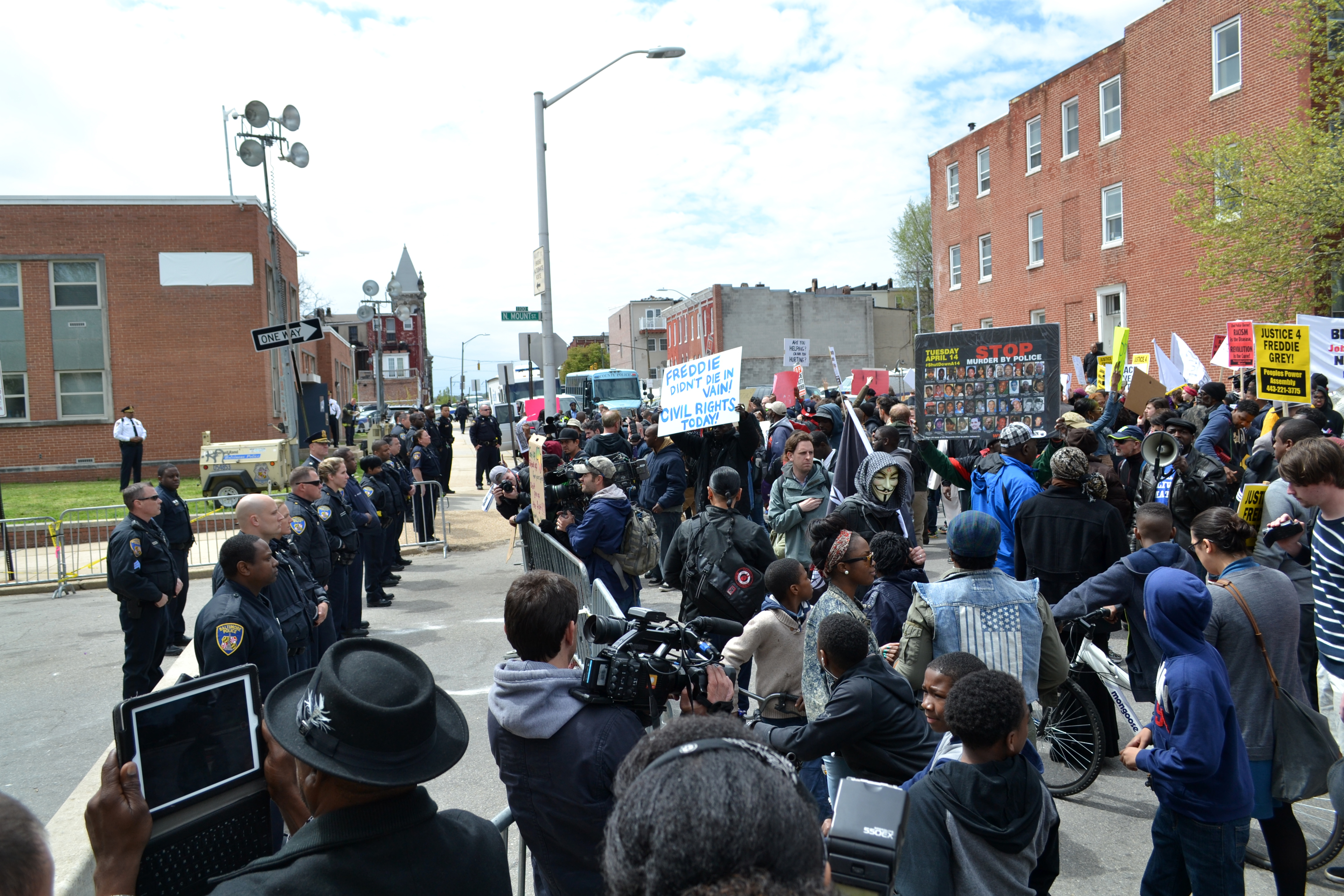
Proteste davanti alla stazione di polizia di Baltimora dopo la morte di Freddie Gray.

- la firma da parte del Governatore dello stato di Washington Chris Gregoire di un disegno di legge volto a rendere legale il matrimonio tra persone dello stesso sesso
- l'omicidio del 17enne afroamericano disarmato Trayvon Martin a Sanford (Florida);
- la legalizzazione del matrimonio omosessuale nel Maryland[51], in Maine e a Washington tramite referendum popolare;
- la prima volta che un presidente in carica annuncia il proprio sostegno al matrimonio tra gay[52], mentre viene respinto dal Minnesota un emendamento costituzionale che lo avrebbe proibito[53][54][55];
- l'annuncio della sospensione dell'espulsione forzosa dell'immigrazione illegale[56];

- il massacro di Aurora;
- l'uragano Sandy;

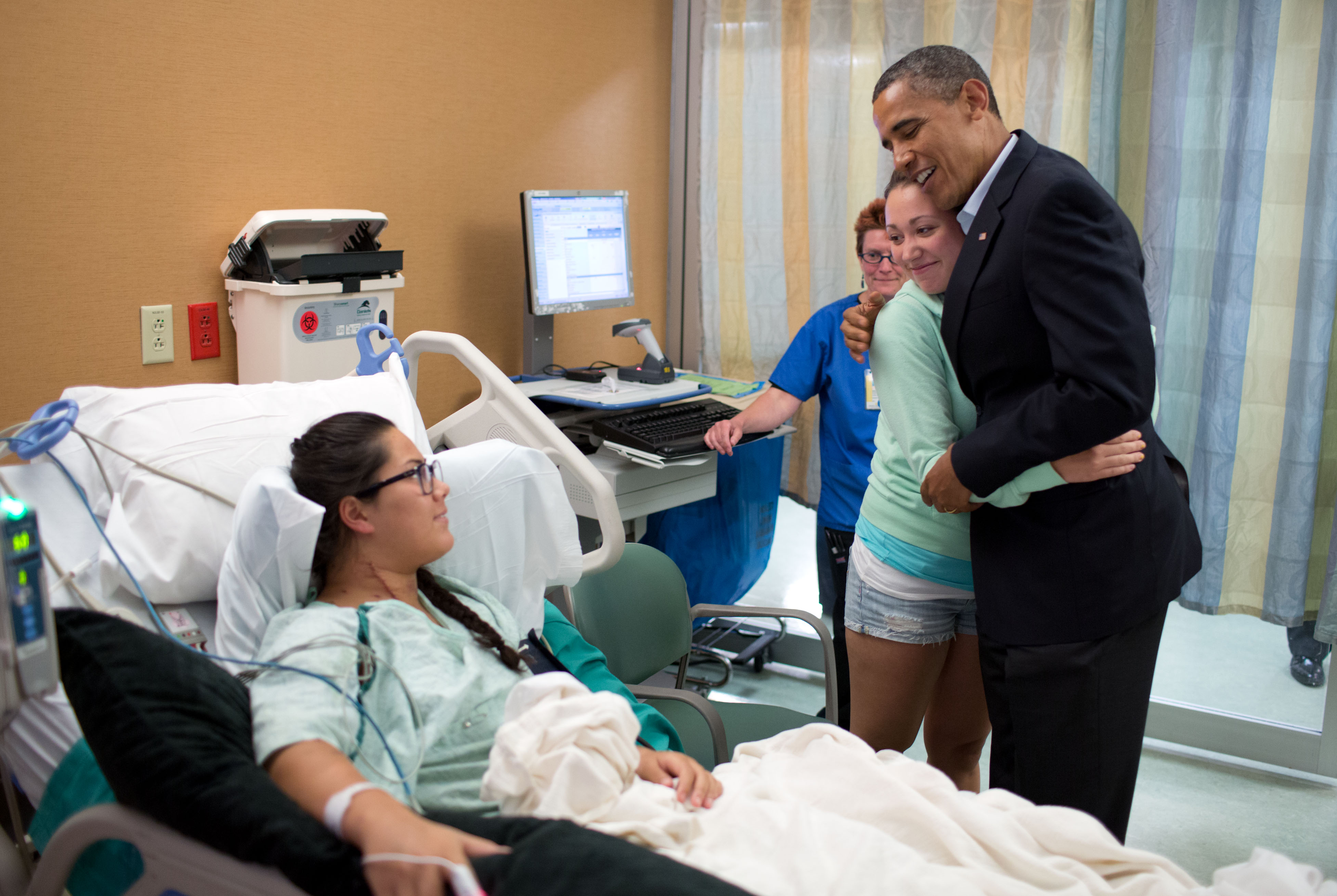
La visita del presidente a una delle persone rimaste ferite nel massacro di Aurora.

- la vittoria del presidente incumbent alle elezioni presidenziali del 2012 su Mitt Romney;
- il disastro ambientale della piattaforma petrolifera Deepwater Horizon;
- lo scandalo Petraeus;
- il riconoscimento ufficiale della Coalizione nazionale siriana delle forze dell'opposizione e della rivoluzione in qualità di "rappresentanti legittimi" del loro popolo[57];
- la commozione cerebrale della segretaria di Stato Hillary Clinton;

2013
- l'entrata in vigore della legge sul matrimonio omosessuale nel Maryland[58];
- la crisi nordcoreana, con minacce di attacco con arma nucleare contro USA e Corea del Sud[59];
- l'attentato contro l'ambasciata statunitense di Ankara;
- l'incidente alla Carnival Triumph;
- il Trattato transatlantico sul commercio e gli investimenti;
- la sentenza Stati Uniti contro Manning, con la condanna di Chelsea Manning per aver perduto e/o trafugato materiale classificato nel caso WikiLeaks[60][61][62];
- la sanzione da 7 milioni di dollari contro Google per aver raccolto e-mail, password e altre informazioni sensibili inviate tramite reti wireless dal 2007-2010 negli Stati Uniti;

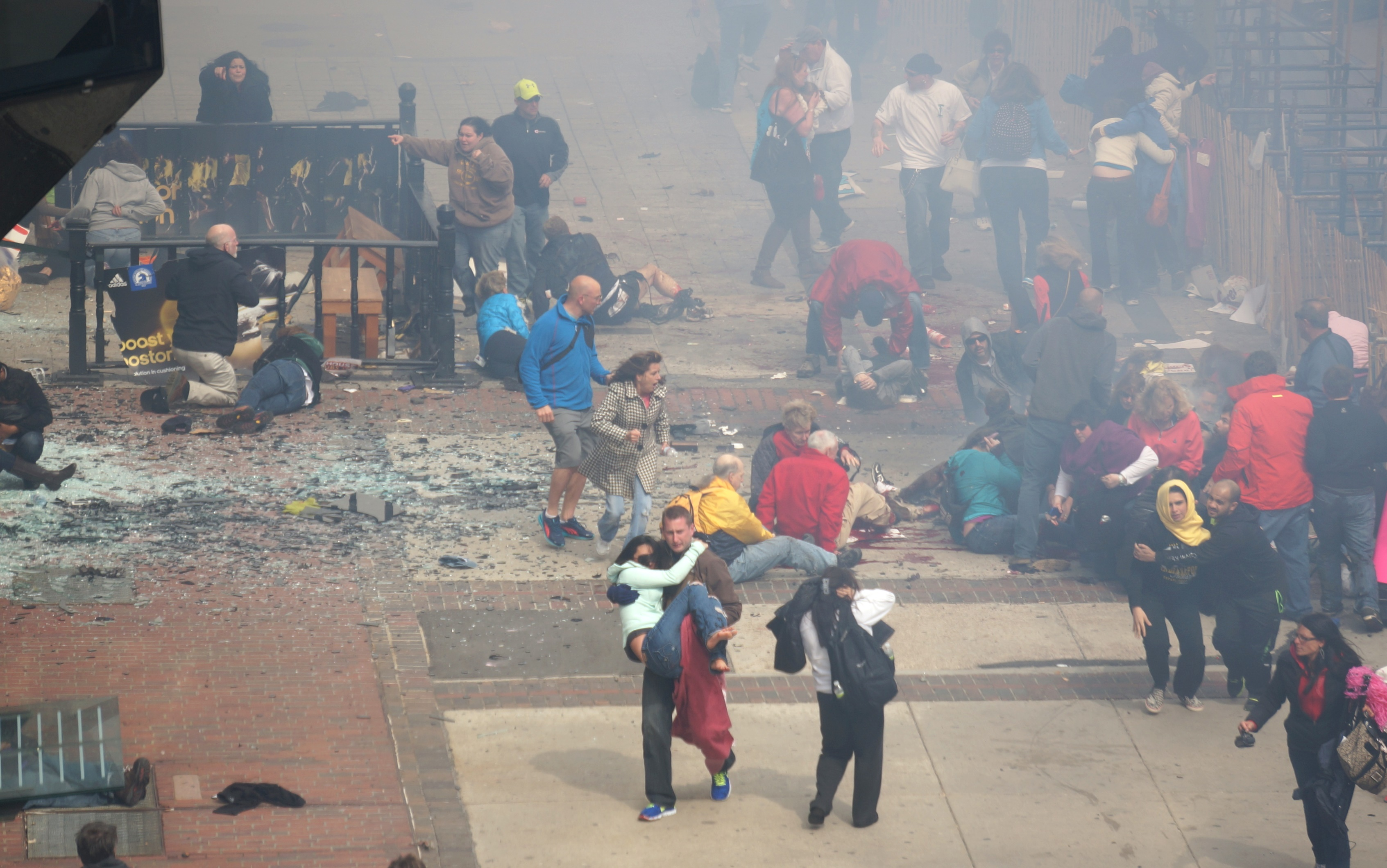
Le bombe alla Maratona di Boston.

- il doppio attentato alla Maratona di Boston, con un bilancio finale complessivo di 3 morti e 260 feriti[63][64];
- il "flash crash" del mercato azionario quando il feed Twitter dell'agenzia Associated Press viene violato e afferma erroneamente che diverse esplosioni hanno ferito gravemente il presidente[65];
- la legalizzazione del matrimonio omosessuale in Rhode Island[66], nel Delaware[67] e in Minnesota[68];
- l'abrogazione del divieto alle persone omosessuali di far parte dell'associazione dei Boy Scouts of America[69];
- le sentenze della Corte suprema degli Stati Uniti d'America a) sull'incostituzionalità della Defense of Marriage Act, consentendo così alle coppie gay legalmente sposate di ricevere oltre 1.000 benefici e privilegi federali e b) sulla revoca della California Proposition 8, consentendo di fatto in tal modo il pieno ripristino dei matrimoni tra persone dello stesso sesso in tutta la California[70];
- l'assoluzione di George Zimmerman dall'accusa di omicidio doloso contro l'adolescente afroamericano Trayvon Martin[71];
- l'uscita del rapporto sull'attacco chimico di Ghūṭa sferrato dalle forze governative siriane[72] e accordo tra USA e Russia sulle armi chimiche[73][74];
- la legalizzazione del matrimonio omosessuale alle Hawaii, in Illinois[75] e nel Nuovo Messico[76];

2014
- il divieto di fumo all'interno di veicoli quando sono presenti bambini, in Oregon[77];

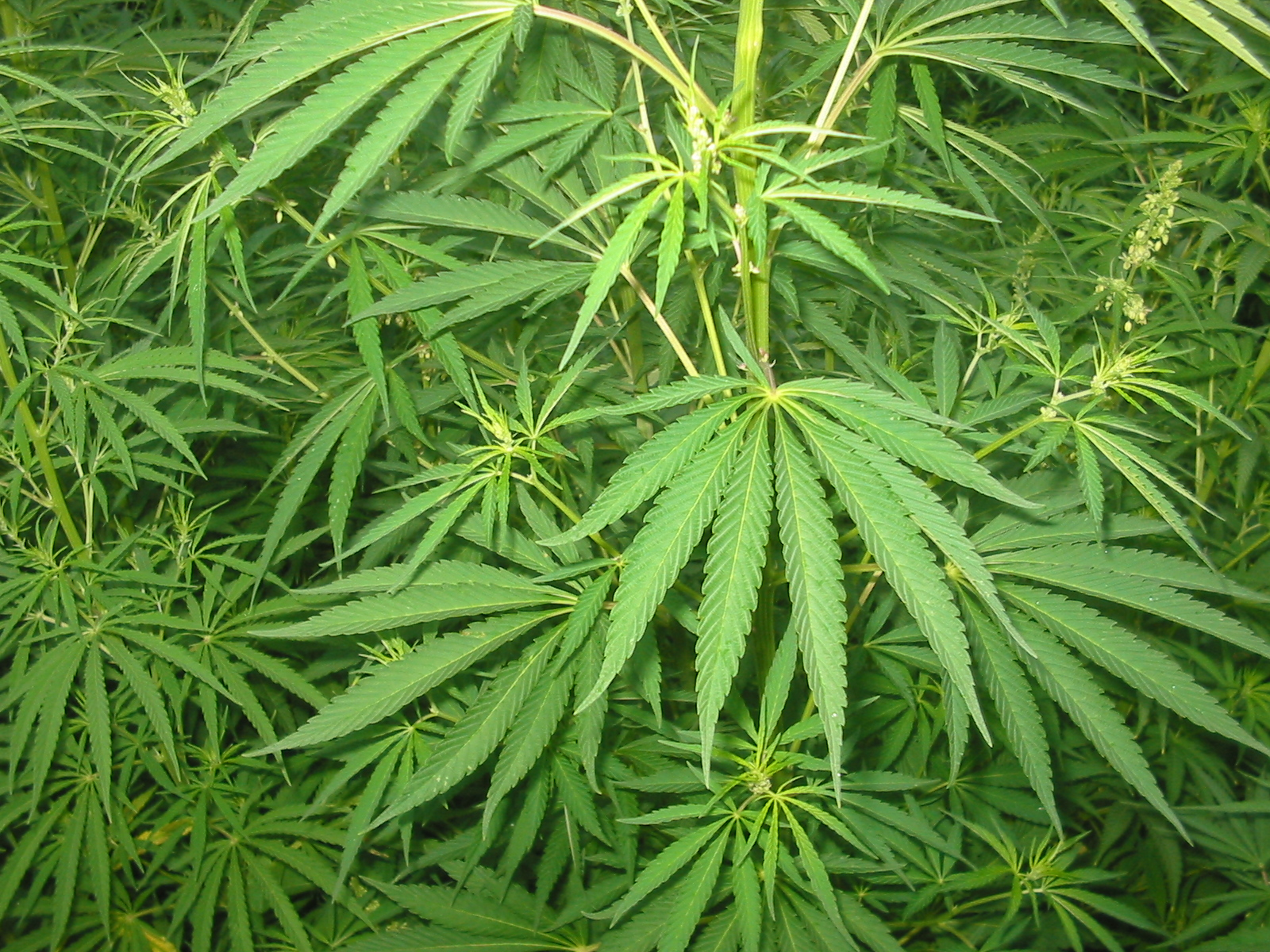
Il Colorado diviene il primo degli Stati federati degli Stati Uniti d'America a rendere legale la vendita di cannabis ad uso ricreativo.

- la vendita di cannabis ad uso ricreativo da parte di aziende legalmente autorizzate viene consentita in Colorado[78];
- le sentenze federali le quali stabiliscono che il divieto del matrimonio tra persone dello stesso sesso in Oklahoma[79], nel Kentucky[80], in Virginia[81] e nel Texas[82] è incostituzionale;
- la sentenza federale la quale stabilisce che la legge restrittiva sulle armi in California è incostituzionale in quanto viola il II emendamento[83];
- il veto posto dal governatore dell'Arizona Jan Brewer a un disegno di legge che avrebbe permesso ai proprietari di imprese di rifiutare di servire le persone LGBT esclusivamente sulla base del proprio credo religioso[84][85];
- il divieto di scattare fotografie upskirt in pubblico nel Massachusetts[86]. Due giorni prima, la Corte suprema statale aveva stabilito che tali scatti erano invece del tutto legali[87];
- la firma da parte del governatore del Mississippi Phil Bryant della controversa legge che consentirà a privati e aziende di negare il servizio a chiunque, se in conflitto con le proprie convinzioni religiose[88]. Le Organizzazioni per i diritti civili come la Southern Poverty Law Center e l'American Civil Liberties Union[89] temono che tale direttiva possa avere effetti di ampia portata e conduca ad una maggiore animosità sia verso le minoranze sessuali[90] che contro i membri di fedi diverse dal cristianesimo[91];
- la firma da parte del governatore della Georgia Nathan Deal della legge che estende i diritti dei proprietari di armi a trasportare apertamente con sé armi da fuoco in luoghi pubblici come edifici governativi, chiese e bar[92];
- le sentenze che dichiarano il divieto dell'Arkansas[93][94], dell'Oregon e della Pennsylvania ai matrimoni omosessuali come incostituzionale (in questi ultimi due Stati federati la sua legalizzazione ha effetto immediato)[95][96];

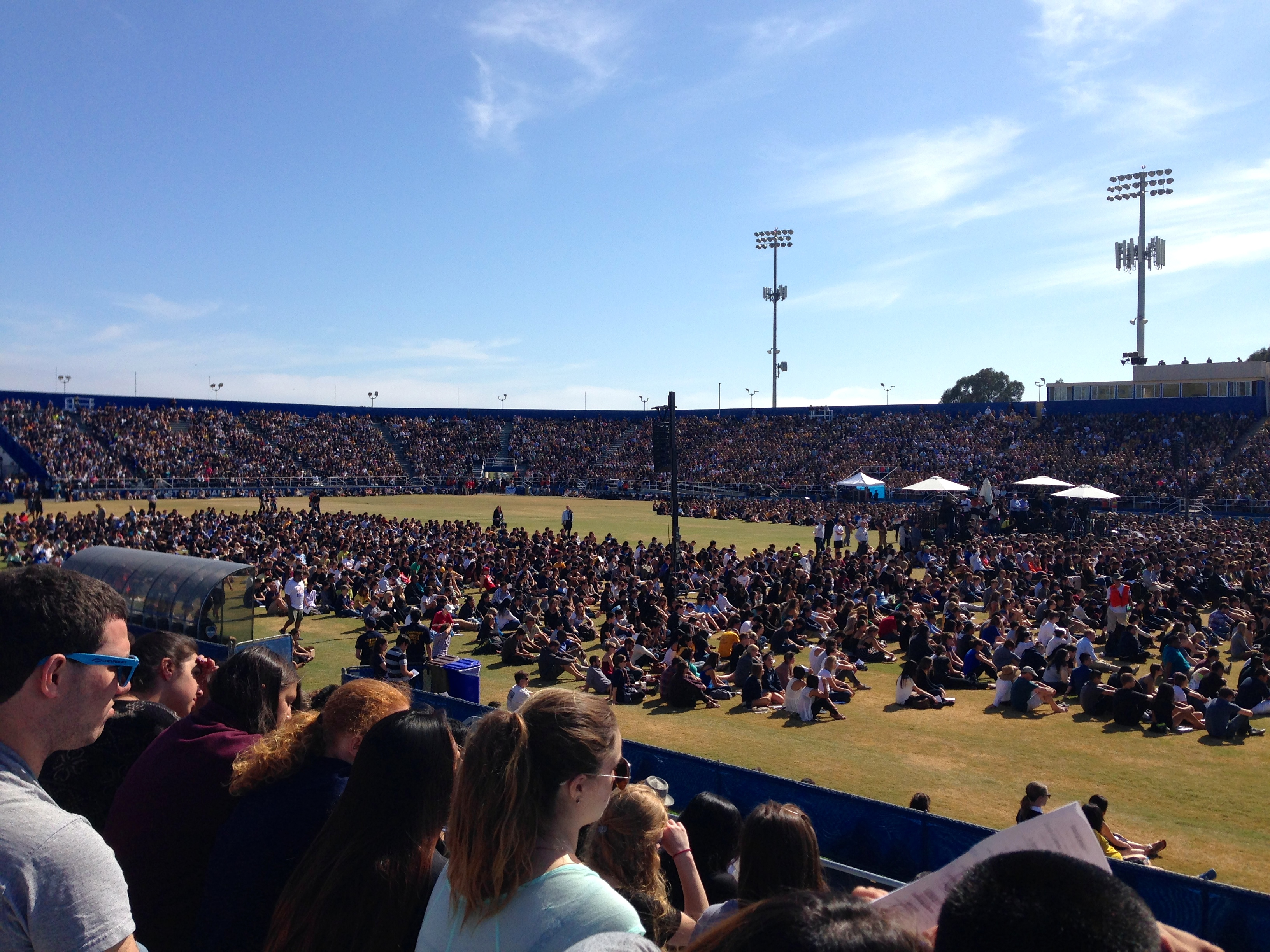
L'incontro in commemorazione delle vittime del massacro di Isla Vista.

- il massacro di Isla Vista. Il 22enne Elliot Rodger uccide 6 persone e poi si suicida; il giorno prima aveva caricato un video su YouTube reclamando una "punizione" per la mancanza di attenzione sessuale da parte delle studentesse universitarie nei suoi confronti. I suoi scritti hanno rivelato che era afflitto da misoginia e razzismo[97];
- l'entrata in vigore della legge sui matrimoni omosessuali in Illinois[98];
- la sentenza federale la quale stabilisce che il divieto dei matrimoni omosessuali nel Wisconsin è incostituzionale[99][100][101];
- la prima Corte d'appello federale a pronunciarsi a favore delle unioni omosessuali, nello Utah[102];
- la sentenza federale che abbatte il divieto di matrimonio tra persone dello stesso sesso nell'Indiana[103];
- il 2º Stato a legalizzare la vendita di marijuana per uso ricreativo, Washington[104];
- la sentenza statale che abbatte il divieto di matrimonio omosessuale nel Colorado[105];
- la prima vittima statunitense dell'Epidemia di febbre emorragica di Ebola in Africa occidentale del 2014, l'operatore sanitario Patrick Sawyer muore in un ospedale nigeriano dopo aver contratto la malattia da virus Ebola in Liberia. La notizia preoccupa i mezzi di informazione americani per una sua possibile diffusione anche negli Stati Uniti[106].
- l'omicidio di Michael Brown: il governatore del Missouri emette uno stato di emergenza per Ferguson (Missouri) e un coprifuoco che dura da mezzanotte alle 5:00 (CDT)[107]. Un secondo coprifuoco è approvato la notte seguente[108].
- la sentenza la quale stabilisce che il divieto del matrimonio omosessuale in Florida è incostituzionale[109]
- la diffusione del video online che mostra la decapitazione del giornalista statunitense-israeliano Steven Sotloff da parte dello Stato islamico[110];
- le sentenze della Corte d'appello le quali dichiarano incostituzionale il divieto del matrimonio omosessuale in Wisconsin e Indiana[111];
- la visita del presidente dell'Ucraina Petro Poroshenko il quale chiede assistenza nella lotta contro i separatisti filo-russi nella guerra del Donbass[112];
- l'avvio dell'intervento militare aereo nella guerra civile siriana[113][114];
- il primo caso di Ebola diagnosticato negli Stati Uniti, a Dallas[115][116][117][118];

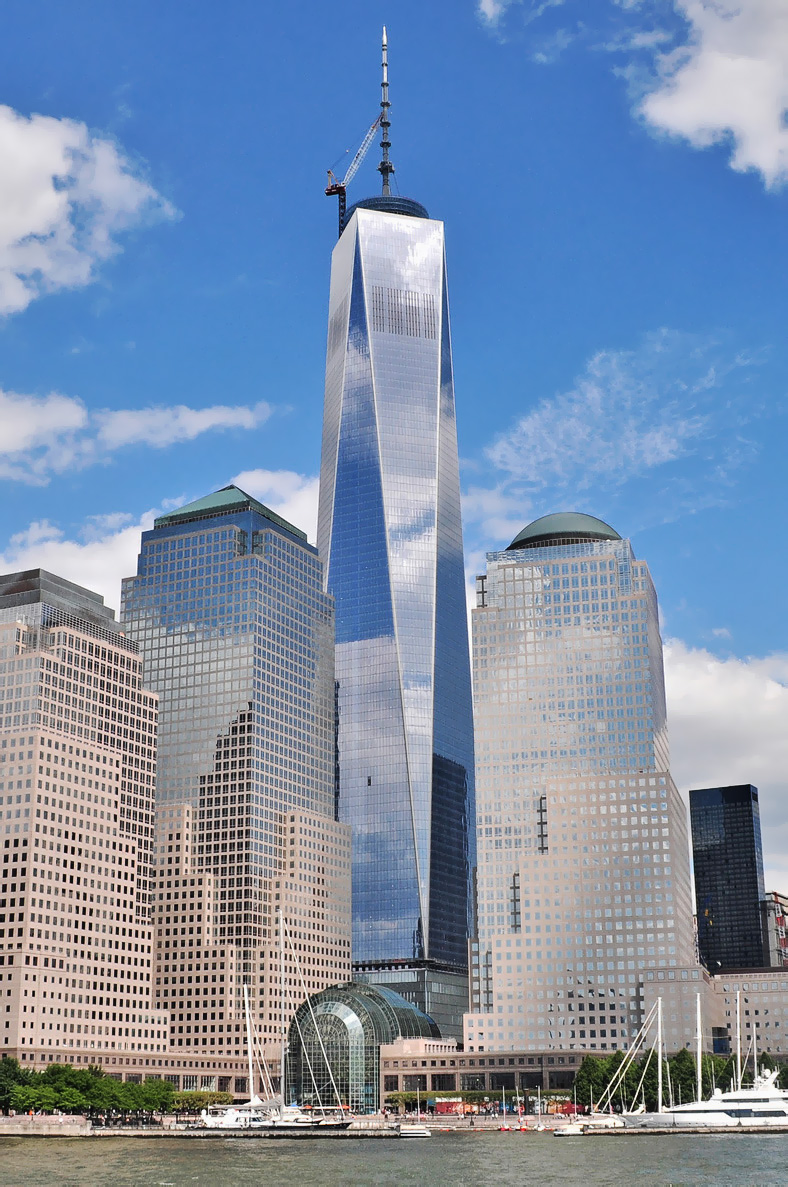
Il One World Trade Center.

- Il One World Trade Center.la decisione da parte della Corte Suprema di legalizzare immediatamente il matrimonio tra persone dello stesso sesso in Virginia, Utah, Indiana, Oklahoma e Wisconsin. L'azione è seguita dalla legalizzazione del matrimonio omosessuale in Nevada, Colorado, Virginia Occidentale, Idaho, Carolina del Nord e Alaska[119][120][121][122][123][124]. La sentenza del tribunale distrettuale federale che abbatte il divieto dell'Arizona sul matrimonio tra persone dello stesso sesso, permettendone l'immediata celebrazione. Lo stesso giorno un giudice abbatte il divieto di matrimonio omosessuale dello Wyoming[125][126];
- l'inaugurazione del One World Trade Center a New York[127];
- l'annuncio dell'accordo tra Stati Uniti e Cina per aumentare gli sforzi atti a ridurre le emissioni di anidride carbonica nei due paesi entro il 2030[128][129];
- la sentenza della Corte Suprema che annulla il divieto del matrimonio tra persone dello stesso sesso nel Kansas[130]. La sentenza federale che abbatte il divieto di matrimonio tra persone dello stesso sesso nel Montana[131];
- l'esplosione dei tumulti a Ferguson (Missouri), dopo che è stato annunciato che non c'erano prove sufficienti per accusare l'ufficiale Darren Wilson. Le proteste includono il saccheggio di massa e l'incendio di 12 edifici, oltre a 29 arresti. Le proteste scoppiano anche in altre grandi città, tra cui New York e Los Angeles e proseguono per oltre una settimana[132][133];
- l'Exploration Flight Test 1;
- la distribuzione limitata da parte di Sony Pictures Entertainment del controverso The Interview (film 2014) in una versione pubblica su Google Play, YouTube, Xbox Live e sul sito Web della pellicola[134];

2015
- il divieto californiano del revenge porn[135];
- la sentenza federale la quale stabilisce che il divieto del matrimonio omosessuale nel Dakota del Sud è incostituzionale[136]. Annuncio da parte della Corte suprema degli Stati Uniti d'America di una prossima sentenza nazionale riguardante il diritto costituzionale da garantire o meno anche al matrimonio omosessuale[137][138] e inizio delle udienze[139].
- l'entrata in vigore della disposizione che legalizza l'uso privato, anche se non la vendita, della marijuana in Alaska[140]. La legalizzazione del possesso e dell'uso privato di marijuana a fini ricreativi a Washington[141];
- la sentenza federale che abbatte il divieto di matrimonio omosessuale nel Nebraska[142][143];
- l'ordine esecutivo presidenziale che dichiara il Venezuela una minaccia alla sicurezza nazionale statunitense[144];
- Proteste davanti alla stazione di polizia di Baltimora dopo la morte di Freddie Gray.la firma da parte del Governatore dell'Indiana Mike Pence dell'"Indiana Sai 101" (Religious Freedom Restoration Act), promuovendo un dibattito nazionale sulla libertà religiosa e sui diritti LGBT negli Stati Uniti d'America. Dopo una settimana di protesta pubblica la legge viene modificata e simili provvedimenti in Arkansas, Carolina del Nord, Georgia e Dakota del Nord non riescono a passare il vaglio delle rispettive legislature statali[145][146][147];
- la proposta di normalizzazione delle relazioni bilaterali tra Cuba e USA[148]. L'eliminazione di Cuba all'elenco degli Stati che sponsorizzano il terrorismo[149];
- Le proteste a Baltimora contro la morte di Freddie Gray diventano presto violente, con ingenti danni alla proprietà, saccheggi, numerosi arresti e feriti sia tra gli agenti di polizia che tra i cittadini manifestanti. Il governatore del Maryland Larry Hogan dichiara lo stato di emergenza e schiera la Guardia Nazionale del Maryland[150][151]. L'annuncio che i sei agenti di polizia coinvolti nell'arresto dell'afroamericano Freddie Gray, morto durante la loro custodia, dovranno affrontare accuse penali che vanno dall'aggressione aggravata all'omicidio colposo fino all'omicidio di secondo grado[152];
- la sparatoria tra bande rivali di motociclisti in un ristorante di Waco, che lascia sul terreno nove morti[153];
- l'annuncio della candidatura presidenziale da parte di Donald Trump[154];
- il massacro di Charleston da parte del 21enne Dylann Roof[155], da cui prenderà presto il via la rimozione dei memoriali e monumenti confederati;
- la controfirma da parte del Governatore del Delaware Jack Markell del disegno di legge che depenalizza il possesso e l'uso ricreativo privato della marijuana (fino a 1 grammo), mentre l'uso in luogo pubblico verrà multato invece di essere trattato come un illecito penale[156];

- la sentenza della Corte Suprema nel caso Obergefell contro Hodges, la quale viene a stabilire che la Costituzione garantisce il diritto al matrimonio tra persone dello stesso sesso. Il giudice Anthony Kennedy ha scritto l'opinione della maggioranza, unitamente a Ruth Bader Ginsburg, Stephen Breyer, Sonia Sotomayor ed Elena Kagan[157][158];
- il primo tentativo di rimozione forzata della Bandiera degli Stati Confederati d'America dal pennone della "South Carolina State House" da parte di Bree Newsome[159]. Dopo settimane di intense proteste essa verrà infine relegata all'interno di un museo[160];
- la controfirma da parte del Governatore della California Jerry Brown della disposizione che impone la vaccinazione ai bambini - indipendentemente dalle obiezioni religiose dei loro genitori - perché questi possano venire ammessi a scuola[161];
- la decriminalizzazione dell'uso di marijuana a scopo ricreativo parte dell'Oregon[162];
- il dibattito sui video - la cui autenticità viene messa in forte dubbio - fatti circolare dal "Centro Pro-Life per il progresso" (Center for Medical Progress) i quali mostrerebbero la presunta negoziazione della vendita illegale di tessuti fetali abortiti da parte dei dipendenti di Planned Parenthood[163];
- la riapertura dopo 54 anni dell'ambasciata statunitense a L'Avana e di quella cubana a Washington[164];
- la morte di Sandra Bland mentre si trovava sotto custodia di polizia, con annuncio da parte delle autorità che il caso dell'attivista sarà trattato come un'indagine per omicidio[165];
- l'annuncio da parte dell'ex presidente Jimmy Carter di avere un tumore cerebrale[166];
- la prima condanna penale per oltraggio alla corte contro Kim Davis, un'impiegata della Contea di Rowan (Kentucky) per aver rifiutato di rilasciare licenze di matrimonio alle coppie dello stesso sesso per motivi religiosi, sfidando così la legalizzazione imposta dalla Corte Suprema[167]. Sarà recidiva;
- le aspre critiche e accuse di discriminazione a sfondo razziale nei confronti della polizia di Irving (Texas) per la denuncia - risultata poi infondata - contro il 14enne Ahmed Mohamed in quanto "sospetto attentatore dinamitardo". Il presidente invita il ragazzo alla Casa Bianca[168];
- l'annuncio che la presenza militare statunitense nella Guerra in Afghanistan (2001-2021) proseguirà fino al 2017[169];
- le crescenti tensioni razziali all'interno del sistema universitario del Missouri, con sciopero della squadra di football e sciopero della fame da parte di uno studente[170]. Comparsa di minacce violente a sfondo razziale sui social media[171];
- la sparatoria in una clinica di Planned Parenthood a Colorado Springs, che uccide 3 persone - tra cui un ufficiale di polizia - e ne ferisce altre 9[172];
- la strage di San Bernardino: 14 persone vengono uccise in un attacco terroristico ad una struttura per disabili mentali. Polemiche a livello nazionale - e inizio delle proteste contro Donald Trump - a causa della richiesta da parte del candidato presidenziale di vietare d'ingresso negli USA a tutti i musulmani[173];
- l'annuncio da parte del Segretario della Difesa Ashton Carter che tutti i ruoli di combattimento nell'United States Army devono essere aperti alle donne entro il 1° di aprile del 2016[174].
- l'arresto dell'imprenditore Martin Shkreli per truffa aggravata nella vendita di farmaci anti-AIDS[175];

2016
- il divieto di fumo per i minori di 21 anni alle Hawaii;
- il trasporto di armi in luogo pubblico viene consentito in Texas;
- il primo registro statale contro il maltrattamento di animali nel Tennessee;

2017

### Gabinetto ministeriale
| Dipartimento | Incarico                                      | Ritratto               | Nome              | Mandato | Mandato |
| Dipartimento | Incarico                                      | Ritratto               | Nome              | Inizio  | Termine |
| ------------ | --------------------------------------------- | ---------------------- | ----------------- | ------- | ------- |
|              | Presidente                                    |                        | Barack Obama      | 2009    | 2017    |
|              | Vice Presidente                               |                        | Joe Biden         | 2009    | 2017    |
|              |                                               |                        |                   |         |         |
|              | Segretario di Stato                           |                        | Hillary Clinton   | 2009    | 2013    |
|              | Segretario di Stato                           | John Kerry             | 2013              | 2017    |         |
|              | Segretario al tesoro                          |                        | Timothy Geithner  | 2009    | 2013    |
|              | Segretario al tesoro                          | Jacob Lew              | 2013              | 2017    |         |
|              | Segretario della Difesa                       |                        | Robert Gates      | 2006    | 2011    |
|              | Segretario della Difesa                       | Leon Panetta           | 2011              | 2013    |         |
|              | Segretario della Difesa                       | Chuck Hagel            | 2013              | 2015    |         |
|              | Segretario della Difesa                       | Ashton Carter          | 2015              | 2017    |         |
|              | Procuratore generale                          |                        | Eric Holder       | 2009    | 2015    |
|              | Procuratore generale                          | Loretta Lynch          | 2015              | 2017    |         |
|              | Segretario degli Interni                      |                        | Ken Salazar       | 2009    | 2013    |
|              | Segretario degli Interni                      | Sally Jewell           | 2013              | 2017    |         |
|              | Segretario dell'Agricoltura                   |                        | Tom Vilsack       | 2009    | 2017    |
|              | Segretario al Commercio                       |                        | Gary Locke        | 2009    | 2011    |
|              | Segretario al Commercio                       | John Bryson            | 2011              | 2012    |         |
|              | Segretario al Commercio                       | Penny Pritzker         | 2013              | 2017    |         |
|              | Segretario del Lavoro                         |                        | Hilda Solis       | 2009    | 2013    |
|              | Segretario del Lavoro                         | Tom Perez              | 2013              | 2017    |         |
|              | Segretario della Salute e dei Servizi Umani   |                        | Kathleen Sebelius | 2009    | 2014    |
|              | Segretario della Salute e dei Servizi Umani   | Sylvia Mathews Burwell | 2014              | 2017    |         |
|              | Segretario della Casa e dello Sviluppo Urbano |                        | Shaun Donovan     | 2009    | 2014    |
|              | Segretario della Casa e dello Sviluppo Urbano | Julian Castro          | 2014              | 2017    |         |
|              | Segretario dei Trasporti                      |                        | Ray LaHood        | 2009    | 2013    |
|              | Segretario dei Trasporti                      | Anthony Foxx           | 2013              | 2017    |         |
|              | Segretario dell'Energia                       |                        | Steven Chu        | 2009    | 2013    |
|              | Segretario dell'Energia                       | Ernest Moniz           | 2013              | 2017    |         |
|              | Segretario dell'Istruzione                    |                        | Arne Duncan       | 2009    | 2017    |
|              | Segretario degli Affari dei Veterani          |                        | Eric Shinseki     | 2009    | 2013    |
|              | Segretario degli Affari dei Veterani          | Robert McDonald        | 2013              | 2017    |         |
|              | Segretario della Sicurezza Interna            |                        | Janet Napolitano  | 2009    | 2013    |
|              | Segretario della Sicurezza Interna            | Jeh Johnson            | 2013              | 2017    |         |
|              |                                               |                        |                   |         |         |
|              | Capo di Gabinetto                             |                        | Rahm Emanuel      | 2009    | 2010    |
|              | Capo di Gabinetto                             | William Daley          | 2011              | 2012    |         |
|              | Capo di Gabinetto                             | Jacob Lew              | 2012              | 2013    |         |
|              | Capo di Gabinetto                             | Denis McDonough        | 2013              | 2017    |         |
|              | Amministratore dell'EPA                       |                        | Lisa Jackson      | 2009    | 2013    |
|              | Amministratore dell'EPA                       | Gina McCarthy          | 2013              | 2017    |         |
|              | Amministratore dell'OMB                       |                        | Peter Orszag      | 2009    | 2010    |
|              | Amministratore dell'OMB                       | Jacob Lew              | 2010              | 2012    |         |
|              | Amministratore dell'OMB                       | Sylvia Mathews Burwell | 2013              | 2014    |         |
|              | Amministratore dell'OMB                       | Shaun Donovan          | 2013              | 2017    |         |
|              | Ambasciatore presso le Nazioni Unite          |                        | Susan Rice        | 2009    | 2013    |
|              | Ambasciatore presso le Nazioni Unite          | Samantha Power         | 2013              | 2017    |         |
|              | Rappresentante per il Commercio               |                        | Ron Kirk          | 2009    | 2013    |
|              | Rappresentante per il Commercio               | Michael Froman         | 2013              | 2017    |         |

### Maggiori azioni e atti legislativi
Azioni di politica economica
- Risposte alla Grande recessione
  - American Recovery and Reinvestment Act del 2009
  - Salvataggio del settore automobilistico
- Riforma di Wall Street
  - Credit CARD Act del 2009
  - Riforma Dodd-Frank Act e legge sulla protezione dei consumatori
- Tassazione e spesa
  - Agevolazioni fiscali, risanamento dell'assicurazione di disoccupazione e legge sulla creazione di nuovi posti di lavoro del 2010 (Tax Relief, Unemployment Insurance Reauthorization, and Job Creation Act)
  - Budget Control Act del 2011
  - American Taxpayer Relief Act del 2012
  - Bipartisan Budget Act del 2015
- Crisi del debito pubblico del 2013 e Blocco delle attività amministrative negli Stati Uniti d'America
  - Legge sugli stanziamenti continuativi, 2014 (Continuing Appropriations Act)
  - Bipartisan Budget Act del 2013

Altre azioni di politica interna
- Riforma sanitaria negli Stati Uniti d'America
  - Protezione del paziente e atto di cura accessibile (Patient Protection and Affordable Care Act)
  - Legge sulla riconciliazione per l'assistenza sanitaria e l'istruzione del 2010 (Health Care and Education Reconciliation Act)
- Istruzione negli Stati Uniti d'America
  - Programma di borsa di studio competitiva (Race to the Top)
  - Every Student Succeeds Act (ESSA) del 2015
- Cambiamento climatico
  - Clean Power Plan
- Politica sull'immigrazione negli Stati Uniti d'America
  - Azione differita per gli arrivi di minori (Deferred Action for Childhood Arrivals)
  - Azione differita per i genitori degli americani - Deferred Action for Parents of Americans - (bloccata dalla Corte Suprema)
- Politica sociale
  - Lilly Ledbetter Fair Pay Act
  - Matthew Shepard Act
  - Do not Ask, Do not Tell Repeal Act del 2010
- Politica di United States Intelligence Community e sorveglianza interna (FBI)
  - Estensione del USA PATRIOT Act (2011-15)
  - USA Freedom Act

| Congresso | Anno |
| --------- | ---- |
| 111º      | 2009 |
| 111º      | 2010 |
| 112º      | 2011 |
| 112º      | 2012 |
| 113°      | 2013 |
| 113°      | 2014 |
| 114°      | 2015 |
| 114°      | 2016 |
| 115°*     | 2017 |

Azioni di politica estera
- Area di libero scambio
  - United States-Colombia Trade Promotion Agreement (CTPA)
  - Panama–United States Trade Promotion Agreement
  - United States–Korea Free Trade Agreement
  - Partenariato Trans-Pacifico (firmato ma non ratificato)
- Controllo degli armamenti
  - New START
- Cambiamento climatico
  - Accordo di Parigi
- Guerra in Iraq
  - Ritiro delle truppe americane dall'Iraq
  - Intervento a guida americana in Iraq (2014-oggi)
- Guerra in Afghanistan (2001-2021)
  - Ritiro parziale delle truppe americane dall'Afghanistan
- Riavvicinamento con Cuba e Iran
  - Disgelo cubano
  - Piano d'azione globale congiunto con l'Iran: accordo sul nucleare iraniano
- Altre operazioni militari
  - Guerra dei Droni sul Pakistan
  - Intervento militare in Libia del 2011
  - Morte di Osama bin Laden
  - Intervento militare contro lo Stato Islamico

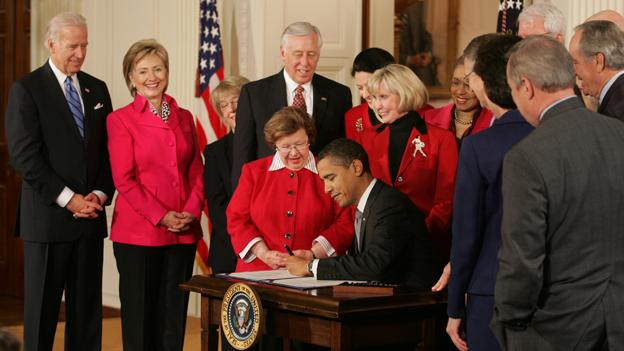
Il presidente controfirma la legge Lilly Ledbetter Fair Pay Act il 29 gennaio del 2009.

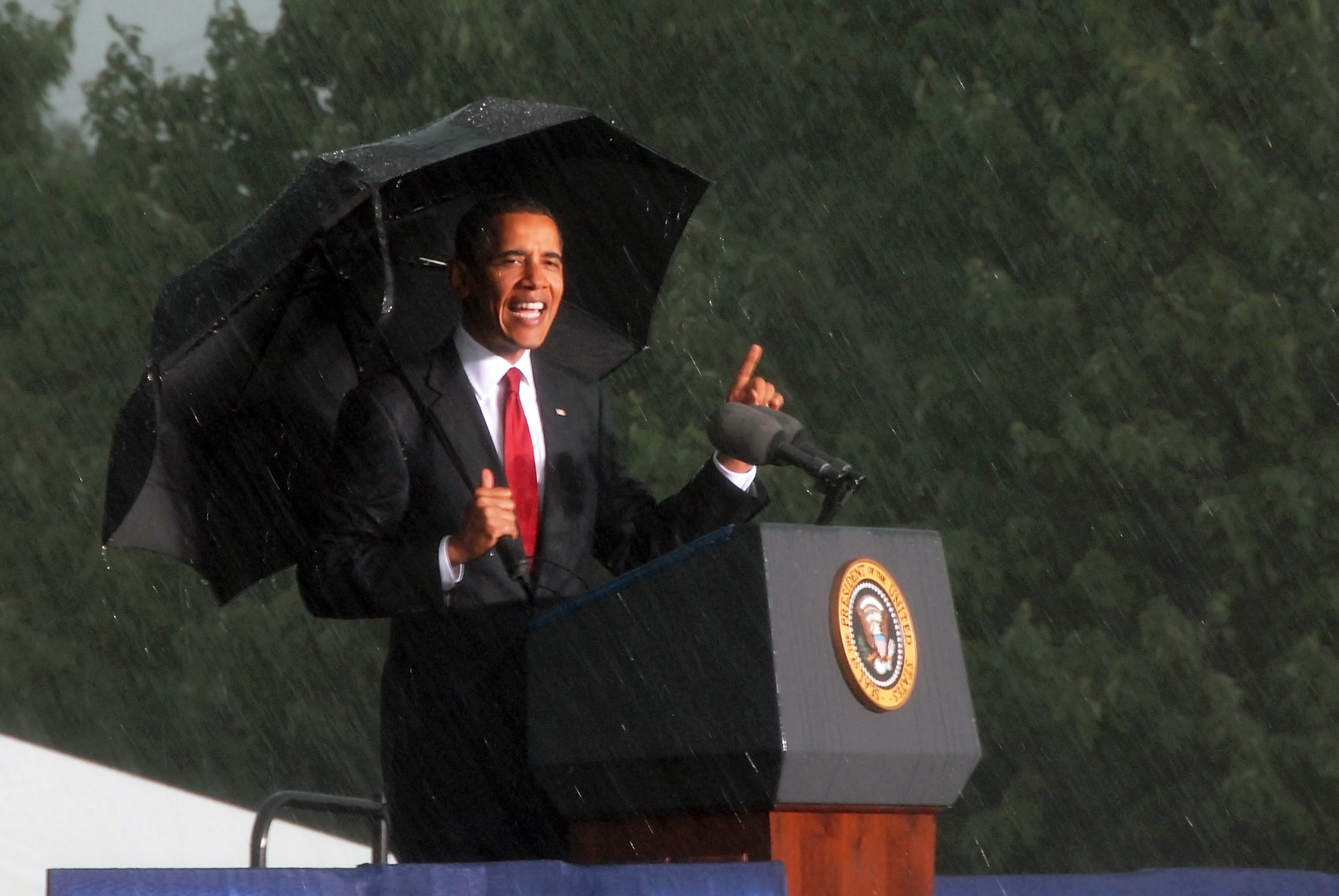
Discorso per il Memorial Day all'Abraham Lincoln National Cemetery, nel 2010.

 Nomine alla carica di giudici associati della Corte Suprema

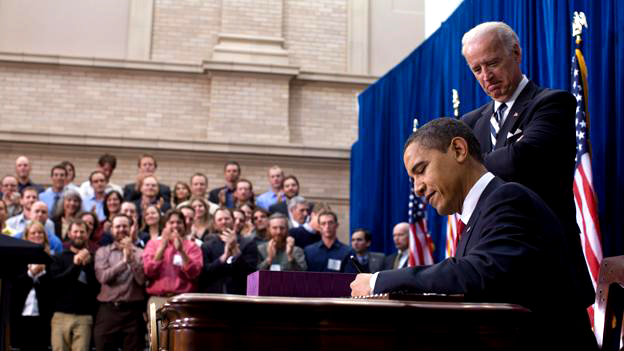
Il presidente Obama controfirma l'ARRA in legge il 17 febbraio del 2009 a Denver. Il vicepresidente Joe Biden sta dietro di lui

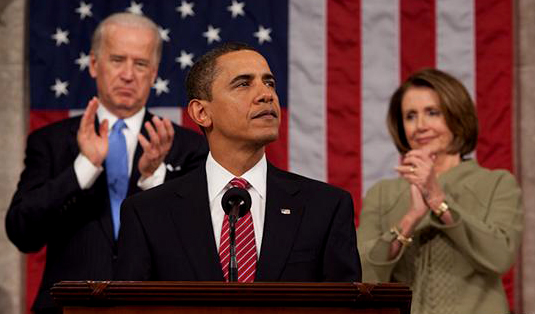
Obama affronta una sessione congiunta del Congresso. Accanto il vicepresidente J. Biden e il presidente della Camera dei Rappresentanti Nancy Pelosi

- Sonia Sotomayor
- Elena Kagan
- Merrick Garland (non confermato)

## Primi cento giorni
Nel giro di pochi minuti dal giuramento d'ufficio del 20 di gennaio il Capo di gabinetto della Casa Bianca Rahm Emanuel emise un'ordinanza che sospendeva le normative regolamentari dell'ultimo minuto e gli ordini esecutivi firmati dal presidente uscente George W. Bush. Alcune delle prime azioni della nuova amministrazione si concentrarono quindi sul rovesciamento delle misure fatte adottare a suo tempo dalla precedente presidenza di George W. Bush a seguito degli attentati dell'11 settembre 2001.
Nel corso della sua prima settimana in carica il presidente firmerà l'"ordine esecutivo 13492", sospendendo pertanto di fatto tutti i procedimenti giudiziari in corso della commissione del tribunale militare alla Base navale di Guantánamo e prevedendo la chiusura della struttura di detenzione stessa (il Campo di prigionia di Guantánamo) entro l'anno in corso. L'"ordine esecutivo 13491" proibì invece categoricamente la tortura e altre tecniche di coercizione, come ad esempio il waterboarding.
Obama emise quindi anche un ulteriore ordine che impose misure assai più restrittive alle attività di gruppo di pressione alla Casa Bianca e fece revocare la "Mexico City policy" la quale vietava fino a quel momento l'accesso alle sovvenzioni federali per tutti quei gruppi internazionali che forniscono servizi di aborto o consulenza per la contraccezione attiva.
Il 29 di gennaio firmerà il primo disegno di legge della propria presidenza, il Lilly Ledbetter Fair Pay Act of 2009 che rivide e emendò lo statuto dei limiti di prescrizione per la presentazione di azioni legali contro un'eventuale discriminazione salariale di genere subita.
Il 3 di febbraio controfirmerà la legislazione di ri-autorizzazione del programma di assicurazione sanitaria per i minori (Children's Health Insurance Program), espandendo in tal maniera la copertura dell'assistenza sanitaria da 7 a 11 milioni di bambini.
Il 9 di marzo farà revocare le restrizioni vigenti sul finanziamento federale alla ricerca scientifica sulla cellula staminale embrionale. Obama affermò poi che, come già aveva messo in pratica il suo predecessore, avrebbe fatto uso di "signing statement" se e quando avesse ritenuto che parti di un qualche progetto di legge risultassero essere - a suo parere - del tutto incostituzionali e successivamente ne rilascerà diverse.
Il neopresidente controfirmerà la Omnibus Public Land Management Act of 2009 la quale permise di aggiungere fino a 2 milioni di acri di terra al "National Wilderness Preservation System", nonché una legge che avrebbe innalzato la tassazione sul pacchetto di sigarette (fino a 62 cent in più).
Ma l'azione forse più importante dei primi 100 giorni di Obama sarà il passaggio della American Recovery and Reinvestment Act, volta ad affrontare con mezzi adeguati la Grande recessione in corso. Dopo un lungo dibattito parlamentare verrà fatta approvare dal Congresso il giorno 13 di febbraio.
Originariamente inteso per essere un disegno di legge "bipartisan" il successo del decreto si basò ampiamente sui voti Democratici, sebbene pure tre senatori Repubblicani abbiano alla fine votato a favore. La mancanza del previsto sostegno dell'opposizione e l'incapacità dimostrata dalla stessa maggioranza di conquistarselo preannunciò la situazione di stallo e le scelte di parte che proseguiranno poi durante l'intero mandato presidenziale.
La legge da 787 miliardi di dollari statunitensi combinò infine le agevolazioni fiscali con la spesa programmata per i progetti infrastrutturali, l'estensione delle prestazioni sociali e il campo dell'istruzione.

## Affari interni
|                | Senato  | Senato  | Camera                     | Camera                     |
| Leggi/Trattati | Dem.    | Rep.    | Dem.                       | Rep.                       |
| -------------- | ------- | ------- | -------------------------- | -------------------------- |
| ARRA           | 58–0    | 3–37    | 244–11                     | 0–177                      |
| ACA            | 60–0    | 0–39    | 219–34                     | 0–178                      |
| D-F            | 57–1    | 3–35    | 234–19                     | 3–173                      |
| ACES           | No vote | No vote | 211–44                     | 8–168                      |
| DADTRA         | 57–0    | 8–31    | 235–15                     | 15–160                     |
| DREAM          | 52–5    | 3–36    | 208–38                     | 8–160                      |
| New START      | 58–0    | 13–26   | Non votato (Treaty Clause) | Non votato (Treaty Clause) |
| 2010 TA        | 44–14   | 37–5    | 139–112                    | 138–36                     |

### Riforma sanitaria nazionale
Una volta emanato il disegno di legge sugli incentivi nel febbraio del 2009 la riforma dell'assistenza sanitaria nazionale divenne la principale priorità interna del neopresidente.
L'111º Congresso degli Stati Uniti d'America giungerà ad approvare la proposta che diverrà presto nota come Obamacare. Una riforma in tal senso fu per molto tempo una delle massime priorità del Partito Democratico - aprendo un ventaglio di dibattiti - e i suoi esponenti si dimostreranno ansiosi di far approvare un nuovo piano che avrebbe abbassato i costi e al contempo aumentato la relativa copertura finanziaria.
In contrasto con il precedente piano progettato dalla Presidenza di Bill Clinton nel 1993 per riformare l'assistenza sanitaria Obama adotterà una strategia che consentisse all'Assemblea congressuale di guidare il procedimento, con la Camera dei Rappresentanti e il Senato pronti a definire le proprie peculiari proposte.
Proprio al Senato un gruppo bipartisan del "Finance Committee" noto come "Gang of Six" (Max Baucus, Jeff Bingaman, Kent Conrad, Mike Enzi, Chuck Grassley e Olympia Snowe) incominciò ad intravedere la speranza di poter arrivare a creare un disegno di legge bipartisan sulla riforma sanitaria, anche se poi i senatori Repubblicani coinvolti nell'elaborazione giunsero alla fine con l'opporvisi. Nel novembre del 2009 la Camera approvò quindi a sua volta la propria legge sulla riforma, Affordable Health Care for America Act con un voto conclusivo di 220 contro 215 ed un solo suffragio Repubblicano a favore.
A dicembre il Senato diede il via libera alla Patient Protection and Affordable Care Act su una linea rigorosamente schierata su basi partitiche ed un voto di 60 contro 39. Entrambe le legislazioni nel loro specifico ampliarono il Medicaid risalente alla presidenza di Lyndon B. Johnson e fornì sussidi all'assistenza sanitaria, stabilendo contemporaneamente un mandato individuale ("Health insurance mandate"), scambi di assicurazione sanitaria ("Health insurance marketplace") e il divieto di negare la copertura in base a condizioni preesistenti.
La legge della Camera tuttavia incluse anche un aumento della tassazione per tutte quelle famiglie che guadagnassero più di 1 milione all'anno oltre che un'opzione di assicurazione pubblica; mentre da parte sua il progetto senatoriale incluse anche un'imposta sulle accise per i piani sanitari a più alto costo ("Cadillac insurance plan").
La vittoria di Scott Brown alle elezioni speciali dell'Assemblea senatoriale per il Massachusetts nel 2010 mise però seriamente a repentaglio le prospettive di un progetto di riforma dell'assistenza sanitaria, dato che i Democratici persero la loro maggioranza qualificata di 60 seggi. Lo staff esecutivo della Casa Bianca - con la diretta collaborazione del Presidente della Camera dei Rappresentanti Nancy Pelosi - intraprese pertanto - a questo punto - una vasta campagna allo scopo di convincere sia i centristi che i liberal della Camera a far passare la legge già licenziata dal Senato.
Nel marzo del 2010, dopo che il presidente ebbe annunciato un ordine esecutivo il quale avrebbe rafforzato la legge vigente contro la spesa di fonti federali per i servizi di aborto selettivo l'Aula della Camera approvò la legislazione già emessa dal Senato nel dicembre precedente; il disegno di legge non ricevette un solo voto Repubblicano in nessuna delle due Assemblee. Il 23 marzo del 2010 venne controfirmata e resa esecutiva.
The New York Times la descrisse come "la più vasta legislazione in senso sociale mai emanata da decenni", mentre The Washington Post non mancò d far notare che si trattava della più ampia espansione della copertura assicurativa sanitaria dai tempi della creazione di Medicare e Medicaid nel 1965.
Entrambe le Aule fecero quindi approvare una "misura di riconciliazione" (Health Care and Education Reconciliation Act of 2010) per poter apportare modifiche e correzioni anche significative; questo secondo disegno di legge sarà controfirmato il 30 di marzo: la Patient Protection and Affordable Care Act (PPACA) divenne ampiamente nota con la denominazione di Affordable Care Act (ACA) o "Obamacare". L'ACA dovette affrontare notevoli sfide e opposizioni dopo la sua promulgazione e i Repubblicani tenteranno in continuazione di farla abrogare; la disposizione sopravvisse e non affondò anche a due importanti ricorsi finiti davanti all'attenzione della Corte Suprema.
Nella sentenza inerente al caso giudiziario National Federation of Independent Business contro Sebelius una maggioranza di 5 a 4 confermò la piena costituzionalità della legge, sebbene abbia reso volontaria l'espansione statale di Medicaid; mentre in King contro Burwell (2015) una maggioranza di 6 a 3 permise l'utilizzo di credito d'imposta negli scambi assicurativi gestiti dallo Stato. Il varo di HealthCare.gov nell'ottobre del 2013, un sito web di scambio di assicurazioni creato in base alle disposizioni dell'ACA, subirà ampie critiche, anche se molti dei problemi emersi verranno a risoluzione entro la fine dell'anno.

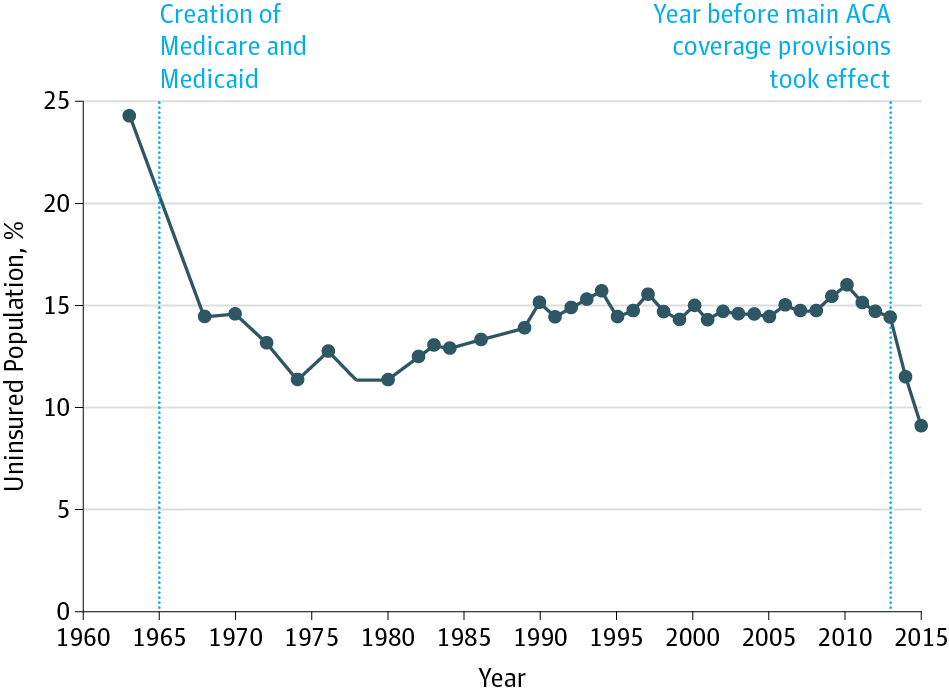
Percentuale di cittadini del tutto privi di una qualsiasi copertura sanitaria dal 1963 al 2015.

Il numero di cittadini privi di una qualsiasi copertura assicurativa sanitaria (Health insurance coverage in the United States) poté così scendere dal 20,2% nel 2010 al 13,3% nel 2015; nonostante ciò i Repubblicani continueranno risolutamente ad opporvisi in quanto espressione di "un'indesiderata intromissione federale" nei confronti delle autonomie statali.
Molti liberal all'opposto continuarono a spingere per ottenere un sistema sanitario a pagamento unico ("Single-payer healthcare") o comunque fondato su un'opzione pubblica; il presidente appoggerà quest'ultima proposta nonché un'espansione dei crediti d'imposta delle assicurazioni nel 2016.

### Cambiamenti climatici e salvaguardia ambientale
Nel corso della sua presidenza Obama descrisse il riscaldamento globale come la più grande minaccia a lungo termine per il mondo intero, con un autentico rischio di catastrofe planetaria.

Opinioni di scienziati del clima e della terra sul ruolo dell'attività umana nel riscaldamento globale dell'atmosfera e del terreno.

Vennero presi diversi provvedimenti nel tentativo di combattere il grave fenomeno, sebbene il presidente non si troverà mai nella condizione più favorevole per poter far accogliere alcun importante disegno di legge, in larga parte perché molti esponenti del Partito Repubblicano - ma anche alcuni membri del Partito Democratico - misero in dubbio una tale "interpretazione dei fatti" (la negazione dei cambiamenti climatici) chiedendosi se ciò stesse effettivamente verificandosi in una maniera evidente e, se si, in quale grado di misura l'attività umana avrebbe contribuito effettivamente ad esso.
In seguito alla sua inaugurazione richiese al Congresso di stilare un progetto legislativo il quale ponesse un tetto insormontabile alle emissioni di anidride carbonica nazionali. Dopo che la Camera dei Rappresentanti approvò la American Clean Energy and Security Act nel 2009 Obama cercherà di convincere anche il Senato a sottoporlo a ratifica, ma non ne sarà in grado.
La nuova legge avrebbe imposto agli Stati Uniti d'America una riduzione delle immissioni di gas serra dalle abitazioni del 17% entro il 2020 e dell'83% entro la metà del XXI secolo; la proposta venne tuttavia fortemente osteggiata dai Repubblicani e né essa ne un compromesso bipartisan prospettato riuscirono mai a raggiungere la dovuta attenzione presso l'Aula senatoriale producendo un voto in tal senso.
Nel 2013 il presidente annunciò che avrebbe scavalcato l'Assemblea congressuale ordinando all'Agenzia per la protezione dell'ambiente (EPA) d'implementare nuovi limiti sulle emissioni di carbonio nell'atmosfera; il "Clean Power Plan" presentato nel 2015 cercò di ridurre le emissioni di gas serra statunitensi del 26-28% entro il 2025.
Obama impose anche delle severe regolamentazioni sul particolato carbonioso, lo smog, lo zolfo e il mercurio, il che incoraggiò l'avvio di una transizione dal carbone come una delle fonti di energia privilegiate; altresì il calo del prezzo delle fonti di energia eolica, energia solare e del gas naturale contribuirà ulteriormente al declino del carbone. Il presidente incoraggiò questa transizione positiva in gran parte a causa del fatto che il carbone emette più carbonio di tutte le altre fonti di energia, incluso il gas naturale.
La campagna avviata per combattere il riscaldamento globale trovò molta più eco e successo a livello internazionale piuttosto che a quello interno. Obama parteciperà alla "Conferenza ONU sui cambiamenti climatici 2009" la quale redasse il cosiddetto Accordo di Copenaghen (non vincolante) in qualità di legittimo successore del Protocollo di Kyoto. L'accordo avrebbe previsto il monitoraggio (Carbon emissions reporting) delle emissioni tra i paesi in via di sviluppo, ma non incluse la proposta del presidente d'impegnarsi a ridurre le emissioni di gas serra entro la metà degli anni 2050.
Nel 2014 Obama raggiunse un accordo con la Cina in cui quest'ultima s'impegnò a raggiungere la vetta di emissioni carbonifere entro il 2030 e non oltre, mentre da parte loro gli Stati Uniti s'impegnarono a ridurle del 26-28% rispetto ai livelli del 2005. Ciò diede lo slancio in direzione di un potenziale accordo multilaterale sul riscaldamento globale tra i massimi emettitori di carbonio del mondo. Un buon numero di Repubblicani criticarono tali obiettivi climatici in quanto potenziale rischio di drenaggio per l'economia.

Schema che mostra gli Stati "top 40" per quanto riguarda l'emissione di CO_{2} o in correlazione ad essa tra il 1990 e il 2012, inclusi i dati pro capite. Referenze prese da EU Edgar database.

Alla "XXI Conferenza delle Parti dell'UNFCCC" del 2015 quasi tutti i paesi del mondo giunsero a concordare sulla fondamentale necessità dell'avvio di un'azione comune sul tema del clima, in cui ogni singola nazione contribuisse ad un abbassamento delle proprie emissioni di gas serra.
Il conseguente "Accordo di Parigi" creò pertanto un sistema di "contabilità universale" per le emissioni, imponendo a ciascun paese membro di monitorare le proprie e al contempo richiedendo la creazione di un piano comune di riduzione.
Diversi negoziatori sul clima non mancheranno di far osservare che il precedente accordo tra Stati Uniti e Cina, assieme ai limiti di emissione dell'EPA, ha contribuito in una maniera sostanziale nel rendere possibile il successivo accordo parigino.
Nel 2016 la comunità internazionale ha accettato e recepito a grandi linee l'"Accordo di Kigali", una modifica del Protocollo di Montréal mirante a ridurre l'utilizzo di HFC (idrofluorocarburi), composti organici che contribuiscono a riscaldamento globale.
Fin dall'inizio della propria presidenza Obama intraprese diverse azioni per accrescere l'efficienza del carburante statunitense. Nel 2009 annunziò un piano per far incrementare l'economia ad impatto ridotto del combustibile medio (Corporate Average Fuel Economy, CAFE) utilizzato per vettura fino a 35 mpg per gallone, con un aumento del 40% rispetto ai livelli esistenti in quello stesso anno.
Sia gli ambientalisti che i funzionari dell'industria automobilistica accoglieranno la mossa intrapresa con favore poiché il piano avrebbe innalzato gli standard nazionali sulle emissioni, ma fornì anche il singolo standard di efficienza che le compagnie nazionali desideravano già da tempo.
Nel 2012 il presidente fisserà quindi degli standard ancora più elevati, imponendo un'efficienza media del carburante di 54,5 mpg. Controfirmò anche il disegno di legge detto "cash-for-clunkers" (Car Allowance Rebate System, CARS) il quale fornì incentivazioni rivolte a tutti quei consumatori che si fossero sbarazzati delle vecchie autovetture - meno efficienti in termini di consumo di carburante - ed avessero al suo posto acquistato veicoli migliori.
L'"American Recovery and Reinvestment Act" del 2009 stanziò 54 miliardi di dollari di fondi per incoraggiare la produzione interna di energie rinnovabili, rendere gli uffici federali più autosufficienti dal punto di vista energetico, migliorare la rete elettrica nazionale, ristrutturare gli alloggi pubblici secondo le nuove normative ed infine la sostituzione delle abitazioni a maggior impatto ambientale pensate per i portatori di "reddito modesto".

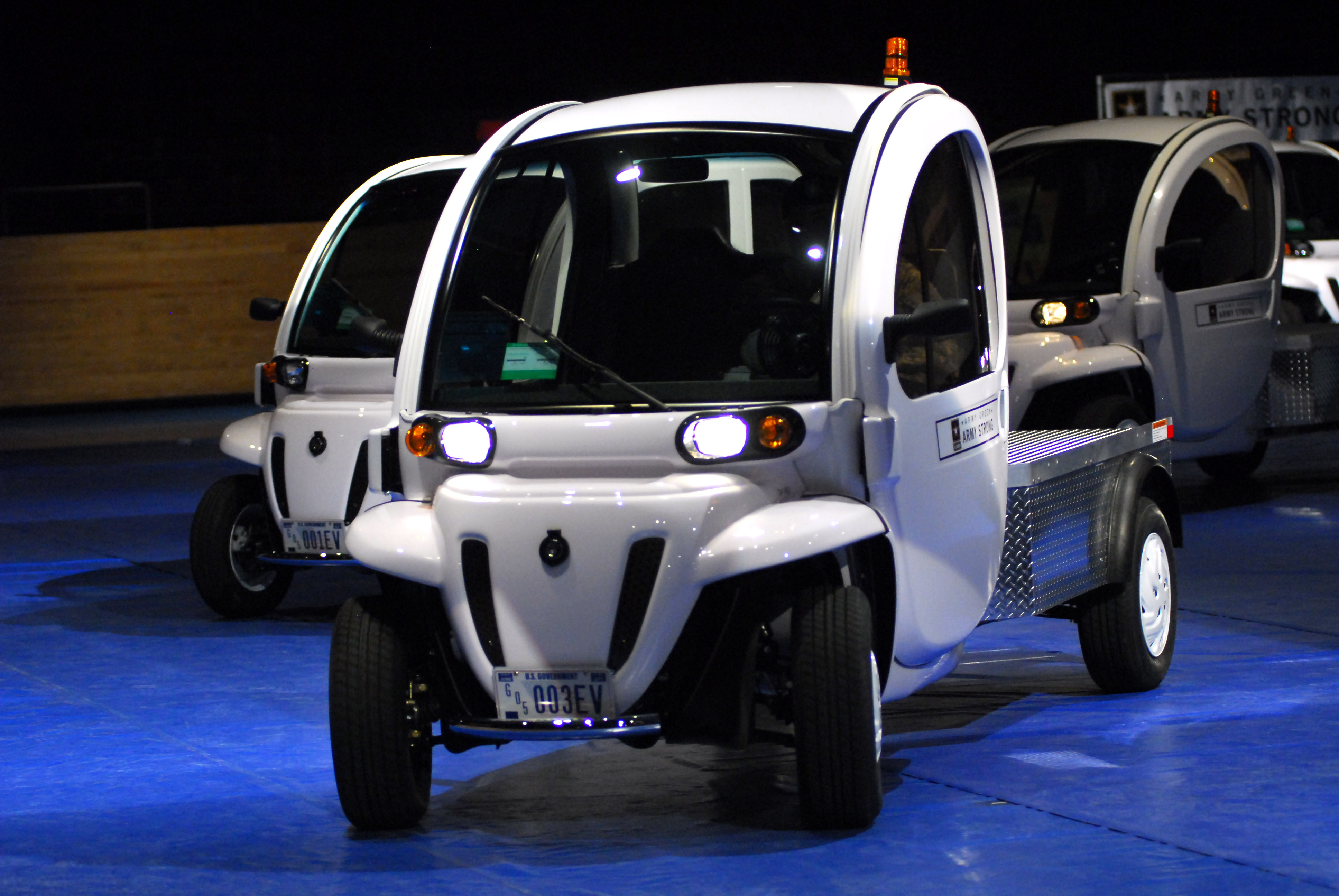
Global Electric Motorcars (GEM), veicoli elettrici in dotazione all'United States Army.

Obama inoltre promosso anche l'utilizzo di veicoli elettrici plug-in (plug-in electric vehicle, PEV), con 400.000 automobili elettriche immesse nel mercato entro la fine del 2015. Un rapporto dell'American Lung Association ha messo in evidenza che si è verificato un "importante miglioramento" nella qualità dell'aria sotto questa presidenza.

### Situazione economica
Appena assunto l'incarico il presidente prese a concentrarsi sulla migliore gestione possibile della crisi finanziaria globale 2007-08 e della successiva Grande recessione, che è stata generalmente considerata la peggiore recessione economica dai tempi della Grande depressione degli anni 1930 durante la presidenza di Franklin Delano Roosevelt.
Il 17 febbraio del 2009 firmò un disegno di legge volto a stimolare l'economia degli Stati Uniti d'America da 787 miliardi di dollari statunitensi il quale incluse la spesa per l'assistenza sanitaria nazionale, le infrastrutture, l'istruzione pubblica, svariate agevolazioni fiscali e incentivi e l'assistenza diretta alla persone maggiormente colpite. Le disposizioni fiscali di tale legislazione ridussero temporaneamente le tassazioni per il 98% dei contribuenti, portando in tal maniera l'aliquota fiscale ai livelli più bassi degli ultimi 60 anni.
| Anno    | Disoccupazione                   | PIL                              | Governo federale                  | Governo federale                  | Governo federale                  |
| Anno    | Disoccupazione                   | PIL                              | Entrate                           | Spese                             | Deficit                           |
| Termine | 31 dicembre (Calendario annuale) | 31 dicembre (Calendario annuale) | 30 settembre (Calendario fiscale) | 30 settembre (Calendario fiscale) | 30 settembre (Calendario fiscale) |
| 2007*   | 4,6%                             | $14.478                          | $2.568                            | $2.729                            | − $0.161                          |
| 2008*   | 5,8%                             | $14.719                          | $2.524                            | $2.983                            | − $0.459                          |
| 2009    | 9,3%                             | $14.419                          | $2.105                            | $3.518                            | − $1.413                          |
| 2010    | 9,6%                             | $14.964                          | $2.162                            | $3.457                            | − $1.294                          |
| 2011    | 8,9%                             | $15.518                          | $2.303                            | $3.603                            | − $1.300                          |
| 2012    | 8,1%                             | $16.155                          | $2.450                            | $3.537                            | − $1.087                          |
| 2013    | 7,4%                             | $16.663                          | $2.775                            | $3.455                            | − $0.680                          |
| 2014    | 6,2%                             | $17.348                          | $3.021                            | $3.506                            | − $0.485                          |
| 2015    | 5,3%                             | $17.947                          | $3.176                            | $3.759                            | − $0.438                          |
| 2016    | 4,9%                             | $18.566                          | TBA                               | TBA                               | TBA                               |

L'Amministrazione avrebbe in seguito sostenuto che il "pacchetto di stimolo" contribuì a salvare la nazione da una crisi recessiva "a doppio taglio"; Obama richiederà la messa a punto di un secondo cospicuo pacchetto nel dicembre seguente, ma in tale occasione non verrà fatta approvare nessuna ulteriore disposizione legislativa a favore di nuovi incentivi.
Il presidente lanciò anche un secondo piano di salvataggio indirizzato alle case automobilistiche statunitensi in piene crisi di settore, riuscendo così a tenere in piedi la General Motors e la Chrysler da una probabile bancarotta, seppur ad un costo finale di $ 9,3 miliardi.
Per i proprietari di case a rischio di inadempienza sul proprio mutuo, a causa del grave pericolo per i mutui - crisi dei subprime - Obama diede in via a diversi programmi, tra cui l'"Home Affordable Refinance Program" (HARP) e l'"Home Affordable Modification Program" (HAMP), quest'ultimo parte consequenziale del "Making Home Affordable" predisposto dalla precedente presidenza di George W. Bush.
Riconfermò quindi Ben Bernanke alla presidenza della "Federal Reserve Board of Governors" nel 2009 e quattro anni dopo nominò Janet Yellen per succedergli. Il tasso d'interesse a breve termine rimase prossimo allo zero (Zero interest-rate policy, ZIRP) per gran parte degli anni di presidenza, con la Federal Reserve che non li alzò fino a dicembre del 2015.
Si verificò un aumento, seppur contenuto, del tasso di disoccupazione nel corso del primo mandato, mentre proseguirono gli sforzi volti alla stimolazione economica pluriennale; la disoccupazione raggiunse quindi il suo picco nell'ottobre del 2009 attestandosi al 10,1%. In campo economico non agricolo tuttavia si crearono nuovi posti di lavoro per un tempo record di 75 mensilità consecutive tra ottobre del 2010 e dicembre del 2016, quando il livello dei disoccupati scalarono fino al 4,7%.

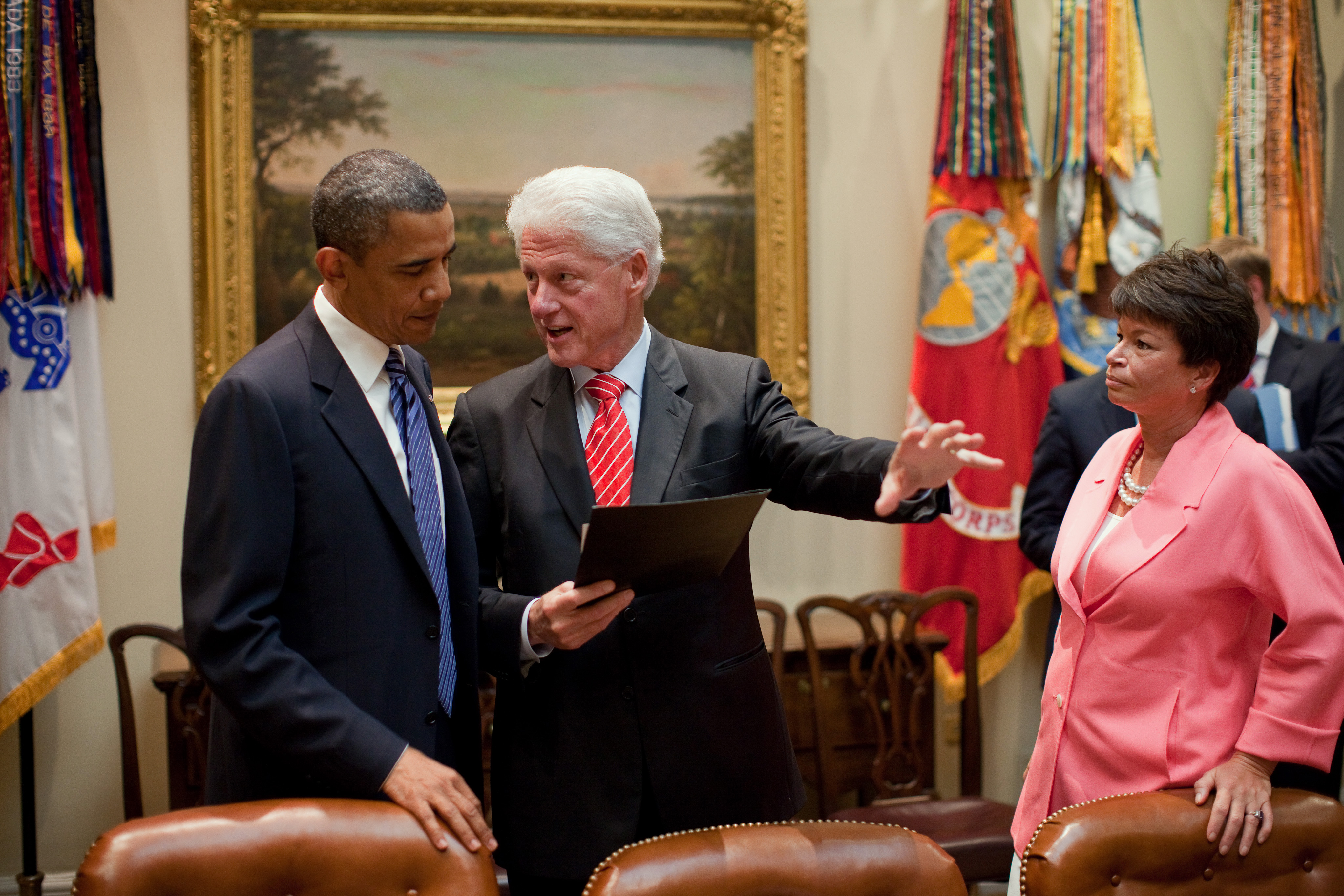
Obama parla con l'ex presidente Bill Clinton e il consulente senior Valerie Jarrett sulla creazione di posti di lavoro nel luglio del 2010.

La ripresa fu contrassegnata da un tasso di partecipazione alla forza lavoro più basso, parzialmente dovuto sia alla relativa maggiore età generale della popolazione che alla permanenza per un tempo più lungo entro il sistema scolastico di formazione professionale; tale ripresa non mancherà però di mettere a nudo la sempre più crescente disuguaglianza nel reddito effettivo tra gli abitanti del Paese (per regioni e gruppi coinvolti) e disparità d'ingresso nel mondo del lavoro.
Fatto quest'ultimo che l'Amministrazione fece evidenziare come uno dei maggiori problemi coinvolgente la stessa stabilità e concordia sociale. Il salario minimo garantito a livello federale (Minimum wage) aumenterà (seguendo la Fair Minimum Wage Act risalente al 2007) nel corso della presidenza a $ 7,25 all'ora, ma nel suo secondo mandato Obama sosterrà un ulteriore aumento fino a $ 12 orari.
La crescita del PIL comincerà a riaffacciarsi a partire dal 3º trimestre del 2009 con un'espansione dell'1,6%, seguita da un incremento del 5% nell'ultimo trimestre; proseguirò poi per tutto il 2010 con un aumento del 3,7% nel primo trimestre, ma con minori guadagni per il resto dell'anno. Nel suo complesso la situazione economica si rafforzò ad un tasso del 2,9% nel 2010; il PIL crebbe poi in maniera costante del 2% circa tra il 2011 e il 2014.
Il reddito familiare medio tuttavia (corretto per l'inflazione) scese a 53.600 nel 2014, in calo rispetto ai 57.400 rettificati del 2007, poco prima dell'inizio della grande crisi. Il tasso di povertà negli Stati Uniti d'America toccò il proprio picco nel 2010 con il 15,1%, per scendere però al 13,5% cinque anni dopo; pur tuttavia ancora superiore al 12,5% del 2007 pre-recessione.
I tassi di crescita del PIL relativamente bassi sia negli USA che in altri paesi sviluppati anche dopo la Grande recessione indurranno i maggiori economisti dei vari settori a chiedersi se sarebbero mai riusciti a tornare ai livelli visti e sperimentati nella seconda metà del XX secolo.

### Misure fiscali
La presidenza visse una lunga battaglia sul fronte fiscale che alla fine portò all'espansione permanente della maggior parte dei tagli fiscali voluti dalla precedente presidenza di George W. Bush ed emanati tra il 2001 e il 2003 ("Bush tax cuts"); tali decurtazioni furono destinate a scadere proprio nel corso della nuova Amministrazione, a partire da quando vennero inizialmente adottate tramite una manovra congressuale congiunta conosciuta come "Reconciliation" dovendo soddisfare i requisiti di deficit a lungo termine della cosiddetta "regola Byrd".

| Anno                    | Clinton | G. W. Bush | Obama |
| ----------------------- | ------- | ---------- | ----- |
| Aliquota fiscale minima | 15%     | 10%        | 10%   |
| 2°                      | 28%     | 15%        | 15%   |
| 3°                      | 31%     | 25%        | 25%   |
| 4°                      | 36%     | 28%        | 28%   |
| 5°                      | -       | 33%        | 33%   |
| 6°                      | -       | -          | 35%   |
| Massima                 | 39.6%   | 35%        | 39.6% |

Durante la sessione "lame duck" (Anatra zoppa) del 111º Congresso degli Stati Uniti d'America Obama e i Repubblicani presero a litigare sul destino da assegnare ai suddetti tagli; il primo avrebbe difatti desiderato estenderli anche a tutti quei contribuenti con un reddito inferiore ai 250.000 dollari annui, mentre i secondi preferirono un'estensione totale rifiutandosi così di sostenere un qualsiasi disegno di legge che non li estendesse anche ai portatori di redditi maggiori.
Il presidente e la leadership Repubblicana congressuale vollero quindi raggiungere un accordo il quale includesse un'estensione di due anni per tutte le riduzioni fiscali, un'estensione dell'indennità di disoccupazione fino a 13 mesi, una riduzione annuale dell'imposta sui salari della Federal Insurance Contributions Act (FICA) e altre misure correlate. Obama riuscirà alla fine a persuadere molti Democratici rimasti diffidenti ad appoggiare la proposta legislativa, sebbene molti liberal (Liberalismo negli Stati Uniti d'America) sociali come Bernie Sanders continuassero ad opporvisi.
Gli sgravi fiscali ammontanti a 858 miliardi, il risarcimento dell'assicurazione di disoccupazione e la legge sulla creazione di nuovi posti di lavoro del 2010 (Tax Relief, Unemployment Insurance Reauthorization, and Job Creation Act of 2010) passarono il vaglio parlamentare con maggioranze bipartisan in entrambe le Aule e vennero controfirmati il 17 dicembre del 2010.
Poco dopo la riconferma nel 2012 dovette essere nuovamente affrontato il quesito sul destino finale da concedere ai tagli alle tasse di Bush (il baratro fiscale); i Repubblicani cercheranno quindi di rendere permanente la totalità dei tagli intrapresi, mentre da par suo il presidente tentò di estenderli solamente per coloro che guadagnassero meno di 250.000 dollari.
Si giunse ad un accordo sulla American Taxpayer Relief Act of 2012 la quale rese permanenti i tagli per le persone con meno di 400.000 dollari (o 450.000 per le coppie); per i guadagni superiori ad un tale importo l'imposta sul reddito incrementò dal 35 al 39,6%, ossia il tasso massimo preesistente ai tagli fiscali di Bush. L'accordo indicizzò anche in modo permanente l'imposta minima alternativa ("Alternative minimum tax" (AMT)) ai sensi dell'inflazione in corso, decurtazioni limitate e deduzione fiscale per i redditi maggiori a 250.000 dollari (300.000 per le coppie), stabilì permanentemente l'esenzione dall'imposta sul patrimonio (estate tax) fino a 5,12 milioni (indicizzata dalla curva inflazionistica) ed infine accrebbe l'aliquota fiscale sull'imposta fondiaria dal 35 al 40%.
Sebbene un gran numero di Repubblicani non gradissero la decisione presa il disegno di legge passò alla Camera dei Rappresentanti sotto stretto controllo dell'opposizione in buona parte a causa del fatto che la mancata approvazione avrebbe condotto automaticamente alla sua scadenza naturale la totalità dei tagli fiscali.

### Diritti LGBT

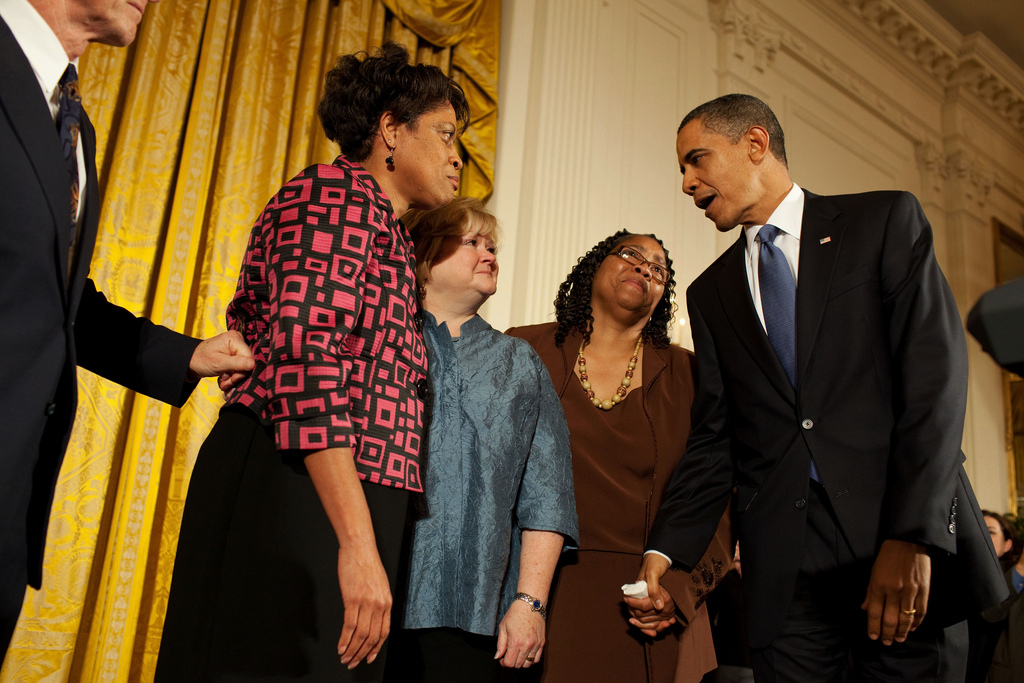
Il presidente con le due sorelle di James Byrd Jr. (afroamericano ucciso dal Ku Klux Klan) e la madre di Matthew Shepard ad un ricevimento dopo il voto del Matthew Shepard Act del 28 ottobre 2009.

Durante la sua amministrazione l'Assemblea congressuale, la Corte Suprema e lo stesso Presidente in via del tutto personale contribuirono attivamente ad un'enorme espansione dei diritti LGBT negli Stati Uniti d'America. Nel 2009 venne firmata la legislazione conosciuta col nome di Matthew Shepard Act la quale estese significativamente le singole leggi relative ai crimini d'odio includendovi anche tutti i reati commessi a causa dell'orientamento sessuale della vittima.

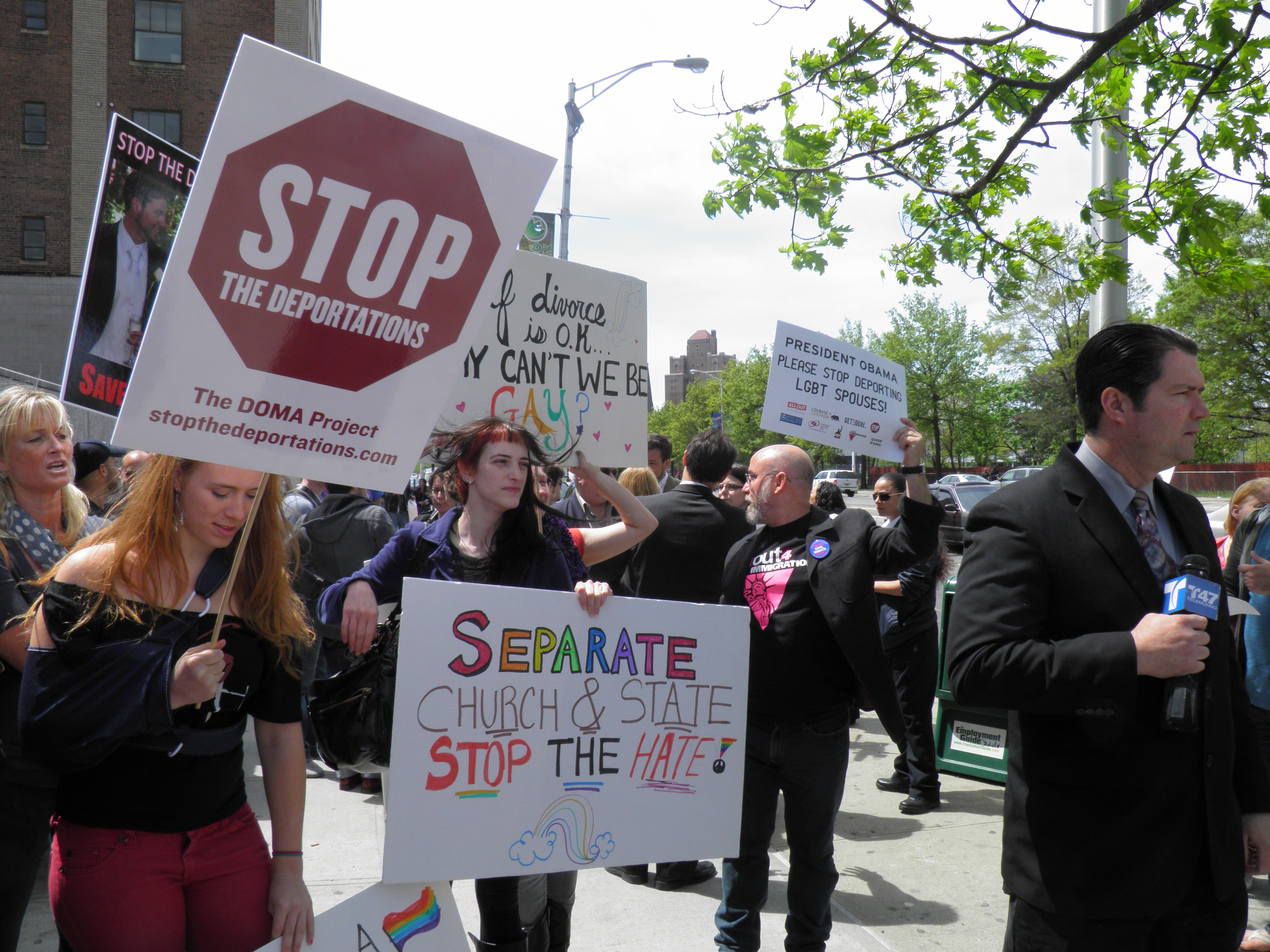
Manifestazione di protesta nel New Jersey (2011) organizzata dalla Garden State Equality a sostegno del diritto al matrimonio tra persone dello stesso sesso e contro la "deportazione" dei coniugi LGBT privi della cittadinanza.

Nel dicembre dell'anno seguente Obama controfirmerà la Don't Ask, Don't Tell Repeal Act of 2010, che pose fine alla precedente politica del Don't ask, don't tell, adottata durante la presidenza di Bill Clinton, che impediva alle persone omosessuali e bisessuali di poter servire apertamente nelle forze armate degli Stati Uniti.
     Orientamento sessuale e identità di genere riconosciute nella legge sui crimini di odio
     Orientamento sessuale riconosciuto nella legge
     Orientamento sessuale riconosciuto per la raccolta di dati sui crimini di odio
     La legge sui crimini di odio dello stato non comprende né l'orientamento sessuale né l'identità di genere

Legislazioni sui crimini d'odio per Stato federato: la legge nazionale comprende sia l'orientamento sessuale che l'identità di genere
Orientamento sessuale e identità di genere riconosciute nella legge sui crimini di odio
Orientamento sessuale riconosciuto nella legge
Orientamento sessuale riconosciuto per la raccolta di dati sui crimini di odio
La legge sui crimini di odio dello stato non comprende né l'orientamento sessuale né l'identità di genere

Il presidente sosterrà inoltre anche il passaggio della Employment Non-Discrimination Act la quale avrebbe proibito la discriminazione dei lavoratori dipendenti sulla base dell'identità di genere o dell'identità sessuale per tutte le aziende con 15 o più dipendenti e l'analoga - ma più completa Equality Act. Nessuna delle due proposte riuscirà però a superare lo scoglio della ratifica parlamentare.
Nel maggio del 2012 il presidente Obama divenne il primo presidente in carica della storia degli Stati Uniti d'America a supportare il matrimonio tra persone dello stesso sesso, poco dopo che anche il Vicepresidente in carica Joe Biden aveva espresso il proprio parere favorevole al nuovo istituto.
L'anno successivo fu nominato Todd Michael Hughes alla "United States Court of Appeals for the Federal Circuit", facendo così diventare il magistrato il primo giudice federale apertamente gay della storia statunitense.

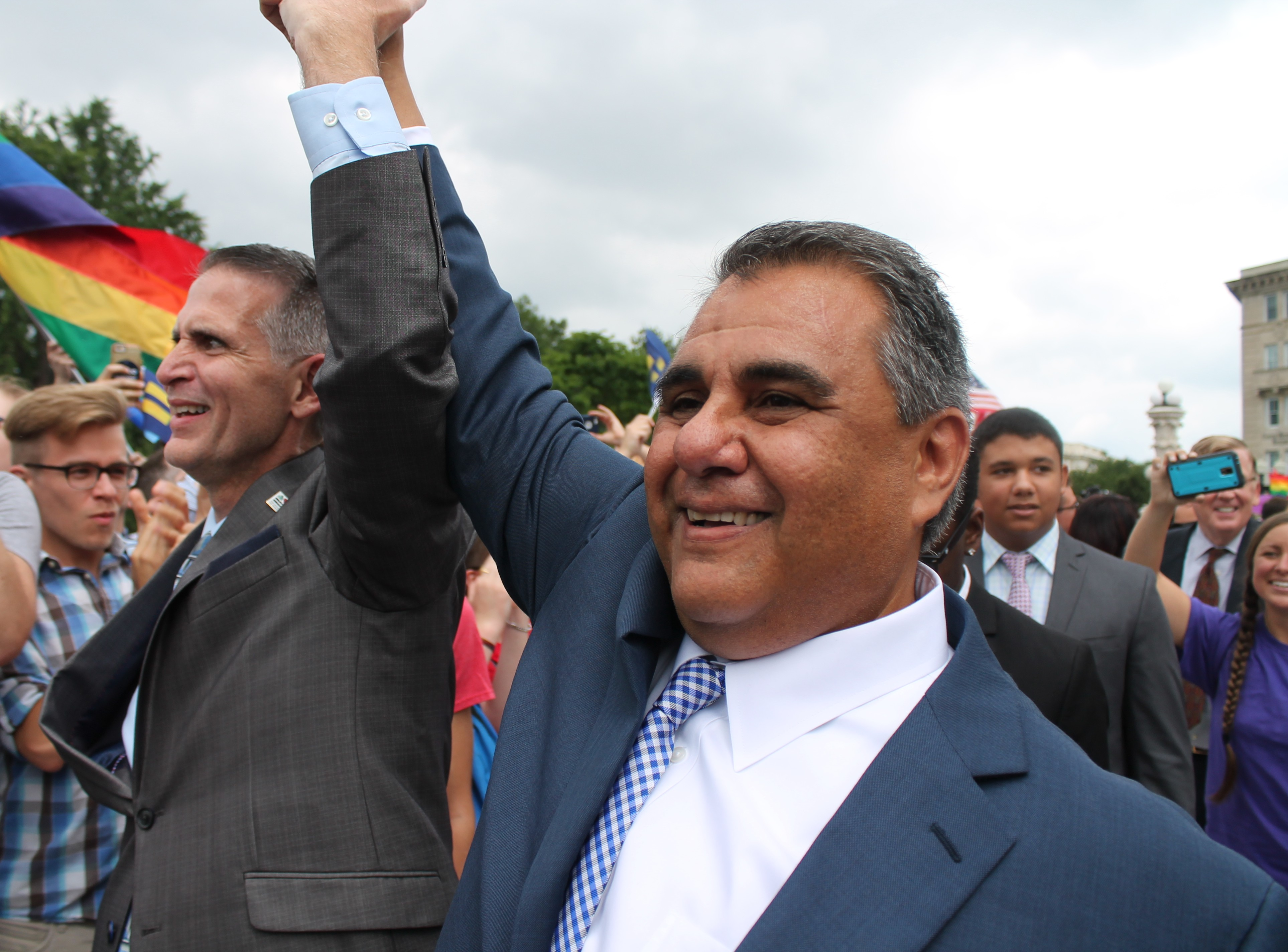
I querelanti Gregory Bourke (a sinistra) e Michael DeLeon (a destra) celebrano la vittoria all'esterno dell'edificio della Corte Suprema il 26 giugno 2015 con, alle spalle, la bandiera arcobaleno. Il matrimonio tra persone dello stesso sesso diviene così legale in tutti gli Stati federati degli Stati Uniti d'America.

Nel 2015 i giudici associati della Corte suprema degli Stati Uniti d'America stabilirono che la Carta costituzionale americana garantisce alle coppie formate da persone dello stesso sesso il diritto civile di potersi sposare legalmente; questo con la sentenza relativa al caso Obergefell contro Hodges: il presidente si congratulerà personalmente con il ricorrente.
Obama fece emettere poi altre dozzine di ordini esecutivi destinati ad aiutare gli americani LGBT, incluso quello del 2010 il quale estendeva tutti i benefici ai partner dello stesso sesso dei dipendenti federali. Un'ulteriore ordinanza del 2014 vietò la discriminazione contro i dipendenti di contraenti federali sulla base dell'orientamento sessuale o dell'identità di genere.
Nel 2015 infine il Segretario alla Difesa Ashton Carter ha posto fine al divieto vigente per le donne di partecipare a ruoli di combattimento sulla linea dei fronti di guerra e l'anno seguente ha depennato la proibizione per le persone transgender di prestare servizio militare potendo dichiarare apertamente la propria identità.
Sulla scena internazionale il presidente ha appoggiato i diritti LGBT nel mondo, con un particolare riguardo ai diritti LGBT in Africa.

### Sistema d'istruzione pubblica
La Grande recessione del 2008-09 causò un forte calo delle entrate fiscali in tutti i maggiori centri urbani e Stati federati degli Stati Uniti d'America: la risposta immediata fu quella di tagliare drasticamente i finanziamenti al sistema dell'istruzione. Il "pacchetto di stimolo" da 800 miliardi incluse altresì 100 miliardi da riservare alle istituzioni scolastiche pubbliche, che ogni Stato utilizzò per proteggere il proprio personale budget educativo.
In termini di sponsorizzazione dell'innovazione tuttavia il presidente e il Segretario dell'Istruzione Arne Duncan perseguirono la riforma dell'istruzione K-12 attraverso il programma di sovvenzione "Race to the Top"; con oltre 15 miliardi di sovvenzioni messi sul piatto ben 34 Stati rividero rapidamente le proprie legislazioni nell'ambito educativo secondo le proposte presentate dai riformatori avanzati dell'intero sistema.
Nel concorso scaturito vennero assegnati punti per consentire alle scuole charter di moltiplicarsi, per compensare gli insegnanti in base al merito dimostrato (compresi i test dei punteggi valutativi espressi dagli studenti) ed infine per adottare standard educativi superiori.
     Stati che li hanno adottati
     Stati che li hanno parzialmente adottati
     Stati che li hanno adottati ma in seguito abrogati
     Stati che non li hanno adottati

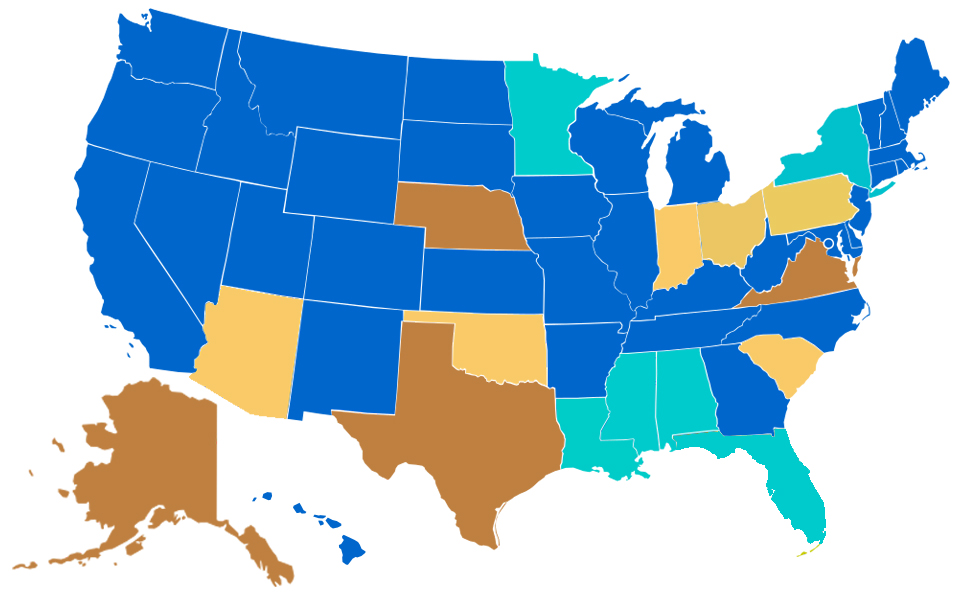
Mappa che mostra gli Stati che hanno adottato, non adottato, parzialmente adottato o abrogato i "Common Core State Standards":
Stati che li hanno adottati
Stati che li hanno parzialmente adottati
Stati che li hanno adottati ma in seguito abrogati
Stati che non li hanno adottati

Vi furono incentivi rivolti agli Stati volti a stabilire standard sia per i singoli college che per la carriera d'insegnante, il che avrebbe significato nella pratica la piena adozione dell'iniziativa generale sugli standard statali ("Common Core State Standards Initiative") già precedentemente sviluppata su una base bipartisan dalla "National Governors Association" e dal "Council of Chief State School Officers" (CCSSO).
I criteri da adottare non risultarono uniformemente obbligatori, si trattò invece di incentivi volti a migliorare le opportunità per poter ottenere una sovvenzione. La maggior parte degli Stati rivide di conseguenza le loro leggi particolari, anche se si resero ben presto conto che era assai improbabile che ciò potesse essere eseguito in presenza di una sovvenzione altamente competitiva.
"Race to the Top" ebbe un forte sostegno bipartisan, con il favore di elementi centristi di entrambe le parti politiche; incontrò però l'opposizione sia dell'ala sinistra democratica che di quella destra repubblicana, dalla quale fu criticato per aver concentrato e centralizzato troppo potere nelle mani del Governo federale.
I reclami provennero anche dalle famiglie di ceto medio, apertamente infastidite dalla crescente enfasi data all'idea della "classe insegnante messa alla prova" piuttosto che incoraggiare i singoli docenti a mostrare la dovuta capacità creativa e a stimolare l'immaginazione degli propri studenti.
Il presidente sostenne anche i programmi aggiuntivi pre-scuola dell'infanzia ("Pre-kindergarten", Pre-K o PK)) e due anni liberi di università per tutti; tramite il suo progetto "Let's Move!" e la promozione di pranzi scolastici più dieteticamente sani la First lady Michelle Obama focalizzò l'attenzione sul grave problema rappresentato dall'obesità infantile, tre volte più alta nel 2008 rispetto al 1974.
Nel dicembre del 2015 il presidente controfirmò la Every Student Succeeds Act (ESSA), una legislazione bipartisan che ri-autorizzò i test imposti a livello federale ma che al contempo ridusse il ruolo del governo nel campo dell'istruzione, in special modo per quanto riguardava le scuole in difficoltà. La legge pose anche fine all'ampio utilizzo di deroghe da parte del Segretario all'Educazione.
Nell'ambito dell'istruzione post-secondaria Obama firmerà la Health Care and Education Reconciliation Act of 2010 la quale pose fine al ruolo degli istituti bancari privati nell'assegnazione di prestiti agli studenti assicurati a livello federale ("student loan"), creò un nuovo piano di rimborso degli stessi prestiti basato sul reddito effettivo (conosciuto come "Pay as You Earn", PAYE) ed infine accrebbe la quantità di premi Pell Grant assegnati annualmente come sussidio federale.
Il presidente contribuirà anche ad istituire un rinnovamento nei regolamenti per i college privati (a scopo di lucro, "For-profit higher education"), tra cui una regola detta del "lavoro remunerativo" la quale limitò i finanziamenti federali a tutti quei college che non fossero stati in grado di preparare adeguatamente i loro laureati alle carriere professionali preventivamente scelte.

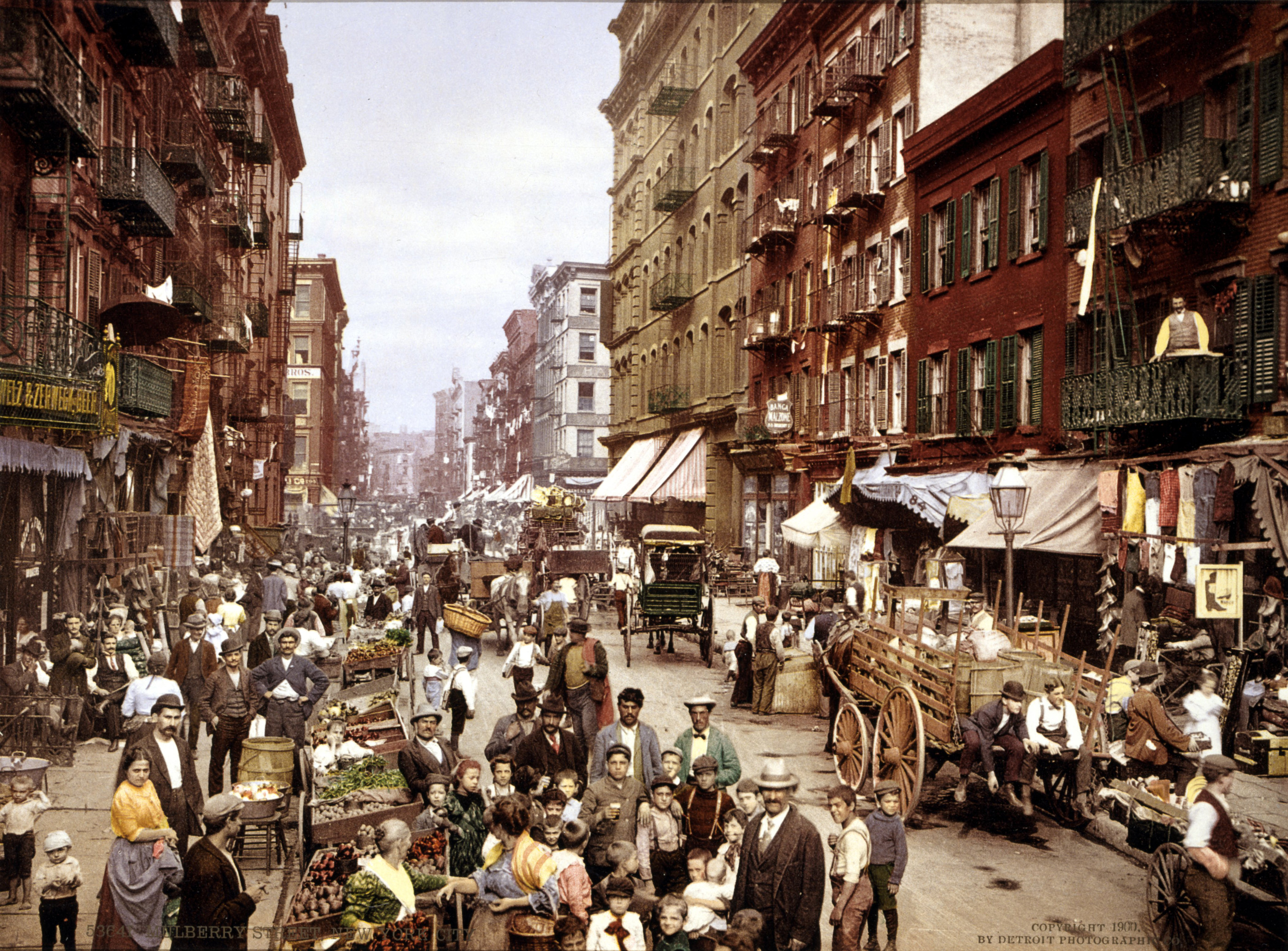
Little Italy (Manhattan) all'inizio del XX secolo.

### Immigrazione
Sin dall'inizio della sua presidenza Obama ha sostenuto una riforma globale dell'immigrazione, inclusa l'apertura di una via per far ottenere con più facilità la cittadinanza a molti immigrati che risiedono illegalmente entro i confini federali. Il Congresso tuttavia non ha mai approvato durante il mandato Democratico una legislazione completa sull'immigrazione e il presidente stesso è stato costretto a rivolgersi alle "azioni esecutive".
Nella sessione parlamentare "lame-duck" del 2010 Obama supportò il passaggio della legislazione DREAM Act (Development, Relief, and Education for Alien Minors Act) la quale - dopo essere stata approvata dall'Assemblea consultiva - non riuscì però a superare l'ostruzionismo del Senato con un risultato finale di 55 voti contro 41.
|            |            |  |         |         |
| ---------- | ---------- |  | ------- | ------- |
| California | California |  | 424.995 | 424.995 |
| Texas      | Texas      |  | 234.350 | 234.350 |
| New York   | New York   |  | 95.663  | 95.663  |
| Illinois   | Illinois   |  | 79.415  | 79.415  |
| Florida    | Florida    |  | 74.321  | 74.321  |
| Arizona    | Arizona    |  | 51.503  | 51.503  |

Nel 2012 il presidente implementò la politica Deferred Action for Childhood Arrivals (DACA), che consentì di proteggere con effetto immediato circa 700.000 immigrati clandestini dalla deportazione coatta; essa si applica solamente a coloro che sono stati condotti negli Stati Uniti d'America prima del compimento del sedicesimo anno di età.

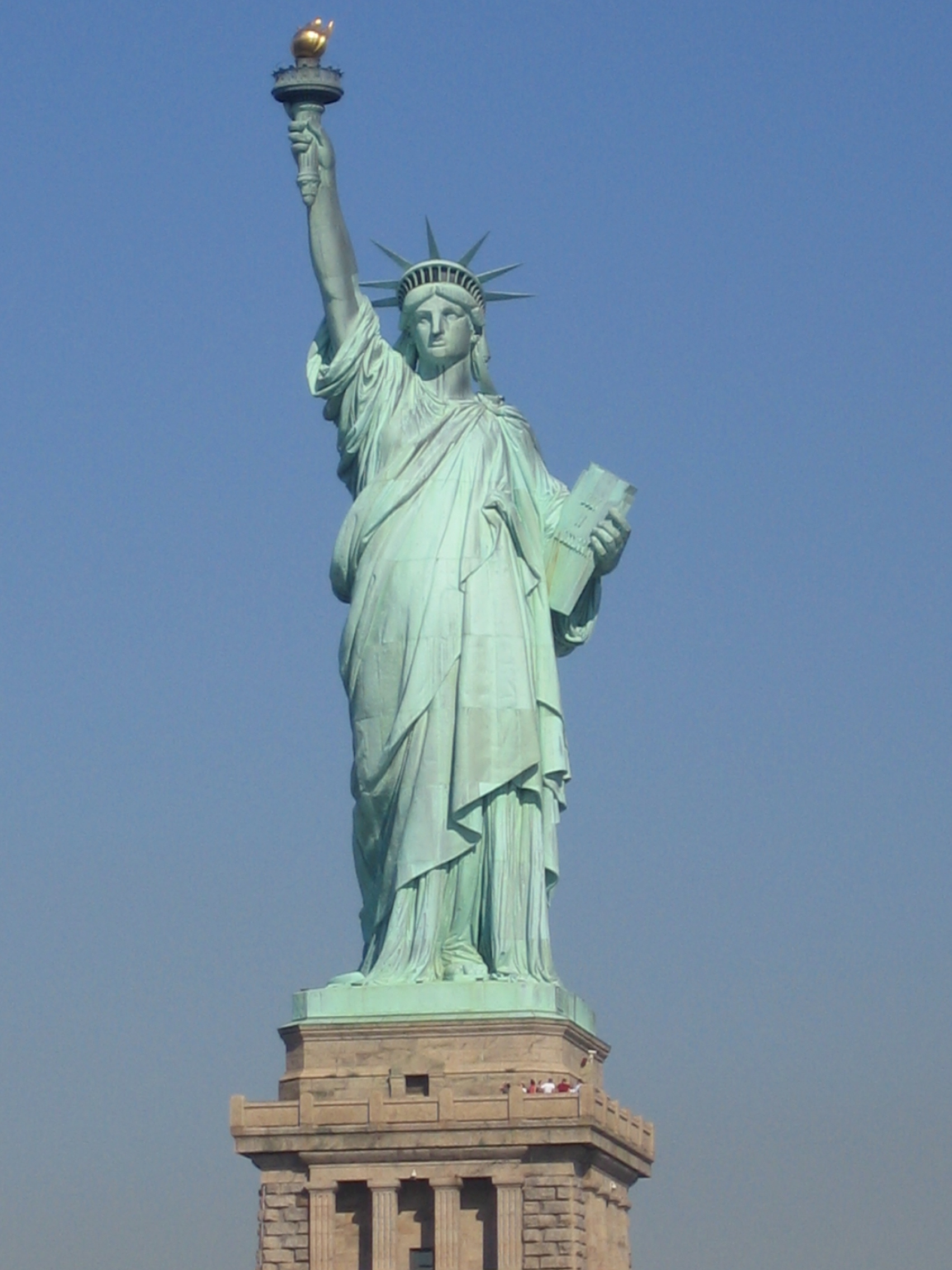
La Statua della Libertà era la prima veduta di New York per gli emigranti che entravano negli Stati Uniti d'America attraverso Ellis Island.

Nel 2013 la stessa Aula senatoriale farà approvare una legge sull'immigrazione (Border Security, Economic Opportunity, and Immigration Modernization Act of 2013) contenente un percorso in direzione della concessione della cittadinanza, ma l'Assemblea questa volta non pose neppure ai voti il disegno di legge.

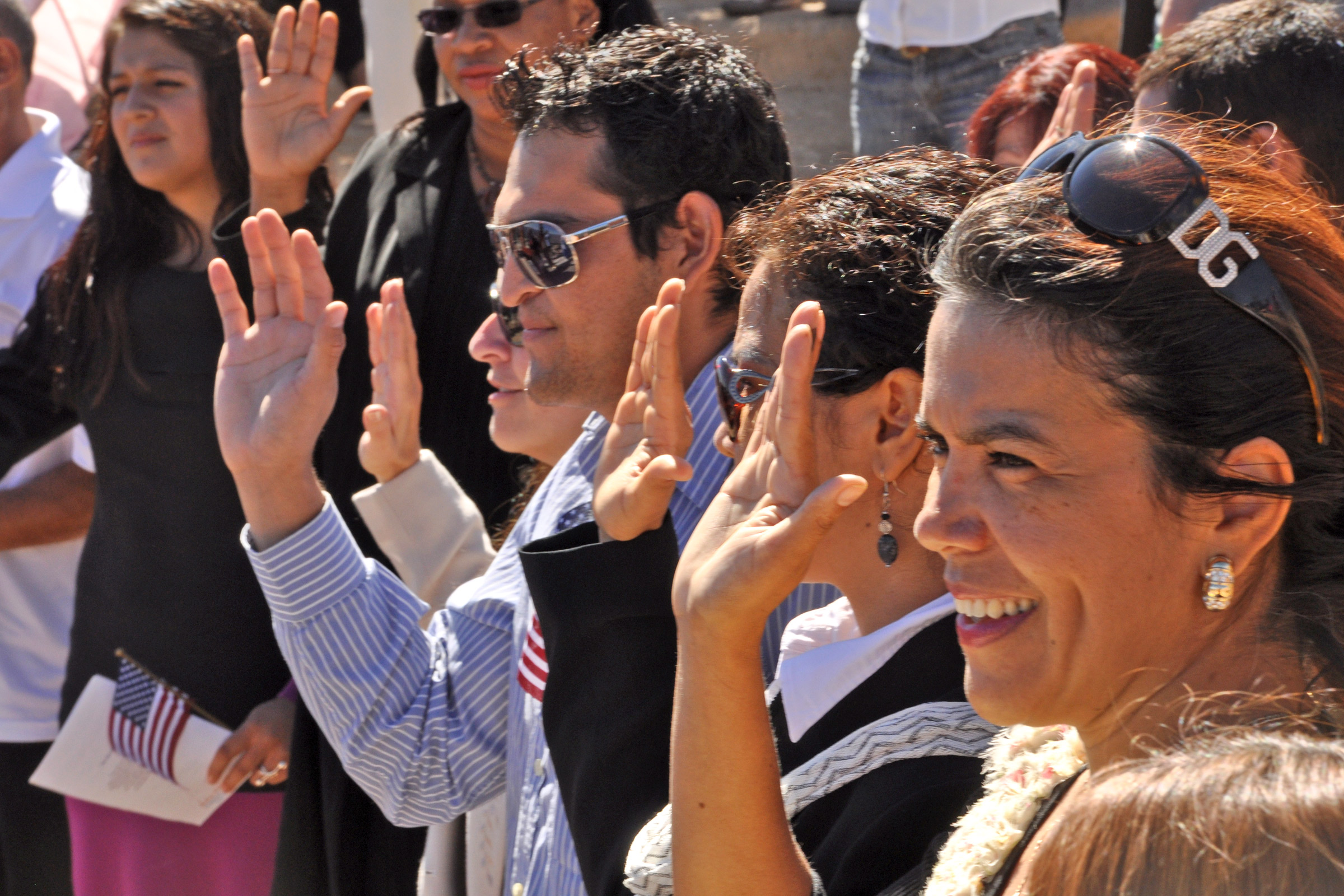
Gli emigranti prestano il giuramento di fedeltà ad una cerimonia di naturalizzazione presso il parco nazionale del Grand Canyon in Arizona nel settembre del 2010.

Nel 2014 Obama annunciò un nuovo ordine esecutivo (Deferred Action for Parents of Americans) il quale avrebbe protetto altri 4 milioni di immigrati clandestini dall'espulsione forzata; sarà però bloccato dalla Corte Suprema con un voto di 4 a 4 (United States v. Texas), il che di fatto confermò la sentenza in senso contrario emessa della corte giudiziaria inferiore.
Nonostante le azioni esecutive messe in atto con l'intento di proteggere alcuni specifici individui, l'espulsione forzosa degli immigrati clandestini proseguì senza sosta. Nel 2012 si verificò pertanto un record di 400.000 espulsioni, sebbene poi questo numero sia costantemente sceso nel corso del secondo mandato.
In continuità con una tendenza il cui inizio va ricercato con il passaggio della legislazione denominata Immigration and Nationality Act of 1965 - durante la presidenza di Lyndon B. Johnson - la percentuale di persone nate all'estero che vivevano negli Stati Uniti ha raggiunto la quota del 13,7% entro il 2015, il livello massimo mai raggiunto dall'inizio del XX secolo.
Dopo essere cresciuto a partire dal 1990 il numero di immigrati clandestini residenti si è stabilizzato intorno agli 11,5 milioni durante la presidenza Obama, in calo quindi rispetto al picco registrato nel 2007 con 12.2 milioni. La popolazione immigrata della nazione raggiunse il record di 42,2 milioni nel 2014.
Nel novembre del 2015 il presidente annunciò un piano volto ad aiutare il reinsediamento di almeno 10.000 rifugiati della guerra civile siriana presenti in quel momento sul territorio nazionale.

### Riserve energetiche rinnovabili
La produzione di energia è esplosa sotto la presidenza di Obama.
Un aumento della produzione petrolifera venne trainato in gran parte da un boom della fratturazione idraulica spinto da investimenti privati in terreni altrettanto privati, l'Amministrazione pertanto giocò solamente un ruolo relativamente ridotto in questa evoluzione. La presidenza promosse la crescita delle energie rinnovabili tanto che la generazione di energia solare triplicò durante il suo doppio mandato. Il presidente emetterà anche numerosi nuovi standard di efficienza, contribuendo il tal maniera ad un appiattimento della crescita della domanda totale energetica della nazione.
Nel maggio del 2010 estese la moratoria sui permessi di trivellazione ed estrazione offshore dopo la fuoriuscita di petrolio avvenuta nel 2010 dalla "Deepwater Horizon"; il disastro ambientale della piattaforma petrolifera Deepwater Horizon viene generalmente considerato la peggiore perdita di greggio nell'ambiente subita nell'intera storia americana.
Nel dicembre del 2016 invocò l'"Outer Continental Shelf Lands Act" per introdurre la proibizione dell'esplorazione offshore sia di petrolio che di gas in vaste porzioni dell'Oceano Atlantico e del Mar Glaciale Artico.

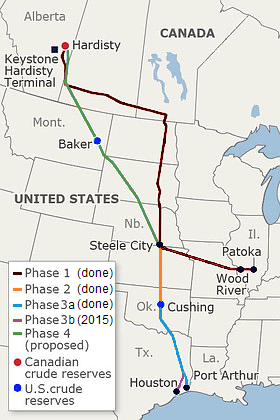
Il piano operativo proposto per l'oleodotto Keystone.

Nel corso della presidenza la battaglia per l'oleodotto Keystone "XL" si fece sempre più una questione di rilevanza nazionale, con i sostenitori che affermarono avrebbe contribuito alla crescita economica e gli ambientalisti i quali dichiararono che la sua messa in esecuzione non avrebbe invece fatto altro che peggiorare la situazione del riscaldamento globale.
La proposta di realizzare un oleodotto lungo oltre 1.000 miglia avrebbe permesso di collegare le sabbie bituminose del Canada con il Golfo del Messico.
Poiché esso attraversava i confini internazionali la sua costruzione richiese l'approvazione preventiva del Governo federale e il Dipartimento di Stato s'impegnò in un lungo procedimento di revisione sull'intero progetto. Il presidente dovette porre il veto al disegno di legge di via libera alla sua costruzione nel febbraio dl 2015, sostenendo che la decisione finale sull'approvazione o meno avrebbe dovuto spettare esclusivamente al ramo esecutivo.
Questo si rivelò essere il primo grande veto apposto dalla presidenza e il Congresso non fu in grado di scavalcarlo; a novembre Obama annunciò in via definitiva che non avrebbe concesso il via libera alla costruzione.
Sull'intera questione del veto il presidente affermerà che la vicenda dell'oleodotto svolse un ruolo di "overinflated" nel discorso politico statunitense, ma che avrebbe in realtà avuto un impatto - nei suoi effetti immediatamente pratici - assai scarso sia sulla creazione di nuovi posti di lavoro che sui cambiamenti climatici.

### Politica in materia di droga e riforma della giustizia penale
Legale
     Uso medico della cannabis
     Legale per un uso medico, ma limitato
     Proibizione dell'uso medico

Legalità della cannabis negli Stati Uniti d'America
----
Legale
Uso medico della cannabis
Legale per un uso medico, ma limitato
Proibizione dell'uso medico
D Decriminalizzata
----
Note:
· Include leggi che non sono ancora entrate in vigore.
. La Cannabis rimane un farmaco schedato secondo la legge federale Controlled Substances Act.
· Alcuni hanno politiche di legalizzazione separate dagli Stati in cui si trovano (riserve indiane.
· La cannabis è illegale in tutte enclave federali.

L'Amministrazione fece alcuni passi con l'obiettivo di riformare il sistema della giustizia penale proprio in un momento in cui molti, in entrambi gli schieramenti, cominciarono a ritenere che gli Stati Uniti si fossero spinti oramai troppo oltre nel comminare la pena del carcere ai reati correlati allo spaccio e all'utilizzo di sostanze stupefacenti; Obama fu quindi il primo presidente a partire dagli anni 1960 ad aver preordinato una sensibile riduzione della popolazione carceraria a livello federale.
Durante il doppio mandato si poté anche constatare un continuo declino del tasso di criminalità violenta a partire dal suo picco registrato nel 1991, sebbene nel 2015 vi sia stata una leggera ripresa. Nell'ottobre del 2009 il Dipartimento di Giustizia emise una direttiva rivolta ai pubblici ministeri federali operanti nei singoli Stati federati aventi delle legislazioni sull'uso medico della cannabis di non indagare o perseguire i casi di consumo o produzione della stessa effettuati in conformità con le relative leggi.
Nel 2009 venne controfirmata la Consolidated Appropriations Act la quale abrogò un divieto più che ventennale (risalente alla presidenza di Ronald Reagan) sul finanziamento federale da concedere ai programmi volti alla consapevolezza della necessità del ricambio degli aghi di siringa per le persone affette da tossicodipendenza.
Nell'agosto seguente fu dato il via libera alla Fair Sentencing Act, che ridusse la disparità di condanna vigente tra la polvere di cocaina e il crack.
Nel 2012 il Colorado e Washington saranno i primi Stati a legalizzare la marijuana anche per uso non medico; altri sei li seguiranno - legalizzando così la "marijuana ad uso ricreativo" - entro la fine del 2016.
Sebbene qualsiasi uso della marijuana sia rimasto del tutto illegale secondo la legislazione federale l'Amministrazione scelse nella generalità dei casi di non perseguire coloro che hanno fatto uso della sostanza entro i confini di quegli Stati che avevano scelto di legalizzarla.
Alcuni liberal e "libertari" tuttavia non mancheranno di criticare Obama per aver proseguito - o addirittura fatto espandere - la "guerra alla droga", in particolare proprio per quanto concerneva l'uso della marijuana a fini terapeutici.
Nel 2016 il presidente ha dato l'annuncio che il Governo federale eliminerà gradualmente l'uso delle cosiddette "prigioni private" (for-profit prison). Per tutta la durata della sua presidenza Obama commutò le sentenze di oltre 1000 condannati in via definitiva tramite indulto - un numero più alto di commutazioni rispetto a qualsiasi altro presidente - e la maggior parte di esse riguardarono i crimini non violenti associati alle droghe (per lo più vendita e uso). 

### Controllo sulle armi da fuoco
La dichiarazione presidenziale seguita al massacro alla Sandy Hook Elementary School ha richiesto la rapida adozione di misure per limitare la libera diffusione di armi da fuoco tra i privati cittadini; la cosa si è ripetuta all'indomani di numerose altre sparatorie di massa, ma nonostante ciò una legislazione più severa nei riguardi del controllo sulle armi non è stata in grado di essere approvata.
Nel 2009 Obama discusse sulla reintroduzione del divieto federale alla concessione di armi d'assalto (Federal Assault Weapons Ban), ma a ciò non seguì la forte spinta necessaria per potergli far passare il vaglio dell'Aula legislativa in quel particolare contesto.
Dopo la strage alla scuola elementare del dicembre del 2012 il presidente delineò tutta una serie di ampie proposte inerenti al controllo sulle armi, esortando in tal senso il Congresso:
- a reintrodurre un divieto oramai scaduto sulle armi d'assalto "in stile militare";
- ad imporre dei limiti precisi al caricatore di munizioni riducendolo a 10 colpi;
- d'introdurre controlli di verifica sugli antecedenti personali per tutti i possessori di armi fino a quel momento;
- di far approvare un divieto sul possesso e la vendita del proiettile perforante;
- d'introdurre pene più severe contro il traffico di armi
- e infine di approvare la nomina del capo federale al "Bureau of Alcohol, Tobacco, Firearms and Explosives" per la prima volta dal 2006[354].

I senatori Joe Manchin e Pat Toomey tentarono di far accogliere una misura di controllo sulle armi più limitata che avrebbe in ogni caso esteso i controlli di fondo; ma il disegno di legge incontrerà la bocciatura da parte del Senato.
Nonostante la difesa delle misure restrittive da parte di Obama e le successive sparatorie di massa come il massacro di Charleston (a cui seguì la rimozione dei memoriali e monumenti confederati), ancora nessuna legislazione sul controllo delle armi è riuscita ad ottenere l'approvazione dell'Assemblea congressuale; questo anche in parte a causa del potere detenuto dagli attivisti del II emendamento (il "diritto a possedere armi") come il gruppo di pressione denominato "National Rifle Association of America".
La presidenza dovette invece ironicamente divenire testimone dell'espansione dei "diritti delle armi" a livello nazionale, così come stabilito dalla sentenza McDonald contro città di Chicago e secondo la quale il II emendamento si applica anche ai singoli Stati federati oltre che al Governo federale.
Il presidente dovette infine trasformare in legge due progetti contenenti degli emendamenti i quali invece ridussero le restrizioni concernenti la proprietà di armi; uno che permise il trasporto di armi da fuoco sui treni Amtrak e un altro che consentì il trasporto delle stesse caricate in tutti quei parchi nazionali del National Park Service situati in Stati che consentivano il "trasporto occulto" (celato alla vista).

### Sicurezza informatica
La sicurezza informatica emerse come una questione d'importanza rilevante durante la presidenza Obama. Nel 2009 l'amministrazione istituì il "United States Cyber Command", un comando sub-unificato alle United States Armed Forces incaricato di difendere le United States Army dagli attacchi informatici.

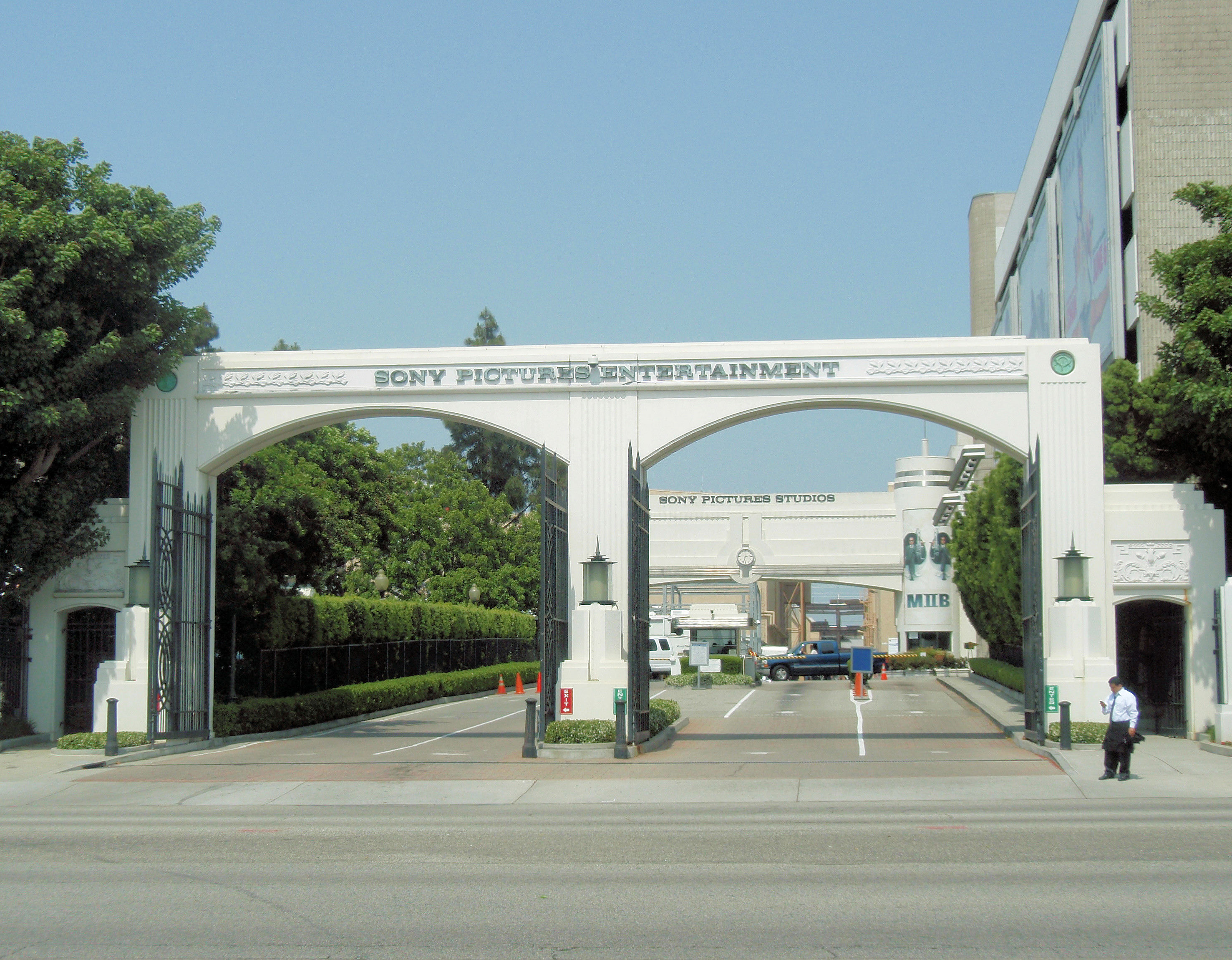
Un gruppo di hacker ha compromesso gran parte del sistema informatico di Sony Pictures Entertainment alla fine del 2014 come rappresaglia per il contenuto del film The Interview.

La Sony Pictures Entertainment subirà un grave attacco nel 2014, che il Governo federale sostenne essere stato originato dalla Corea del Nord come atto di rappresaglia e tentativo di ritorsione per l'uscita della pellicola cinematografica The Interview. Anche la Cina da par suo inizierà a sviluppato sofisticate forze di guerra cibernetica.
Nel 2015 il presidente dichiarò che gli attacchi informatici condotti contro gli Stati Uniti costituiscono un'autentica emergenza nazionale; in quello stesso anno poi firmerà la Cybersecurity Information Sharing Act (legge per la condivisione delle informazioni sulla sicurezza informatica).
Nel 2016 il Comitato nazionale democratico e altre organizzazioni statunitensi hanno subito azioni di security hacker; sia l'FBI che la CIA hanno concluso che sia stata la Federazione russa a sponsorizzare l'attacco cibernetico nella speranza di aiutare Donald Trump a vincere le elezioni presidenziali del 2016.
Gli account email di altre importanti personalità, tra cui l'ex Segretario di Stato Colin Powell e il direttore della CIA John O. Brennan sono stati anch'essi violati, portando così a rinnovati timori nei riguardi della riservatezza della posta elettronica.

### Tensioni interrazziali
Dopo l'elezione del primo presidente afroamericano molti cominciarono a credere seriamente nell'esistenza di un'America oramai quasi del tutto avviata verso un'era post-razziale; tuttavia la persistenza delle tensioni interrazziali divennero molto presto evidenti e un gran numero di cittadini espressero tutta la loro indignazione per ciò che interpretarono come un "veleno razziale" diretto a priori contro la nuova presidenza.

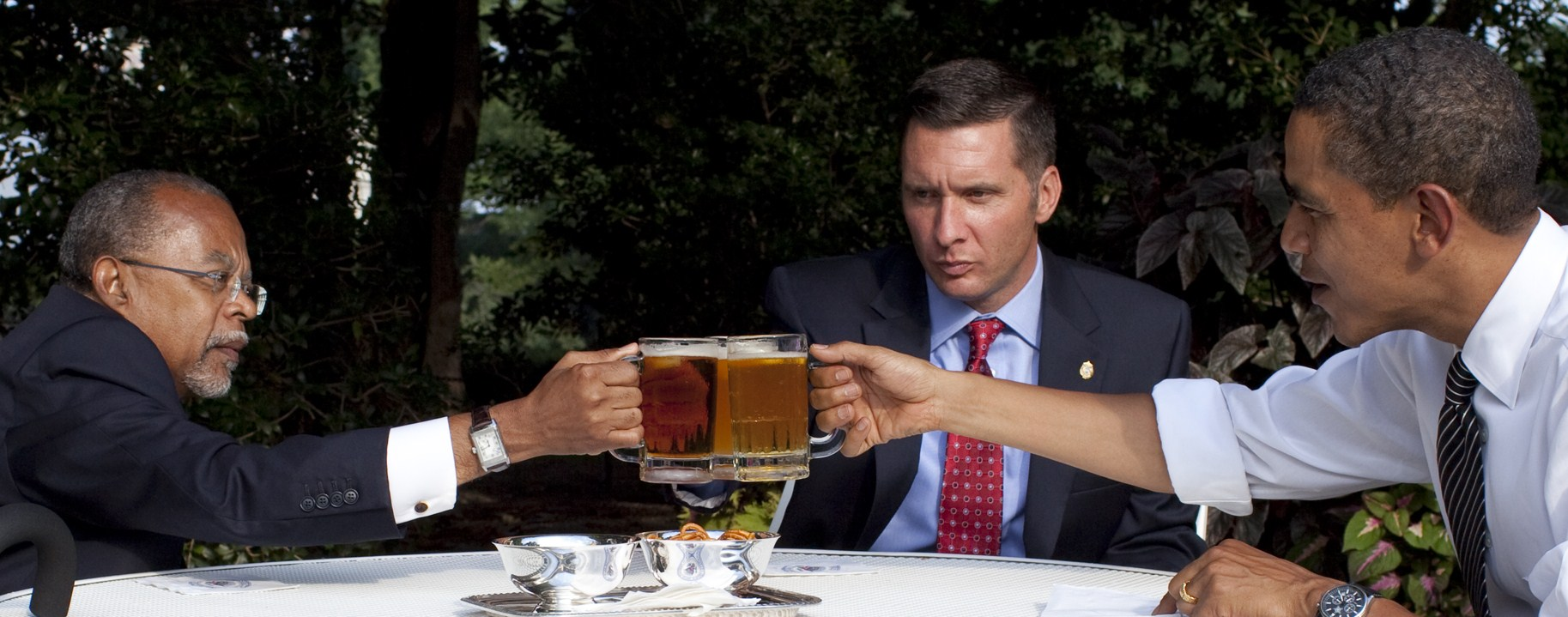
Il "Vertice della birra" tra Henry Louis Gates Jr., l'agente di polizia e il presidente.

Nel luglio del 2009 il rinomato professore dell'Università di Harvard Henry Louis Gates Jr. venne posto agli arresti nella propria casa di Cambridge (Massachusetts) da un agente delle forze di polizia locale, suscitando una vasta polemica che scaturì dopo che Obama dichiarò espressamente che in quell'occasione le forze dell'ordine agirono "stupidamente" nel gestire l'incidente. Per cercare di ridurre le tensioni invitò Gates assieme all'agente alla Casa Bianca in quello che divenne noto come il "Vertice della birra".
Diversi altri episodi verificatisi durante l'Amministrazione suscitarono la ferma indignazione nella comunità afroamericana e/o nel sindacato di polizia; Obama cercò di ricreare un'atmosfera di fiducia tra i funzionari delle forze dell'ordine e gli attivisti per i diritti civili.

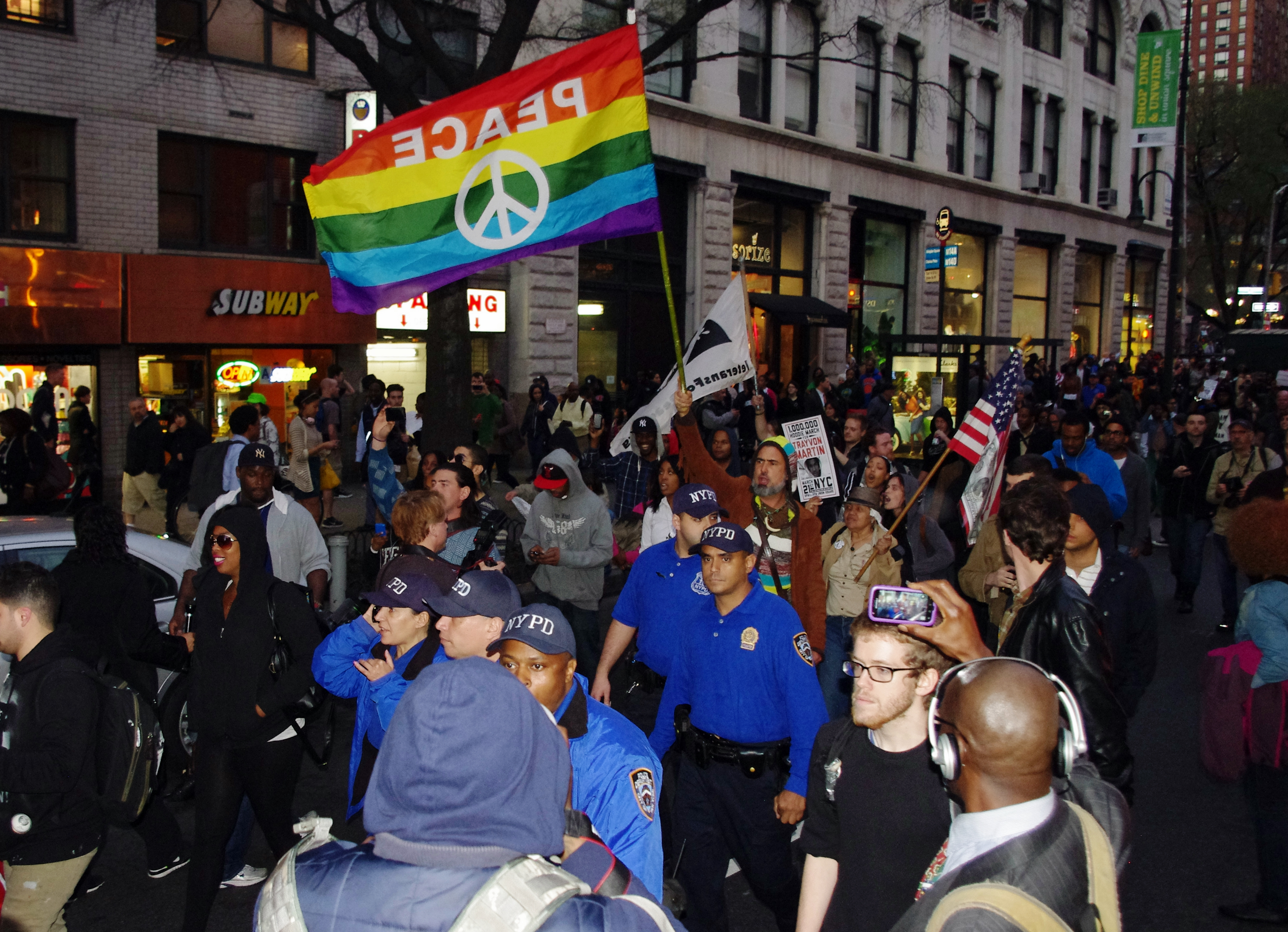
Manifestazioni di protesta a New York per la morte del diciassettenne afroamericano Trayvon Martin.

L'assoluzione di George Zimmerman (ispanico di 28 anni) dall'accusa di omicidio per la morte dell'adolescente afroamericano Trayvon Martin ebbe l'effetto di scatenare l'indignazione nazionale, portando il presidente a pronunciare un discorso in cui ebbe modo di osservare che "T. Martin avrebbe potuto essere me stesso 35 anni fa".

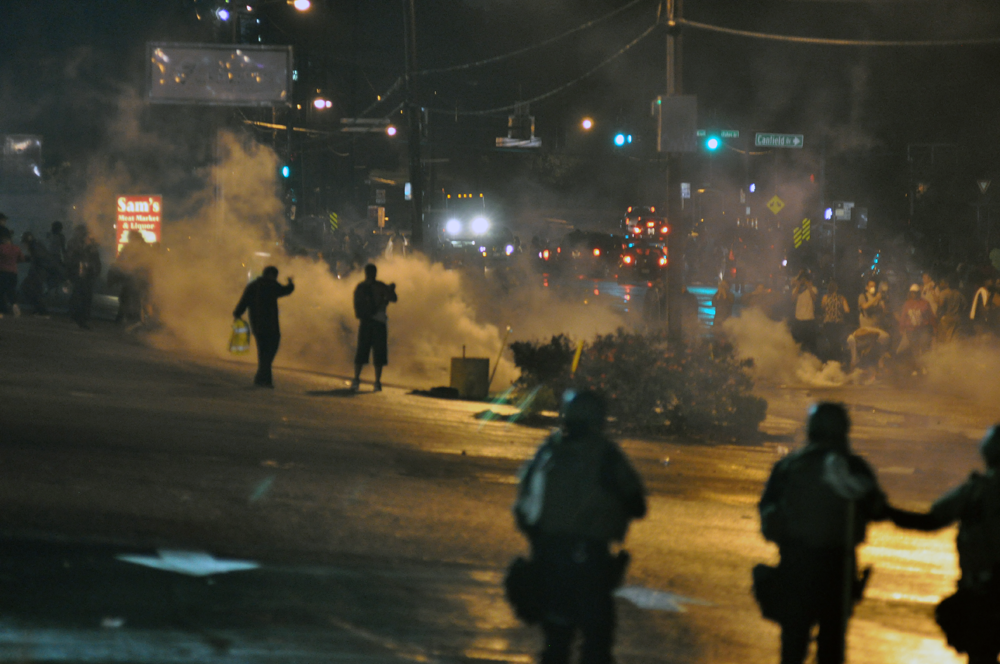
I disordini razziali di Ferguson di agosto, novembre e dicembre del 2014 e poi ancora agosto del 2015: 1 morto, 10 feriti tra i manifestanti, 6 tra la polizia e 321 arresti.

Anche l'omicidio di Michael Brown (18 anni) avvenuto a Ferguson (Missouri) ad opera di un poliziotto bianco provocarono una grave ondata di proteste (i disordini razziali di Ferguson).
Questi e altri eventi paralleli condussero direttamente alla nascita del movimento "Black Lives Matter" il quale si batte dichiaratamente contro la violenza e il razzismo istituzionale sistemico manifestato nei confronti della popolazione nera.

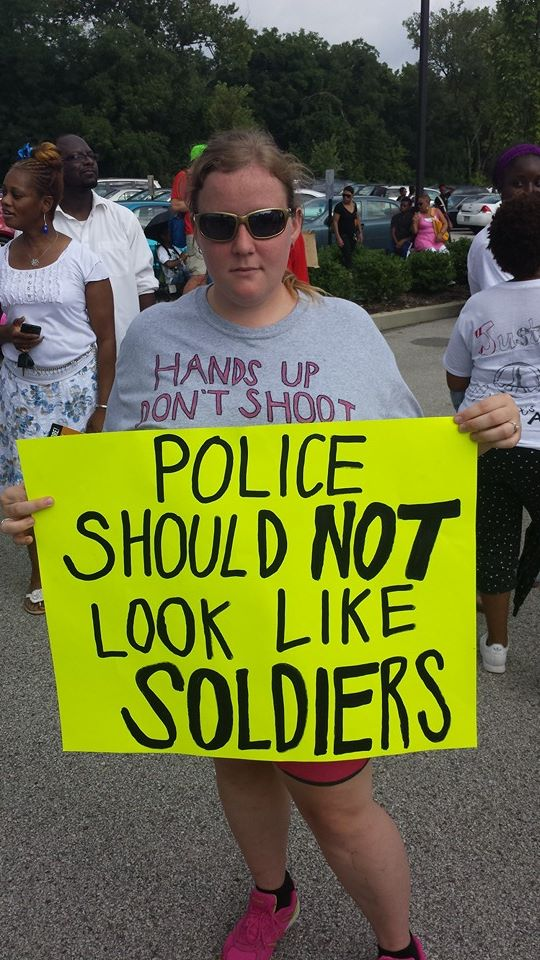
Una donna protesta contro la militarizzazione della polizia.

Alcune associazioni delle forze di polizia criticarono poi l'esplicita condanna espressa da Obama dell'"evidente pregiudizio razziale" dopo tutta una serie di incidenti in cui l'azione della polizia ha portato alla morte di uomini afroamericani; mentre i militanti della "Giustizia razziale" criticarono da par loro le espressioni di empatia da parte del presidente nei riguardi degli agenti.
Sebbene Obama si sia insediato esprimendo una certa riluttanza nel discutere del "problema razziale" presente all'interno dell'intera società americana, a partire dal 2014 cominciò a parlare apertamente degli svantaggi che molti membri di gruppi di minoranza si trovano costretti ancora a dover affrontare.

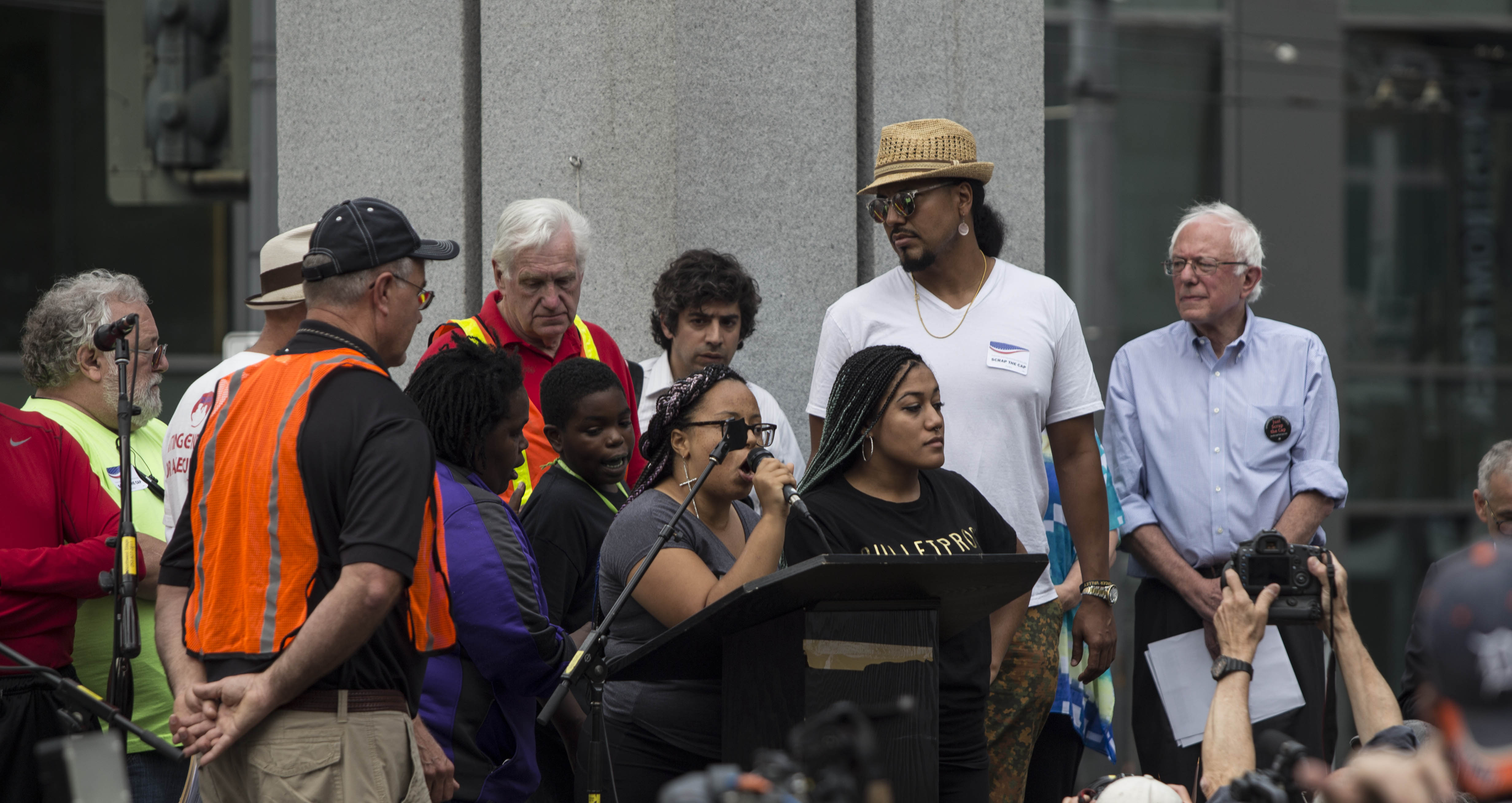
Bernie Sanders con gli attivisti di "Black Lives Matter" a Seattle.

In un sondaggio condotto dall'azienda Gallup nel marzo del 2016 quasi 1/3 degli statunitensi ha dichiarato di temere "molto" le relazioni interrazziali, una percentuale più alta rispetto a qualsiasi altra ricerca consimile effettuata a partire dal 2001.

### Programma spaziale
Nel luglio del 2009 il presidente nominò Charles Bolden, un ex astronauta, alla carica di amministratore della NASA.
Sempre in quello stesso anno venne istituita la "Commissione Augustin" (Review of United States Human Space Flight Plans Committee) per rivedere il "programma Constellation". Nel febbraio del 2010 venne dato l'annuncio ufficiale che si stava tagliando il suddetto programma dal budget federale per il 2011, descrivendolo come "oltre le possibilità, già in ritardo e del tutto privo di innovazione".

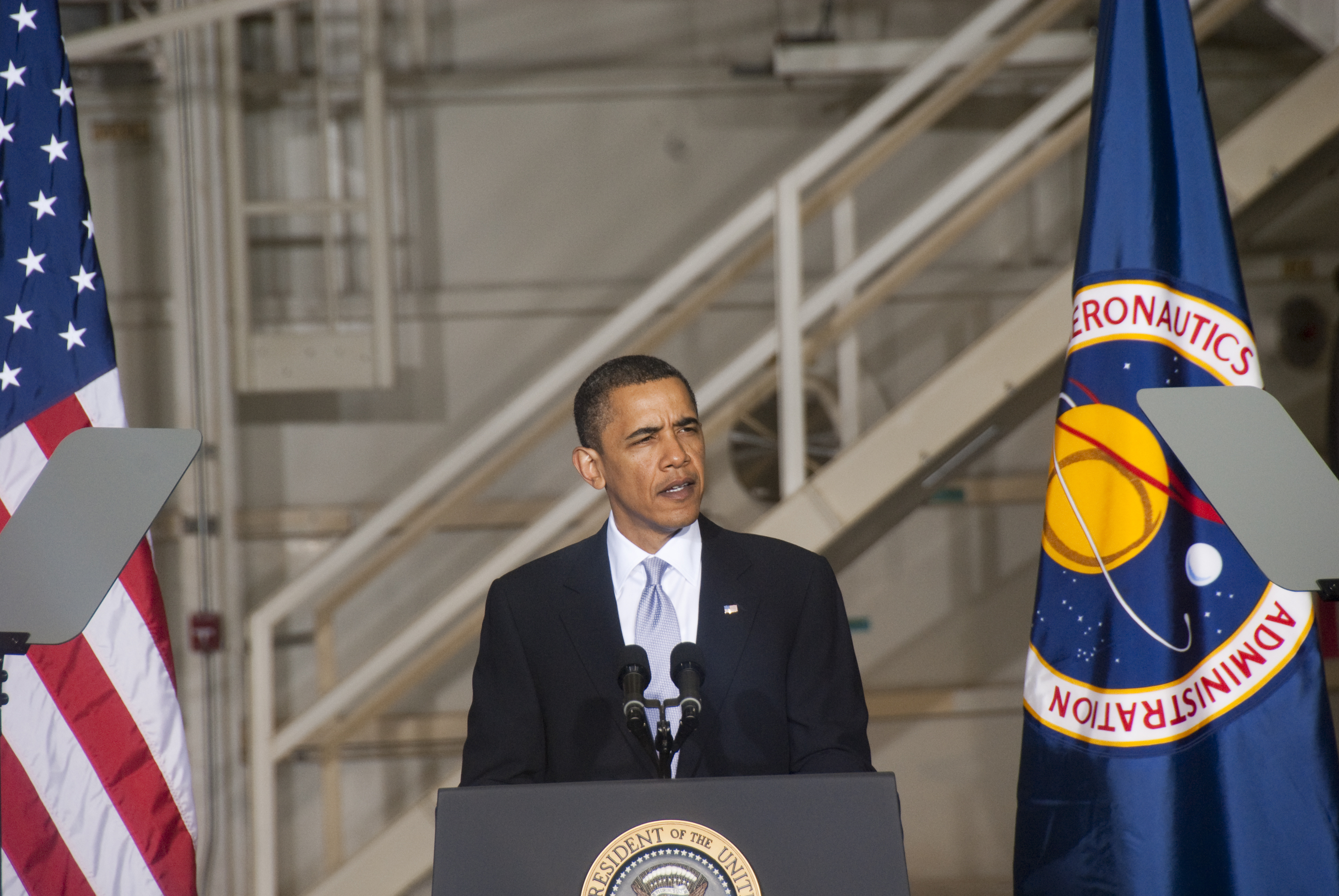
Il presidente parla al John F. Kennedy Space Center il 15 aprile del 2010.

Dopo che la decisione assunta suscitò innumerevoli critiche un nuovo piano - il "Flexible path to Mars" - venne presentato nel corso di una conferenza sullo spazio nell'aprile del 2010; esso avrebbe compreso nuovi progetti tecnologici, una maggiore spesa per la ricerca e lo sviluppo, un aumento dei finanziamenti alla NASA per il 2011 (da 18,3 a 19 miliardi), una presenza concertata sulla Stazione spaziale internazionale ed infine un piano per il trasporto dei futuri moduli spaziali verso l'orbita terrestre bassa da assegnare a compagnie private.

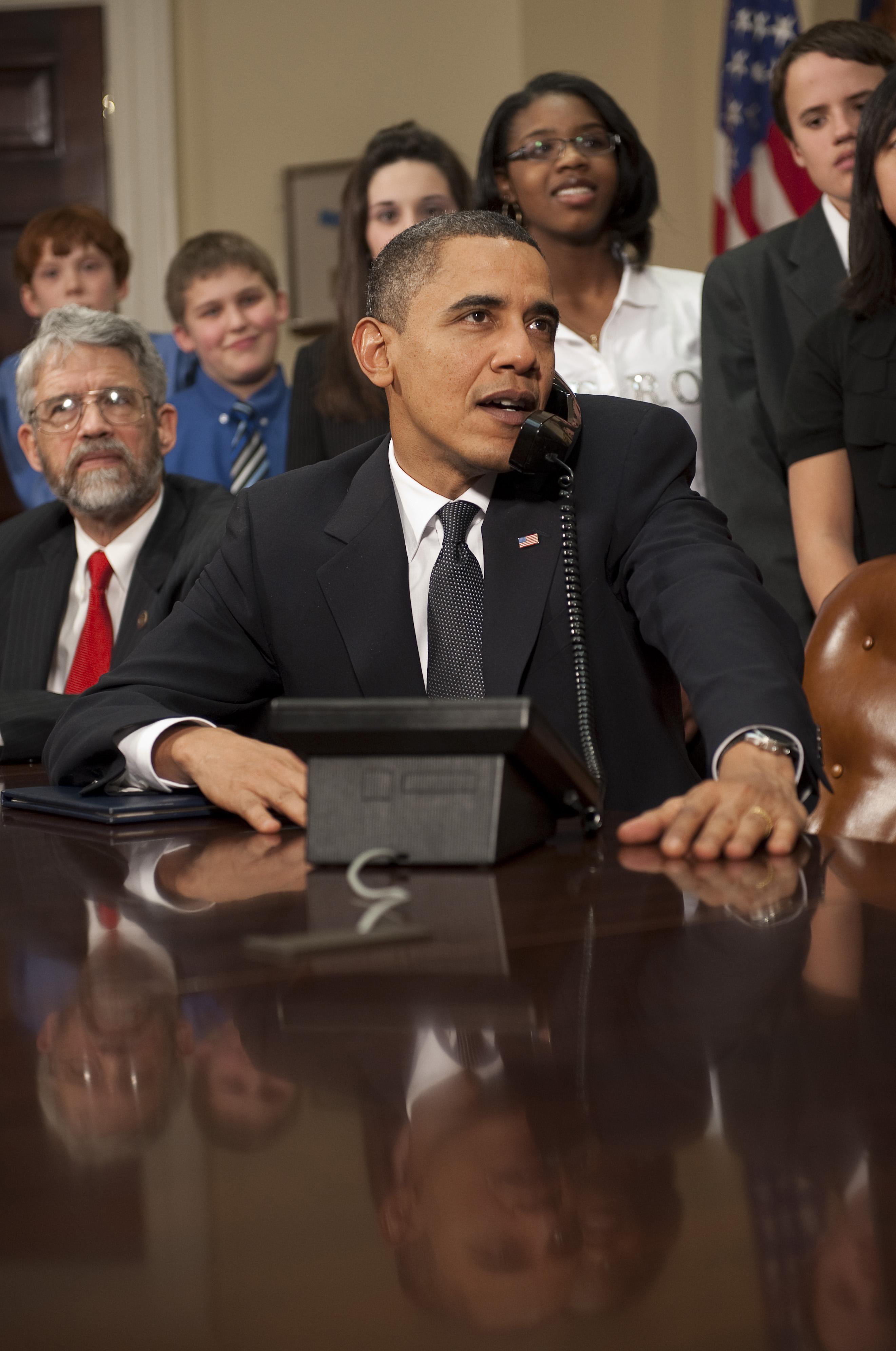
Il presidente durante una conversazione con l'equipaggio della Stazione spaziale internazionale.

Nel corso della presidenza la NASA progettò lo "Space Launch System" e sviluppò i servizi di sviluppo commerciale (Commercial Crew Development) della tecnologia spaziale - equipaggio e servizi di trasporto orbitali (Commercial Orbital Transportation Services) - con l'intento di attivare una collaborazione con compagnie di voli spaziali private. Queste, tra cui SpaceX, Virgin Galactic, Blue Origin, Boeing e Bigelow Aerospace sono via via divenute sempre più attive entro primo decennio del XXI secolo.
Il "programma Space Shuttle" terminò nel 2011 e da allora in poi la NASA si è affidata al Roscosmos (l'agenzia spaziale russa) per poter continuare ad effettuare i lanci dei propri astronauti in orbita. Questi anni hanno visto anche il lancio del "Lunar Reconnaissance Orbiter" e del "Mars Science Laboratory". Nel 2016 infine il presidente invitò gli Stati Uniti a far sbarcare missioni con equipaggio su Marte entro gli anni 2030.

### Altre iniziative
Obama assunse provvedimenti per promuovere varie tecnologie ed accrescere la competitività e abilità tecnologica degli Stati Uniti. Il numero di adulti statunitensi che utilizzano comunemente Internet è cresciuto dal 74% nel 2008 all'84% nel 2013 e il presidente spinse in direzione di programmi atti ad estendere la fruibilità della connessione a banda larga anche ai cittadini a più basso reddito.
Superando l'opposizione di molti autorevoli esponenti del Partito Repubblicano la Commissione federale per le comunicazionin iniziò a regolamentare l'Internet service provider in quanto bene di pubblica utilità, con il dichiarato obiettivo di proteggere la neutralità della rete.
     250–300 km/h
     200–250 km/h
     In costruzione
     Altre linee

La rete dei treni ad alta velocità negli Stati Uniti
250–300 km/h
200–250 km/h
In costruzione
Altre linee

Obama lanciò quindi 18F e il United States Digital Service, due organizzazioni dedicate alla modernizzazione della tecnologia informatica governativa. Il "pacchetto di stimolo" comprese anche finanziamenti per la costruzione di una rete ad alta velocità ferroviaria, come ad esempio il proposto "Florida High Speed Corridor"; ma i problemi incontrati, sia di resistenza politica che di reperimento finanziario ostacolarono fin dall'inizio gli sforzi compiuti verso una tale direzione.

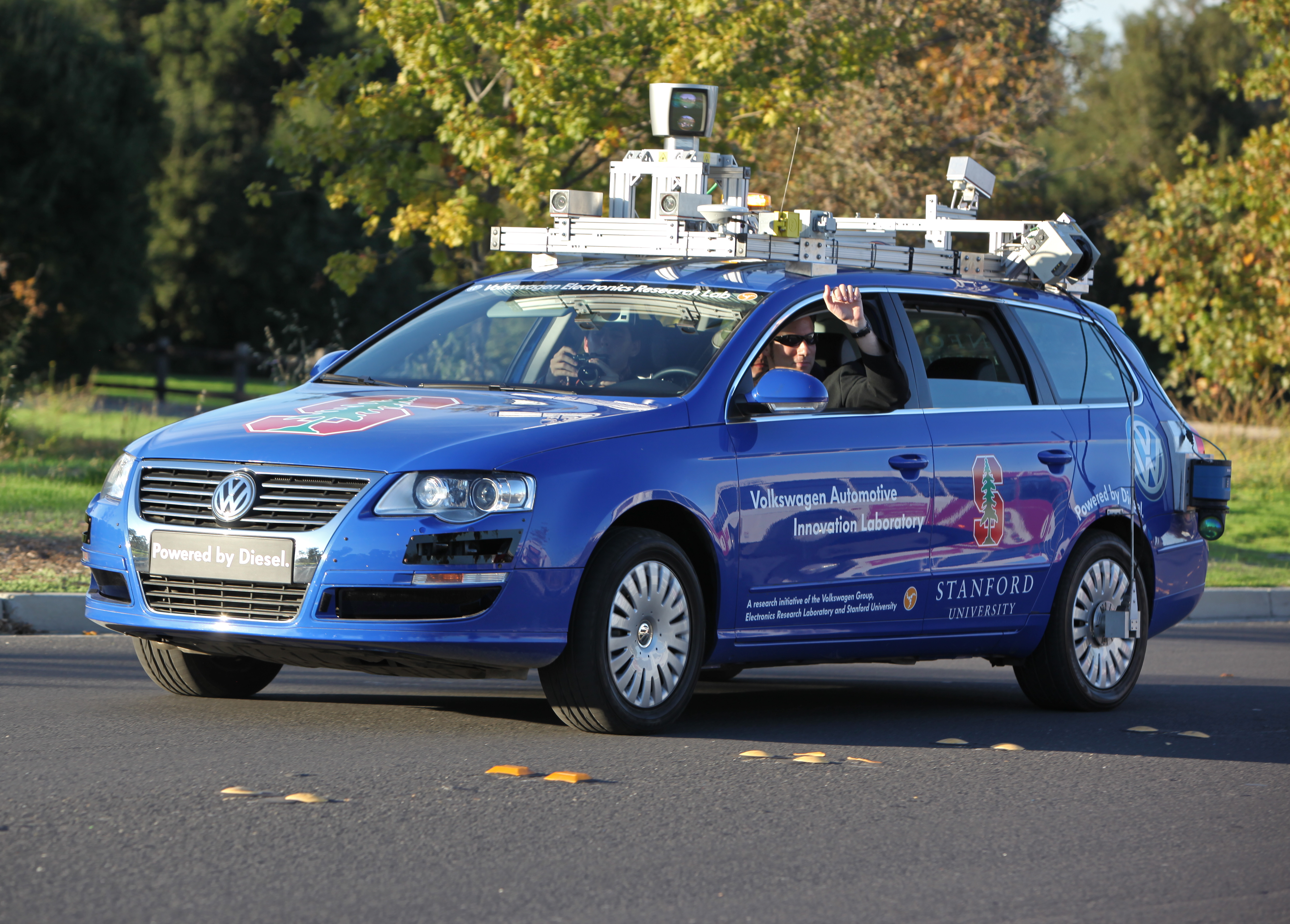
"Junior", una Volkswagen Passat a guida robotica in prova all'Università di Stanford nell'ottobre 2009.

Nel gennaio del 2016 il presidente annunciò un piano per investire 4 miliardi nello sviluppo dell'autovettura autonoma nonché un'iniziativa della "National Highway Traffic Safety Administration" (Amministrazione nazionale per la sicurezza del traffico stradale) per lo sviluppo delle eventuali regolamentazioni delle automobili a guida autonoma.
In quello stesso lasso di tempo richiese infine uno sforzo a livello nazionale, guidato dal Vicepresidente Joe Biden, per cercare di sviluppare una cura definitiva ed efficace contro la neoplasia.

## Politica estera
La nuova Amministrazione erediterà una Guerra in Afghanistan (2001-2021), una guerra in Iraq e una globale guerra al terrorismo lanciata dal Congresso nel corso del primo mandato della presidenza di George W. Bush all'indomani degli attentati dell'11 settembre 2001.
| Anno  | Guerra in Iraq | Guerra in Afghanistan |
| ----- | -------------- | --------------------- |
| 2007* | 137.000        | 26.000                |
| 2008* | 154.000        | 27.500                |
| 2009  | 139.500        | 34.400                |
| 2010  | 107.100        | 71.700                |
| 2011  | 47.000         | 97.000                |
| 2012  | 150            | 91.000                |
| 2013  | ≈150           | 66.000                |
| 2014  | ≈150           | 38.000                |
| 2015  | 2.100          | 12.000                |
| 2016  | 4.450          | 9.800                 |
| 2017  | 5.200          | 8.400                 |

Al momento del suo insediamento del presidente degli Stati Uniti d'America Obama chiese che si procedesse ad "un nuovo inizio" (A New Beginning) nelle relazioni tra mondo islamico e Stati Uniti d'America. Su tale linea pronunciò un importante discorso all'Università del Cairo il 4 giugno 2009, interrompendo l'utilizzo del termine "guerra al terrore" in favore della dicitura sostitutiva di "Overseas Contingency Operation".
Il neopresidente perseguirà quindi una strategia militare detta dell'"impronta leggera" nella macroregione del Medio Oriente, la quale si avvalsa maggiormente delle forze speciali, degli attacchi sferrati con i droni (Aeromobile a pilotaggio remoto) e del contributo dato dalla diplomazia rispetto alle vaste e durevoli occupazione da parte delle unità militari terrestri dell'United States Army.
Anche così tuttavia le forze impegnate continueranno a scontrarsi con le organizzazioni militanti facenti capo all'islamismo come Al Qaida, lo Stato islamico (ISIL) e al-Shabaab; questo secondo i termini dell'AUMF (Authorization for Use of Military Force Against Terrorists) fatti approvare dall'Assemblea congressuale nel 2001.
Sebbene la regione mediorientale sia rimasta di rilevanza primaria nell'ambito della storia della politica estera statunitense Obama perseguì la costituzione di un "perno" nell'Asia orientale; ci si mosse anche in direzione del perseguimento di relazioni sempre più strette con l'India tanti che Obama fu il primo presidente degli Stati Uniti d'America a visitare il paese dell'Asia meridionale per ben due volte.
Sostenitore attivo della "non proliferazione nucleare" darà il via a negoziati - poi condotti al successo - per la riduzione degli armamenti sia con l'Iran che con la Russia. Nel 2015 infine descrisse la dottrina Obama dichiarando che "c'impegneremo [Engagement], ma preserveremo tutte le nostre risorse". Il presidente si è anche a più riprese definito un fautore dell'internazionalismo, rifiutando pertanto l'isolazionismo e venendo influenzato dal realismo e dall'interventismo di matrice liberale.

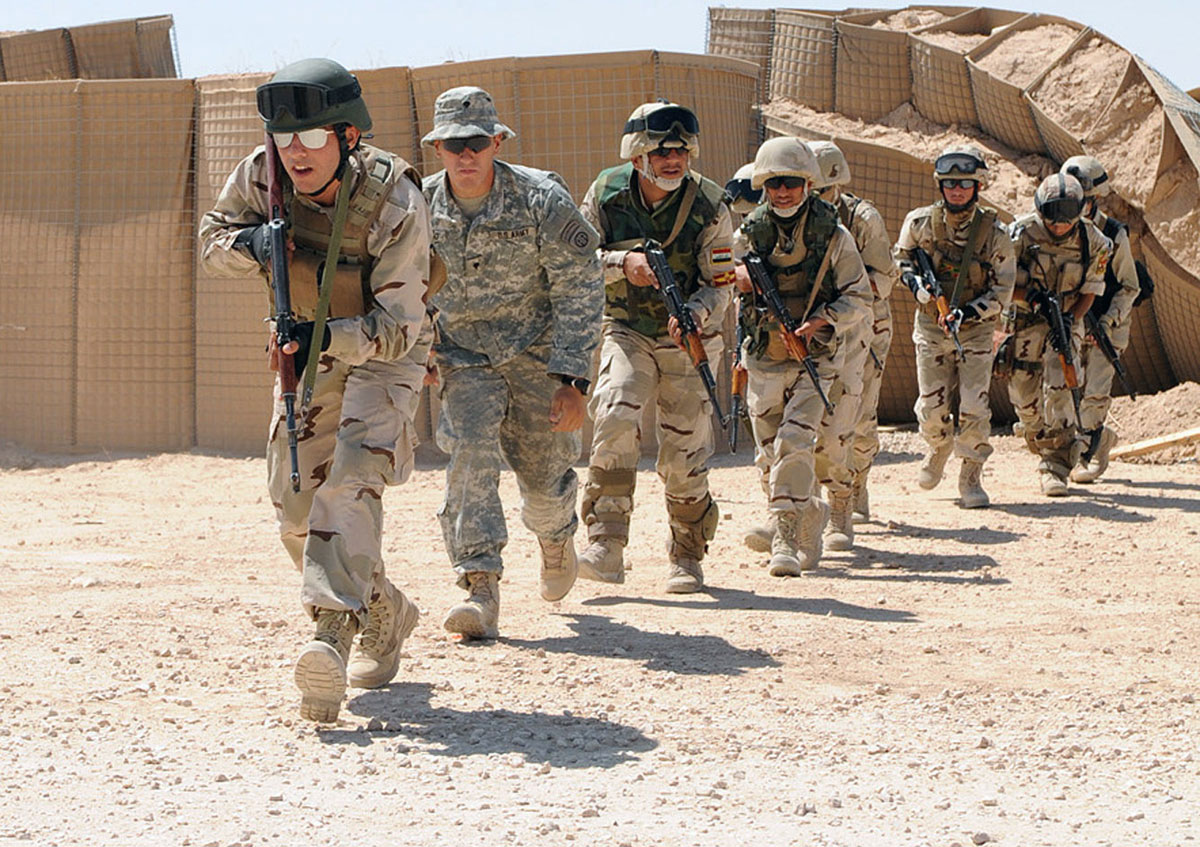
Commando iracheni che si addestrano sotto la supervisione del 82nd Airborne Division nel dicembre del 2010.

### Iraq
Fin dalla campagna elettorale per le elezioni presidenziali del 2008 Obama criticò fortemente la conduzione della guerra in Iraq tanto che deciderà di far ritirate la stragrande maggioranza delle truppe statunitensi ivi insediatesi al termine del 2011.
Al momento del suo insediamento il neopresidente diede l'annuncio che le forze impegnate in combattimento ("withdrawal of U.S. military forces from Iraq") avrebbero lasciato il paese entro l'agosto del 2010, con un numero oscillante tra i 35 e i 50.000 militari rimanenti per proseguire l'operazione come consulenti e addestratori; in netto calo pertanto rispetto ai 150.000 presenti all'inizio del 2009.
La presidenza di George W. Bush in scadenza aveva comunque già firmato l'accordo preliminare sullo status delle United States Army in Iraq ("U.S.–Iraq Status of Forces Agreement") in cui gli Stati Uniti d'America s'impegnavano a ritirare totalmente la propria presenza militare entro la fine del 2011.

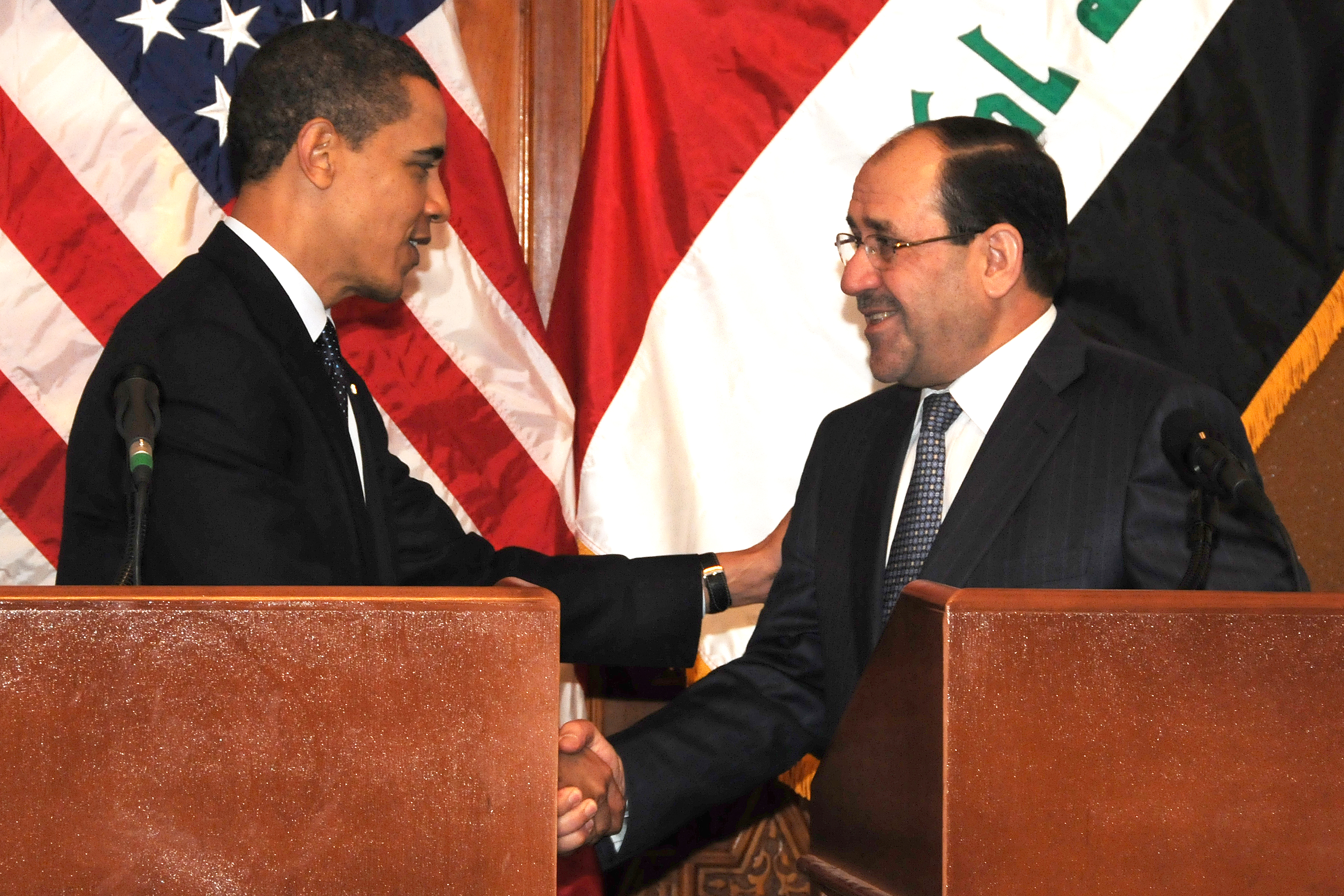
Il presidente con Nuri al-Maliki il 9 luglio del 2009.

Il nuovo presidente tenterà invece di convincere il primo ministro iracheno Nuri al-Maliki a consentire di far mantenere un contingente militare di sicurezza anche oltre quella data, ma la cospicua presenza militare straniera sembrò risultare essere assai impopolare alla maggioranza della popolazione locale.

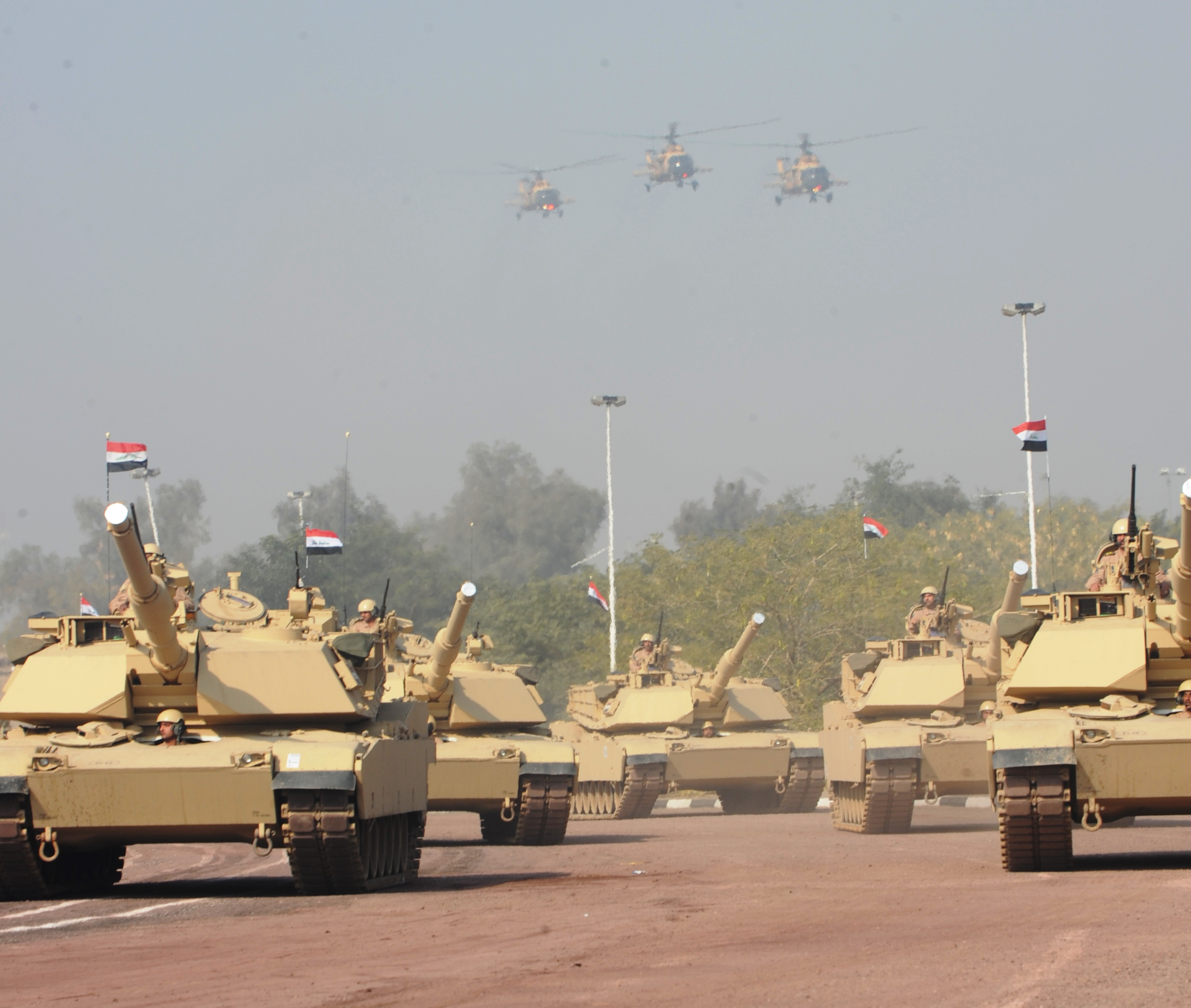
Gli M1 Abrams in servizio nel gennaio del 2011.

Alla fine di dicembre del 2011 quindi solamente 150 soldati rimasero a prestare servizio presso l'ambasciata degli Stati Uniti d'America a Baghdad.

Tuttavia nel 2014 venne dato il via ad una campagna (l'intervento militare internazionale in Iraq (2014-2021)) contro lo Stato islamico (ISIL), un gruppo terrorista estremista di matrice islamista operante sia in Iraq che in varie regioni della confinante Siria, il quale era cresciuto in un modo assai preoccupante proprio dopo il ritiro delle truppe statunitensi ed in concomitanza con l'inizio della guerra civile siriana.
A giugno del 2015 si trovavano ancora all'incirca 3.500 soldati in Iraq nella loro qualità di consiglieri militari delle forze anti-ISIL nella guerra civile in Iraq; Obama lascerà quindi il proprio ufficio con circa 5.262 militari statunitensi in territorio iracheno e 503 in quello siriano.

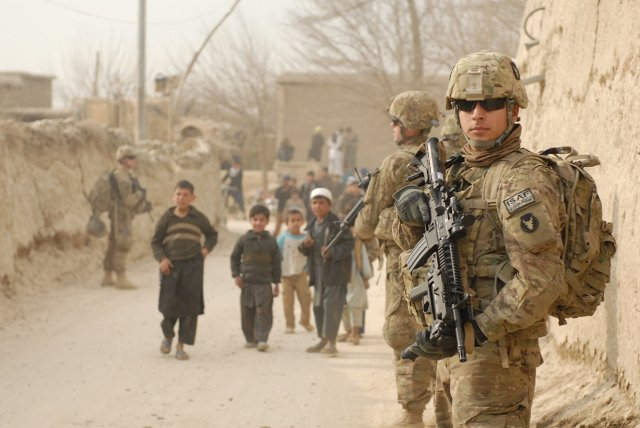
Soldati della National Guard of the United States mentre pattugliano i villaggi compresi nella zona di sicurezza di Bagram il 23 marzo del 2011

### Afghanistan
Nel corso del suo primo mandato il presidente aumentò il numero di soldati in Afghanistan, prima di ritirare la maggior parte del personale militare durante il secondo e ultimo mandato. Al momento del suo insediamento annunciò che la presenza statunitense in Afghanistan sarebbe stata rafforzata con 17.000 nuovi soldati entro l'estate del 2009, in aggiunta ai circa 30.000 già insediati sul territorio all'inizio del 2009.
Il Segretario della Difesa Robert Gates, la Segretaria di Stato Hillary Clinton e il Capo dello stato maggiore congiunto Michael Mullen discussero tutti dell'opportunità d'inviare ulteriori truppe dichiarandosi apertamente a favore di questa eventualità ed esprimendo al contempo il proprio pieno sostegno verso il presidente. Al termine di un lungo processo di riesame della situazione Obama diede il via libera al rafforzamento della presenza militare USA sul campo.
Il numero di soldati statunitensi in territorio afghano raggiungerà quindi il suo picco nel 2010 con oltre 100.000 unità; due anni dopo verrà stilato un accordo di partenariato strategico ("U.S.–Afghanistan Strategic Partnership Agreement") in cui gli Stati Uniti accolsero la richiesta di affidare le operazioni di combattimento considerate più rilevanti esclusivamente all'esercito nazionale dell'Afghanistan. Sempre nel 2012 l'Amministrazione designò l'Afghanistan come uno dei più importanti e strategici alleati al di fuori della NATO ("Alleanza maggiore extra-NATO").

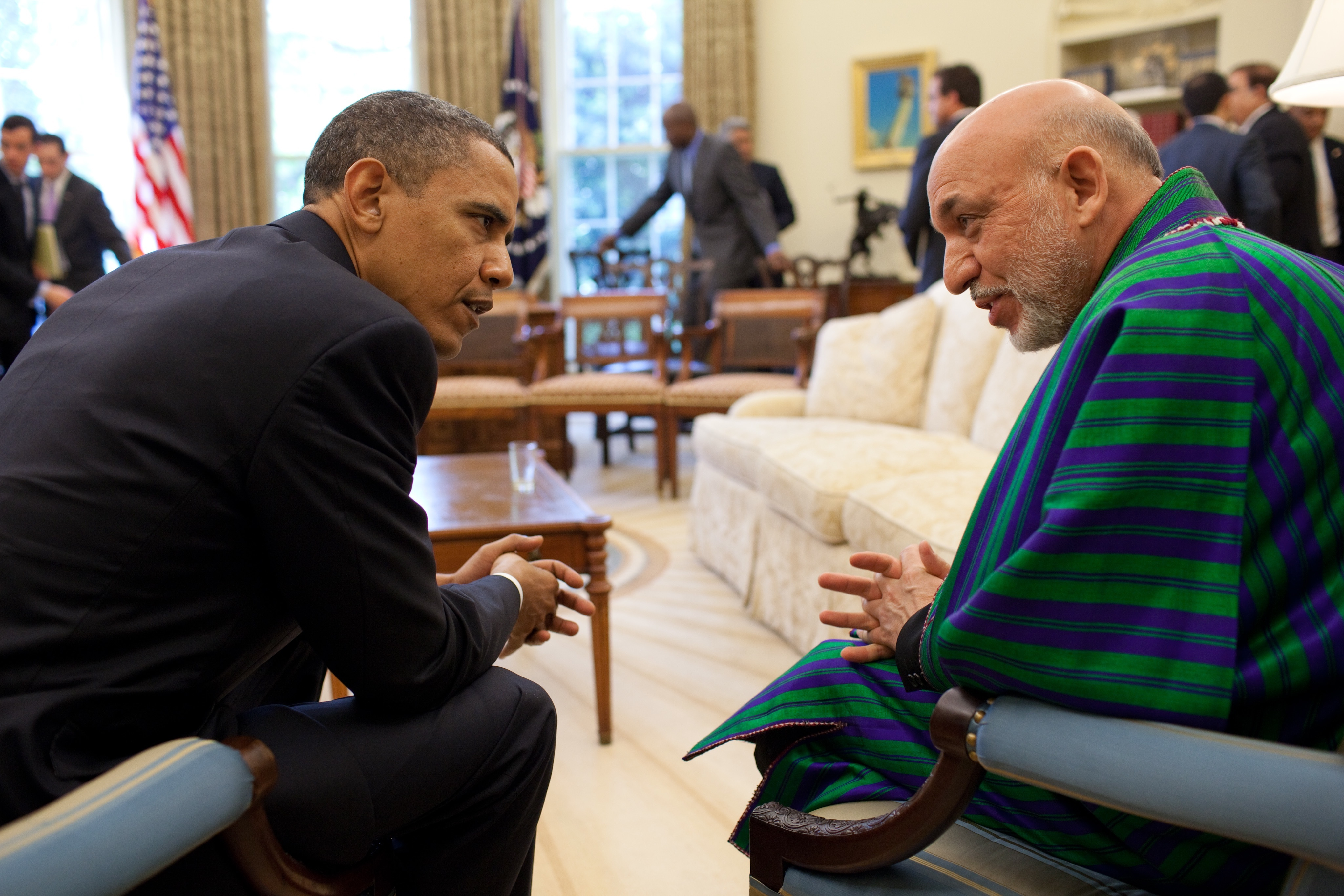
Il presidente a colloquio con Hamid Karzai alla Casa Bianca nel 2010.

Nel 2014 il presidente annunciò che la maggior parte delle truppe avrebbero lasciato il paese dell'Asia centrale entro la fine del 2016, con un ridotto contingente rimasto presso l'ambasciata degli Stati Uniti d'America a Kabul. A settembre nel frattempo Ashraf Ghani succedette ad Hamid Karzai come presidente dell'Afghanistan, dopo che gli Stati Uniti collaborarono alla negoziazione di un accordo per la condivisione del potere tra lo stesso Ghani e Abdullah Abdullah.
Il 1º gennaio del 2015 si concluse ufficialmente l'operazione Enduring Freedom e si diede al contempo inizio alla missione definita Operazione Sostegno Risoluto, in cui le United States Armed Forces si trasferirono per lo più nell'intraprendere un ruolo di formazione e addestramento dell'esercito governativo locale, seppur proseguirono le presenze attive in alcune operazioni di combattimento.
Ad ottobre Obama diede quindi l'annuncio che i soldati statunitensi sarebbero rimasti in Afghanistan a tempo indeterminato per sostenere il legittimo governo afghano nella guerra civile in pieno svolgimento contro i Talebani, Al Qaida e l'ISIL. Il nuovo Capo dello stato maggiore congiunto Martin Dempsey definirà la scelta presa di mantenere i soldati in Afghanistan come parte di un'operazione generale antiterrorismo di più vasta portata e a lungo termine la quale si estende per l'intera Asia centrale.
Il presidente lasciò quindi l'incarico con circa 8.400 presenze militari residue nel paese.

### Asia orientale
Sebbene altre aree del mondo siano rimaste importanti per la storia della politica estera statunitense Obama perseguì l'apertura ed il mantenimento di un "perno" d'influenza nell'Asia orientale, concentrando la diplomazia e gli scambi bilaterali nella regione.
Il continuo emergere della Cina come una delle grandi potenze regionali esistenti ("Cina come superpotenza emergente") rimase uno dei più grossi problemi sul tappeto affrontati della presidenza; mentre i due paesi lavorarono insieme su questioni globali come il cambiamento climatico, anche le relazioni Cina-Stati Uniti (G2 (USA-Cina)) ebbero a subire delle tensioni a causa delle rivendicazioni territoriali manifestate sia nei riguardi del Mar Cinese Meridionale che del Mar Cinese Orientale.
Nel 2016 gli Stati Uniti ospiteranno per la prima volta un vertice dell'Associazione delle Nazioni del Sud-est asiatico (ASEAN), il che riflette la ricerca dell'Amministrazione di stringere rapporti sempre più stretti e duraturi sia con l'ASEAN in generale che con gli altri paesi asiatici.

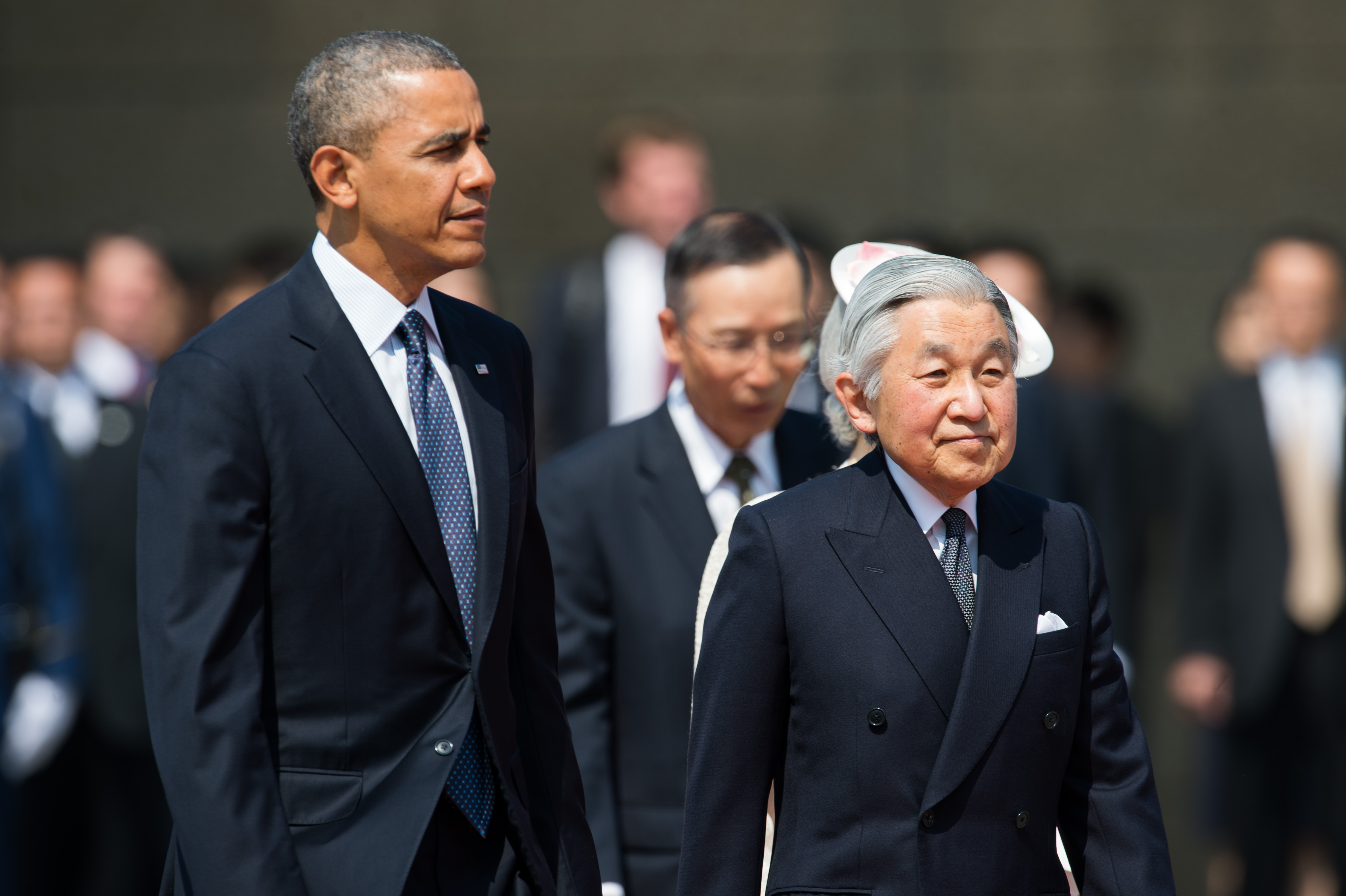
Il presidente con l'imperatore del Giappone Akihito nel 2014 al Palazzo imperiale di Tokyo.

Dopo aver contribuito ad incoraggiare l'indizione delle elezioni parlamentari in Birmania del 2015 - in seguito però apertamente contestate - il presidente aumentò anche i legami militari con il Vietnam, l'Australia e le Filippine, incrementando gli aiuti al Laos e contribuendo anche ad un "disgelo" delle relazioni bilaterali politico-finanziarie tra la Corea del Sud e il Giappone. Obama progettò quindi un partenariato Trans-Pacifico come il pilastro economico chiave del "perno" asiatico, sebbene alla fine l'accordo non sia stato sottoposto alla ratifica richiesta.
Ben pochi progressi vennero invece compiuti nelle relazioni con il regime totalitario comunista della Corea del Nord - da lungo tempo considerato un paese fortemente avverso - il quale continuerà nonostante i ripetuti avvertimenti a procedere con lo sviluppo del proprio programma per l'acquisizione di armi di distruzione di massa.

### Federazione russa
Al momento del suo primo insediamento il neopresidente richiese un rapido ripristino delle relazioni bilaterali con la Russia, che erano sostanzialmente declinate a seguito della Seconda guerra in Ossezia del Sud esplosa nel 2008. Mentre la precedente presidenza di George W. Bush aveva spinto con successo verso l'espansione della NATO anche a tutti gli Stati dell'ex blocco orientale, all'inizio dell'Era Obama l'Alleanza Atlantica cominciò a porre l'accento ed un'attenzione sempre maggiore sull'eventuale creazione di una partnership a lungo termine con la Federazione russa.
Assieme con il presidente della Federazione Russa Dmitrij Anatol'evič Medvedev la presidenza diede il via alla collaborazione per poter giungere quanto più rapidamente possibile alla promulgazione di un nuovo trattato di riduzione e monitoraggio congiunto delle armi nucleari oltre che per favorire l'accesso russo all'Organizzazione mondiale del commercio e al controterrorismo.
L'8 aprile del 2010 i due capi di Stato firmarono il trattato internazionale conosciuto come New START, un importante accordo relativo al controllo degli armamenti atomici e al disarmo nucleare il quale ridusse le scorte nucleari di entrambi nella previsione di un sostitutivo e più severo regime di monitoraggio.
Nel dicembre successivo il Senato pose a ratifica il NEW START con un voto finale di 71 contro 26, con 13 Repubblicani e tutti i Democratici a favore. A partire dal 2012 la Russia entrò a far parte dell'"Organizzazione del Commercio" e Obama finì col normalizzare le relazioni economiche-finanziare col Paese euroasiatico. Le relazioni bilaterali tra Russia e Stati Uniti d'America tuttavia subirono un sostanziale raffreddamento dopo che Vladimir Putin tornò a riprendere le redini del potere riconquistando la presidenza.
La crisi della Crimea del 2014, l'intervento militare russo in Ucraina (2014-in corso) e l'annessione della Crimea e Sebastopoli alla Russia condussero ad una forte condanna da parte della dirigenza statunitense e delle altre leadership occidentali, portando quindi all'imposizione di sanzioni internazionali durante la crisi ucraina. Queste contribuirono in maniera significativa all'esplosione di una crisi finanziaria russa (2014-2017) in tutto il suo territorio.

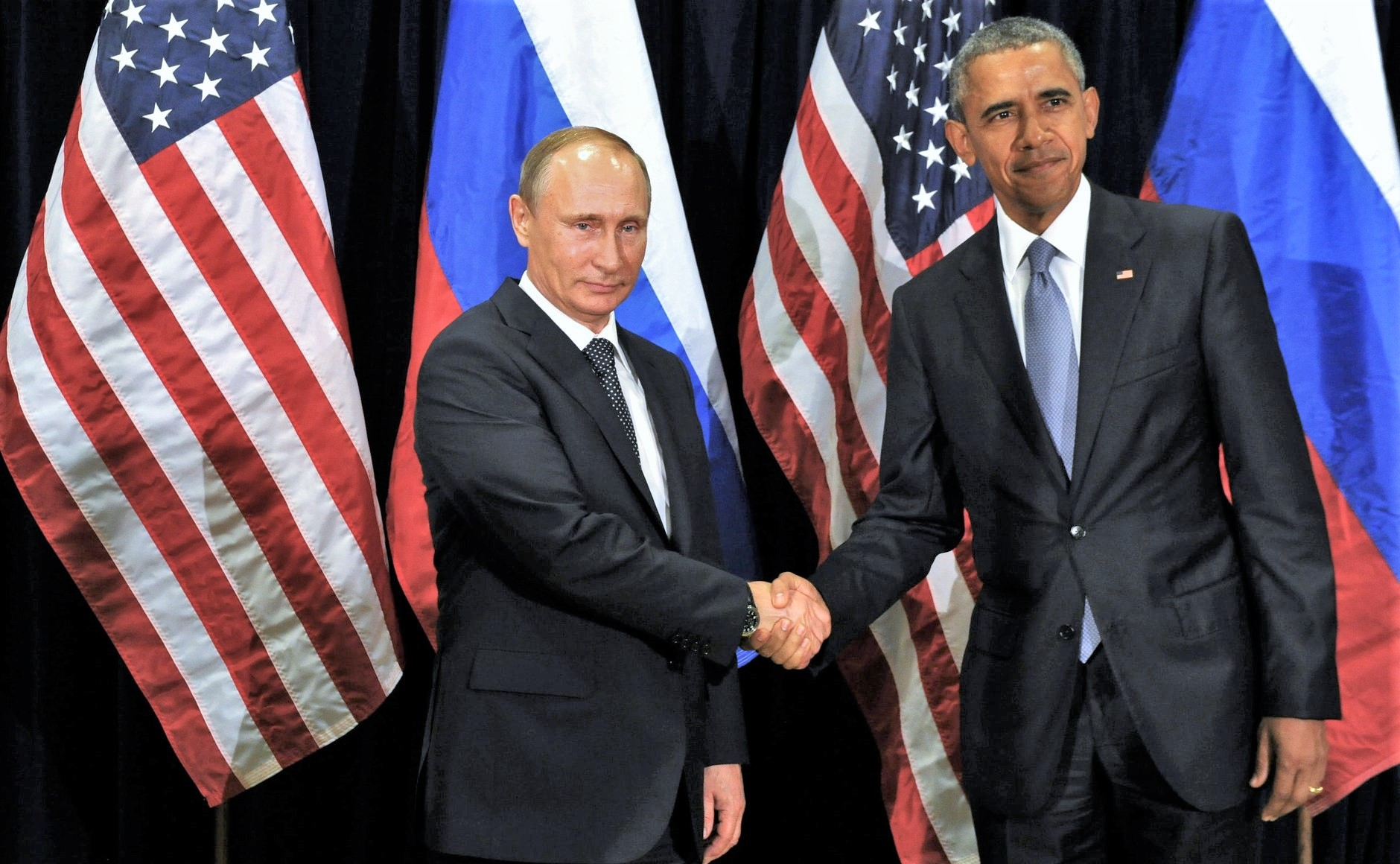
Il presidente stringe la mano a Vladimir Putin, 29 settembre 2015.

Alcuni membri del Congresso di entrambi gli schieramenti reclamarono inoltre che l'Amministrazione si assumesse il compito di armare le forze d'opposizione ucraine, ma il presidente resistette al tentativo di venire troppo strettamente coinvolto nella guerra del Donbass.
Nel 2016, in seguito a diversi incidenti di sicurezza informatica occorsi all'apparato organizzativo del Partito Democratico l'Amministrazione accusò formalmente il Paese di essere attivamente impegnata in una Cyberguerra della Russia nel tentativo d'influenzare a proprio favore gli esiti delle elezioni presidenziali del 2016. Il risultato immediato sarà l'imposizione di sanzioni ad alcune persone ed organizzazioni collegate proprio alla Russia.

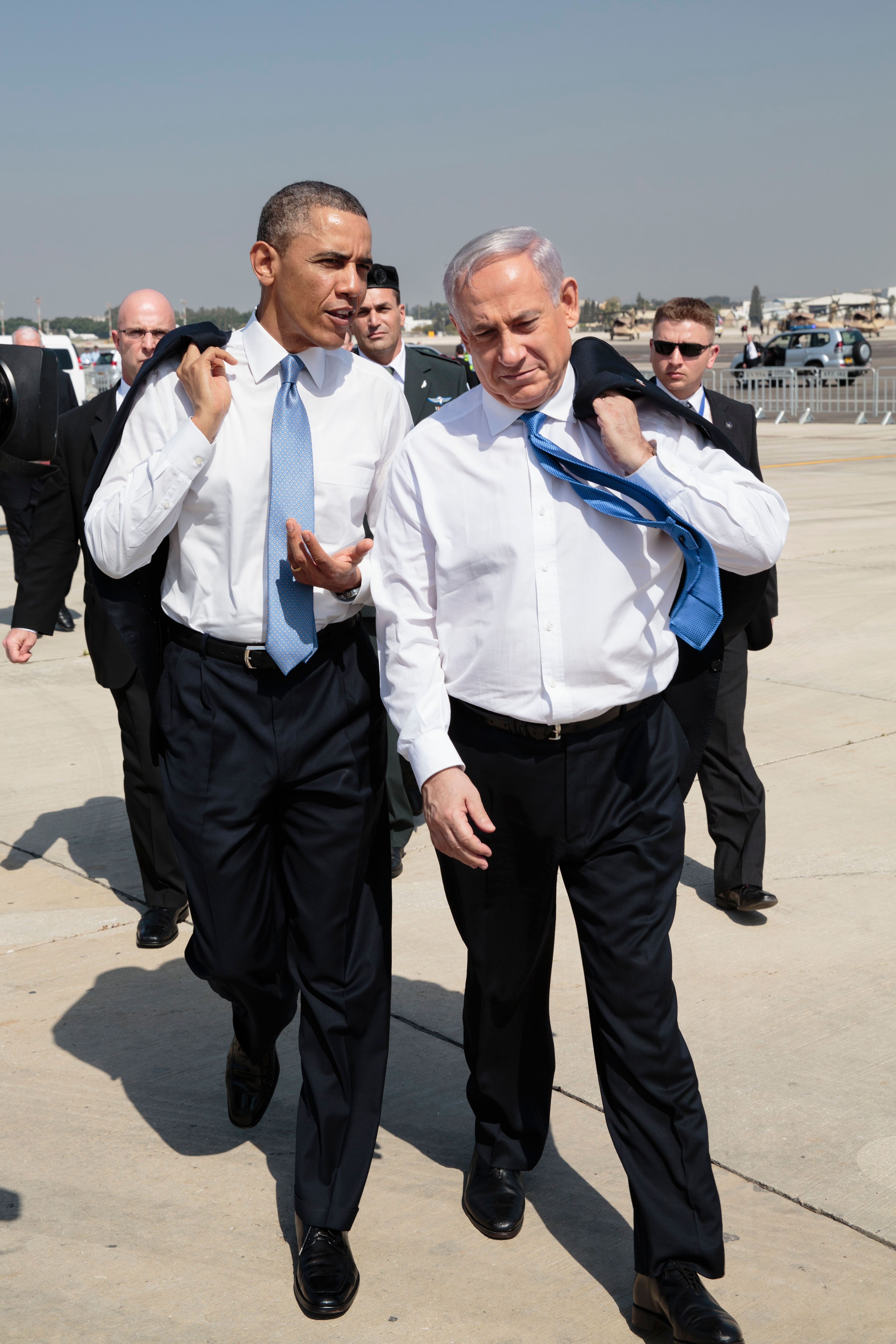
Il presidente con Benjamin Netanyahu all'aeroporto di Tel Aviv il 20 marzo de 2013 (foto di Pete Souza).

### Israele
Il rapporto tra Obama e il primo ministro di Israele Benjamin Netanyahu (rimasto in carica per tutto il periodo dei due mandati della presidenza) si mantenne particolarmente gelido, con molti che commentarono della reciproca diffidenza presente tra i due statisti.
Entrando in carica il presidente nominò George J. Mitchell in qualità di inviato particolare in Medio Oriente col compito di lavorare per cercare di trovare una soluzione accettabile per entrambe le parti in causa all'annoso conflitto israelo-palestinese; ma i progressi furono assai scarsi prima delle sue dimissioni avvenute nel 2011.
Nel marzo del 2010 intanto la Segretaria di Stato Hillary Clinton ebbe l'occasione di esprimere severe critiche nei confronti del governo israeliano per aver fatto approvare l'espansione degli insediamenti a Gerusalemme Est. Netanyahu si oppose fermamente a tutti gli sforzi intrapresi da Obama di negoziare con l'Iran sulla questione del nucleare tanto che venne sentito preferire apertamente il candidato Mitt Romney alle elezioni presidenziali del 2012.
Il presidente tuttavia proseguì nella politica di porre il veto alle risoluzioni dell'Organizzazione delle Nazioni Unite che chiedono la costituzione di uno Stato indipendente per i palestinesi e l'Amministrazione continuò invece a sostenere la soluzione dei due Stati. Obama aumenterà anche gli aiuti ad Israele, compresi i finanziamenti per favorire il programma di difesa aerea Cupola di Ferro (Iron Dome).
Durante gli ultimi mesi di presidenza l'Amministrazione sceglierà di non porre più il veto alla risoluzione 2334 del Consiglio di sicurezza delle Nazioni Unite la quale ha sollecitato di porre fine agli insediamenti israeliani nei territori occupati a seguito della guerra dei sei giorni del 1967.
Obama dichiarerà che l'astensione era coerente con l'opposizione americana di vecchia data all'espansione degli insediamenti; mentre i suoi critici sostennero che ciò rappresentava un aver abbandonato di fatto uno dei più fedeli alleati sullo scacchiere mediorientale.

### Campo di detenzione nella baia di Guantánamo

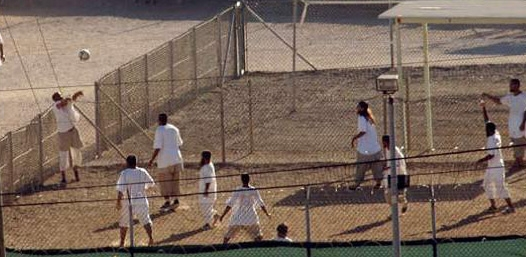
Prigionieri mentre giocano a calcio nell'area ricreativa del Campo di prigionia di Guantánamo.

Nel 2002 la presidenza di George W. Bush istituì il Campo di prigionia di Guantánamo per tenervi rinchiusi i presunti "nemici combattenti" della Guerra in Afghanistan (2001-2021), ma in una modalità per cui non venivano più considerati i detenuti nella loro qualità di prigionieri di guerra convenzionali. Obama dichiarò ripetutamente il suo desiderio di far chiudere il campo di detenzione sostenendo che la sua natura extragiudiziale non faceva altro che fornire uno strumento di reclutamento per le organizzazioni terroristiche.
Nel suo primo giorno in carica il neopresidente istruì tutti i procuratori militari affinché sospendessero i procedimenti giudiziari in corso in modo che l'Amministrazione entrante potesse riesaminare i processi aperti dalla commissione incaricata.
Il 22 gennaio del 2009 Obama firmò un ordine esecutivo il quale limitò in una misura sostanziale la lista dei metodi di interrogatorio elencati ed autorizzati dagli United States Army Field Manuals e che conseguentemente poneva fine alle cosiddette "tecniche avanzate d'interrogatorio".
Nel marzo seguente la presidenza annunciò che non si sarebbe più riferita ai prigionieri ospitati nella Base navale di Guantánamo con la dicitura di "combattenti nemici", ma ribadì anche il concetto che il presidente continuava ad avere l'autorità per detenervi tutti i sospetti di terrorismo che avesse ritenuto opportuno, pur senza specifiche accuse penali.
La popolazione di detenuti nel campo scenderà quindi dai 292 del gennaio 2009 ai 91 del gennaio 2016, in gran parte a causa dei periodici comitati di revisione (Periodic Review Boards) che Obama istituì nel 2011.
Molti autorevoli membri del Congresso si opposero strenuamente ai piani di trasferimento adottati per i prigionieri di Guantanamo nelle prigioni sul territorio nazionale. L'Amministrazione fu d'altro canto assai riluttante nell'inviare prigionieri potenzialmente pericolosi in altri Paesi, in particolar modo in quelli maggiormente instabili dal punto di vista politico come ad esempio lo Yemen.
Sebbene abbia proseguito nel sostenere la necessità di chiudere il campo, nel momento in cui Obama lasciò l'incarico vi erano rimasti ancora 41 detenuti.

### Uccisione di Osama bin Laden
La presidenza avviò un'operazione di successo che provocò la morte di Osama bin Laden, leader di Al Qaida, un'organizzazione militante sunnita di matrice riconducibile all'islamismo nonché responsabile degli attentati dell'11 settembre 2001 a New York e di numerosi altri attacchi a fini di terrorismo internazionale.
A partire dalle informazioni ricevute nel luglio del 2010 la Central Intelligence Agency determinò quello che pensò potesse trattarsi il luogo in cui bin Laden si stava nascondendo, ovvero un grande complesso situato ad Abbottabad, nel Pakistan, un'area suburbana a 35 miglia da Islamabad. Il direttore della CIA Leon Panetta riferì questo rapporto ricevuto direttamente al presidente non più tardi del marzo 2011.
Incontrandosi con i suoi consiglieri per la sicurezza nazionale nel corso delle successive sei settimane Obama respinse il piano approntato di bombardamento generale del complesso ed autorizzando al suo posto un "raid chirurgico" condotto dall'"United States Navy SEAL". L'operazione scattò il 1° di maggio causando la morte di bin Laden e il sequestro di documenti, CD-ROM, floppy disk e personal computer dal compound.

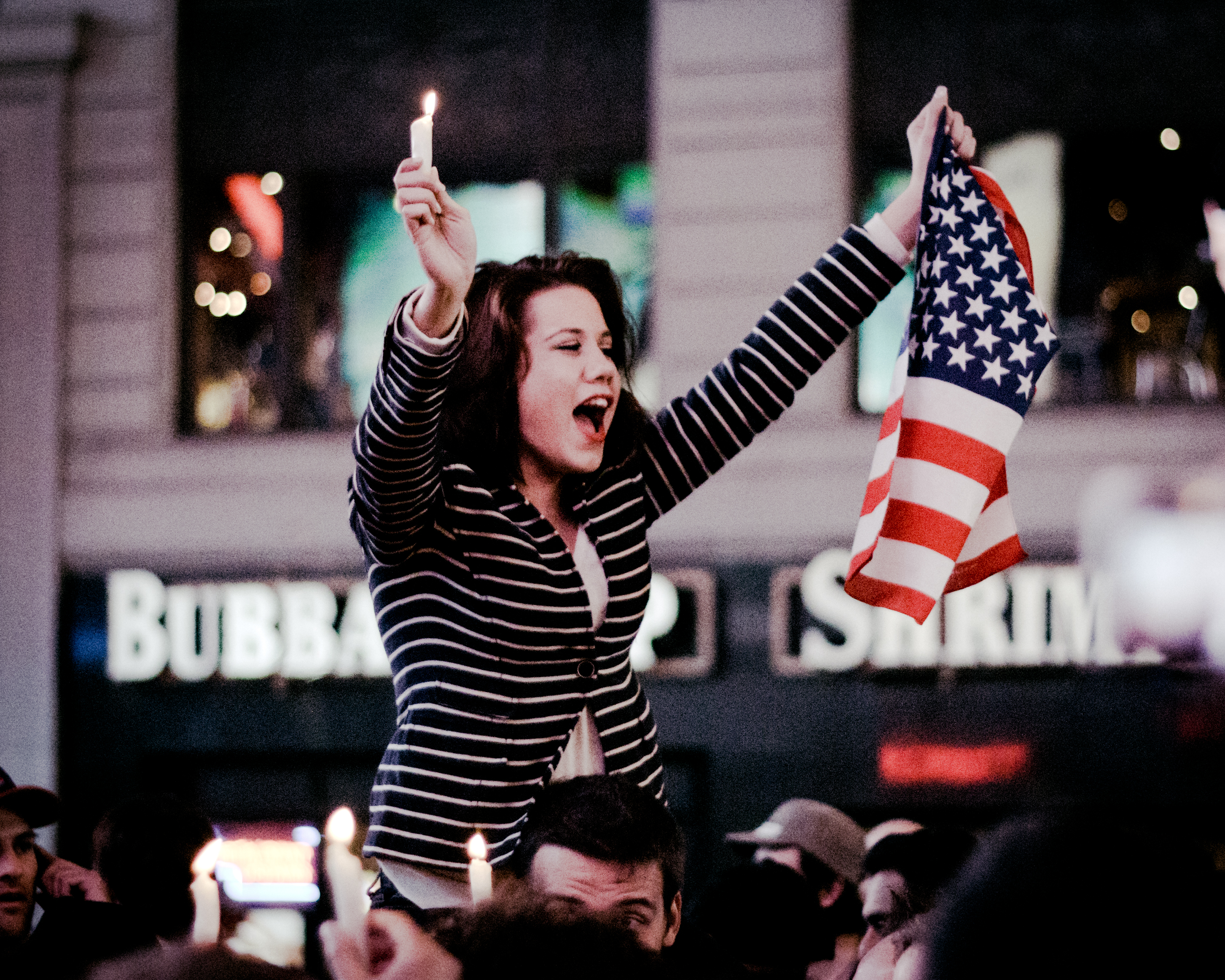
Celebrazioni per la morte di Osama bin Laden a Times Square.

Il corpo di bin Laden venne identificato attraverso il test del DNA e fatto gettare in pieno Oceano Indiano diverse ore più tardi. La reazione all'annuncio fu estremamente positiva in tutte le correnti politiche nazionali, compresi i predecessori George W. Bush e Bill Clinton oltre che da molti altri paesi della comunità internazionale.

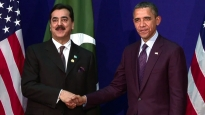
Il presidente con il primo ministro del Pakistan Yousaf Raza Gillani nel 2012.

### Guerra dei droni
Al contrario della strategia di intervento armato diretto portata avanti dal suo predecessore, l'amministrazione Obama ha puntato su una tattica diversa, facendo un uso massivo di droni militari e di forze armate speciali per interventi "mirati".
Questo orientamento ha permesso agli Stati Uniti di intervenire militarmente molto di più rispetto a prima, con interventi armati in 147 paesi diversi nel solo 2015.
La campagna di attacchi con droni, mirata ad assassinare "chirurgicamente" persone concrete, è stata reputata "illegale" in quanto in violazione delle leggi internazionali, e aspramente criticata in quanto condannabile moralmente, oltre a peggiorare il problema del terrorismo. Gli attacchi di droni si sono consumati spesso senza l'approvazione degli stati che sorvolavano, violando così sia le leggi statunitensi che quelle degli stati colpiti, anche se l'amministrazione Obama ha spesso negato di agire senza il beneplacito degli stati. Le numerose vittime civili sono state giustificate da Obama in quanto ogni adulto maschio presente nella zona di combattimento era da considerarsi un potenziale nemico, salvo essere riconosciuti innocenti postumi. Le conseguenze di questi attacchi alla popolazione civile, largamente rurale, da parte di droni sono dei traumi permanenti dovuti alla paura di essere uccisi in qualsiasi momento e in qualsiasi luogo da un nemico invisibile proveniente dal cielo.

### Disgelo cubano
Nel corso della presidenza si poté testimoniare un forte disgelo nei confronti dei rapporti con Cuba, che gli Stati Uniti avevano sottoposto ad embargo a seguito della rivoluzione cubana del 1959 e della crisi dei missili di Cuba del 1962 (durante la presidenza di John Fitzgerald Kennedy).
A partire dalla primavera del 2013 vennero condotti incontri segreti tra le due parti i quali si svolsero nelle località neutrali del Canada e dello Stato della Città del Vaticano; la "Santa Sede" fu consultata inizialmente al principio dell'anno quando Papa Francesco consigliò a USA e Cuba di scambiarsi i rispettivi prigionieri come gesto di buona volontà.
Il 10 dicembre seguente il Capo di Stato di Cuba Raúl Castro, in occasione di un momento pubblico significativo, strinse la mano e salutò cordialmente Obama durante il rito funebre celebrato per Nelson Mandela avvenuto a Johannesburg. Nel dicembre del 2014 il regime cubano fece rilasciare Alan Gross in cambio degli altri membri dei "Cuban Five"; in quello stesso mese il presidente ordinò il ripristino ufficiale dei rapporti diplomatici.
     United States
     Stati Sponsor del Terrorismo secondo il Dipartimento di Stato aggiornati al 2017.

United States
Stati Sponsor del Terrorismo secondo il Dipartimento di Stato aggiornati al 2017.

Obama dichiarò che stava normalizzando le relazioni in quanto l'embargo economico si era fino ad allora dimostrato inefficace nel persuadere Cuba a sviluppare una società improntata alla democrazia. A maggio del 2015 l'isola caraibica venne tolta dalla lista delle nazioni sponsorizzatrici del terrorismo di Stato; in agosto, con il ripristino delle relazioni diplomatiche ufficiali Stati Uniti e Cuba riaprirono le rispettive ambasciate.

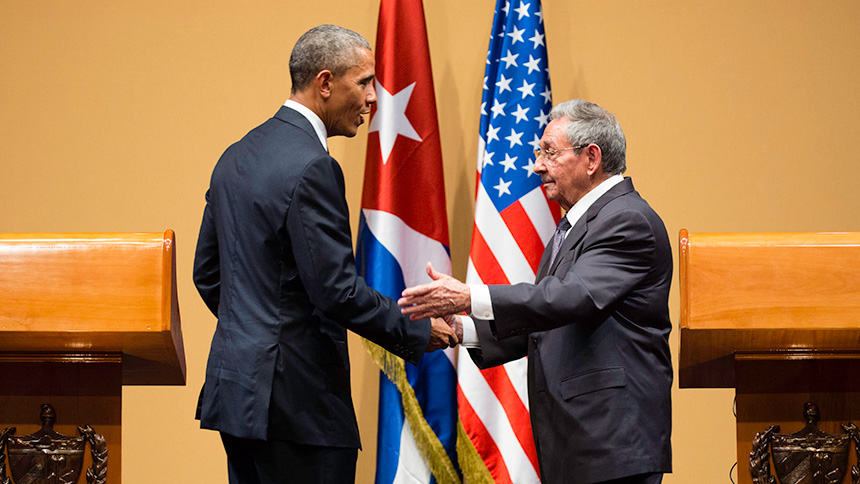
Il presidente e Raúl Castro a L'Avana nel marzo del 2016.

Nel marzo del 2016 vi fu la visita di Obama all'isola, divenendo così il primo presidente statunitense a mettervi piede dai tempi della presidenza di Calvin Coolidge.
Nel 2017 si è posta la parola fine alla "politica dei piedi bagnati e dei piedi asciutti" (Wet feet, dry feet policy), che conferiva diritti speciali agli immigrati cubani in esilio presenti nel territorio nazionale.

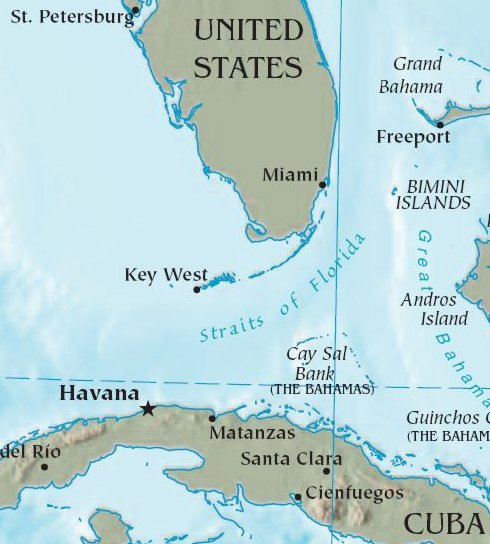
Cuba si trova a 145 km a Sud della Florida.

La restaurazione dei legami bilaterali venne vista come un vantaggio volto ad instaurare più ampie relazioni con l'intera America Latina, poiché i capi dell'intero continente approvarono la mossa intrapresa all'unanimità.
Il candidato del Partito Repubblicano Donald Trump nel corso della campagna elettorale per le elezioni presidenziali del 2016 ha invece promesso di voler far invertire le politiche adottate da Obama e tornare così ad una linea più dura su Cuba.

### Negoziati sul nucleare iraniano
L'Iran interruppe tutti i rapporti con gli Stati Uniti a partire dalla rivoluzione iraniana e dalla crisi degli ostaggi in Iran del 1979-80 mantenendoli poi in una situazione di estrema freddezza.
Le tensioni sono poi proseguite anche nel corso della presidenza Obama a causa di problemi irrisolti come il programma di energia nucleare in Iran e la presunta sponsorizzazione del terrorismo internazionale da parte della Teocrazia Sciita.
Entrando ufficialmente in carica il neopresidente si concentrò immediatamente sui negoziati in corso inerenti al programma nucleare iraniano, collaborando attivamente con le altre potenze (P5+1) per l'adozione di un accordo multilaterale. La posizione espressa da Obama differì in modo sostanziale da quella ben più aggressiva dimostrata dalla precedente presidenza di George W. Bush, così come anche da quelle dichiarate dalla maggior parte dei rivali del presidente durante la campagna elettorale del 2008.

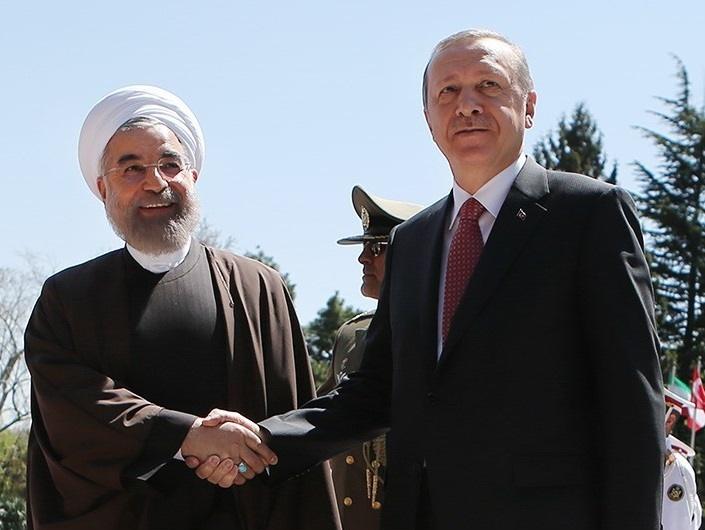
Hassan Rouhani riceve Recep Tayyip Erdoğan.

Nel giugno del 2013 Hassan Rouhani vinse le elezioni presidenziali in Iran del 2013 divenendo così il nuovo presidente dell'Iran; egli si affretterà quindi a richiedere una sollecita continuazione dei colloqui sulla questione del programma nucleare.
A novembre "Iran e P5" annunciarono congiuntamente l'avvenuta stipulazione di una prima bozza di accordo provvisorio e nell'aprile del 2015 i negoziatori dichiareranno che era oramai in corso di definizione un "accordo quadro".

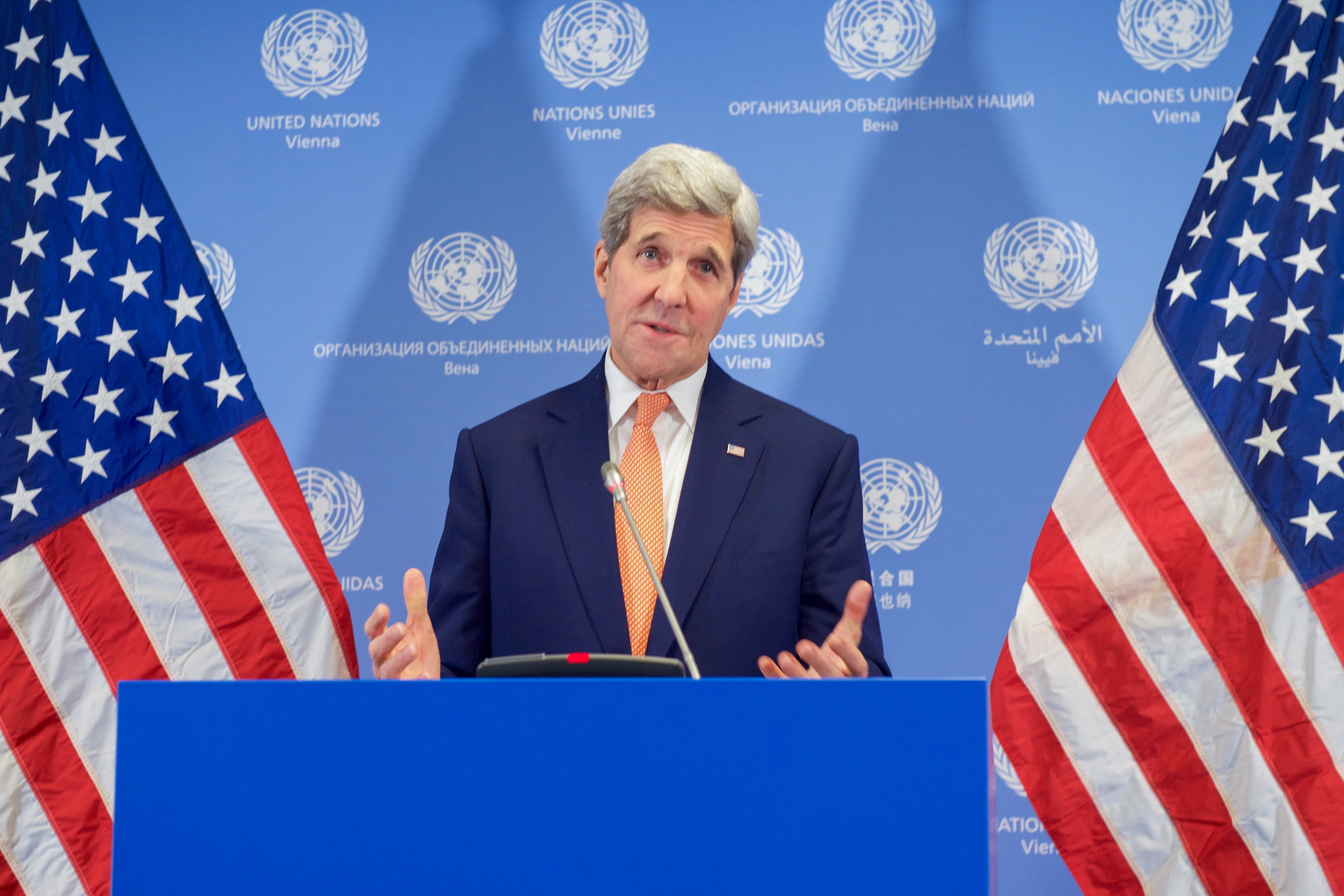
Il Segretario di Stato John Kerry si rivolge ai giornalisti riuniti a Vienna il 16 gennaio del 2016, dopo l'attuazione del "Piano d'azione globale congiunto" che delinea la forma del programma nucleare iraniano.

I maggiori esponenti del Partito Repubblicano al Congresso - che in perfetta sintonia con il primo ministro di Israele Benjamin Netanyahu - si erano fortemente opposti ai negoziati in corso tentarono (ma fallendo) di far approvare una risoluzione congressuale la quale respingeva l'"accordo delle sei nazioni".
In base ad esso l'Iran promise di limitare il proprio programma nucleare e di fornire sempre l'accesso agli ispettori inviati dall'Agenzia internazionale per l'energia atomica; mentre gli Stati Uniti e gli altri paesi concordarono di ridurre le sanzioni vigenti contro il paese mediorientale.
La lotta fortemente partigiana scatenatasi sull'accordo esemplificò al massimo grado un assai più ampio disaccordo prettamente ideologico sulla politica estera da assumere in Medio Oriente e su come poter gestire al meglio i regimi avversari, in quanto molti degli oppositori dell'accordo raggiunto continuarono a considerare l'Iran un avversario implacabilmente ostile e che pertanto avrebbe finito inevitabilmente con il violare sistematicamente qualsiasi base di compromesso precedentemente raggiunto.

La maggior parte del Mondo arabo ha sperimentato turbolenze di varia entità durante la Primavera araba.
Guerra civile
Governo rovesciato più volte
Governo rovesciato
Proteste e cambiamenti governativi
Proteste maggiori
Proteste minori

### Primavera araba e sue conseguenze
Dopo una tanto improvvisa quanto inaspettata crisi rivoluzionaria in Tunisia (la cosiddetta Rivoluzione dei Gelsomini) all'inizio del 2011 proteste del tutto simili si svilupparono a macchia d'olio praticamente in tutto il Mondo arabo. L'ondata di manifestazioni che ne seguì divenne nota come primavera araba e la sua gestione ebbe un ruolo fondamentale nella politica estera della presidenza.

#### Egitto

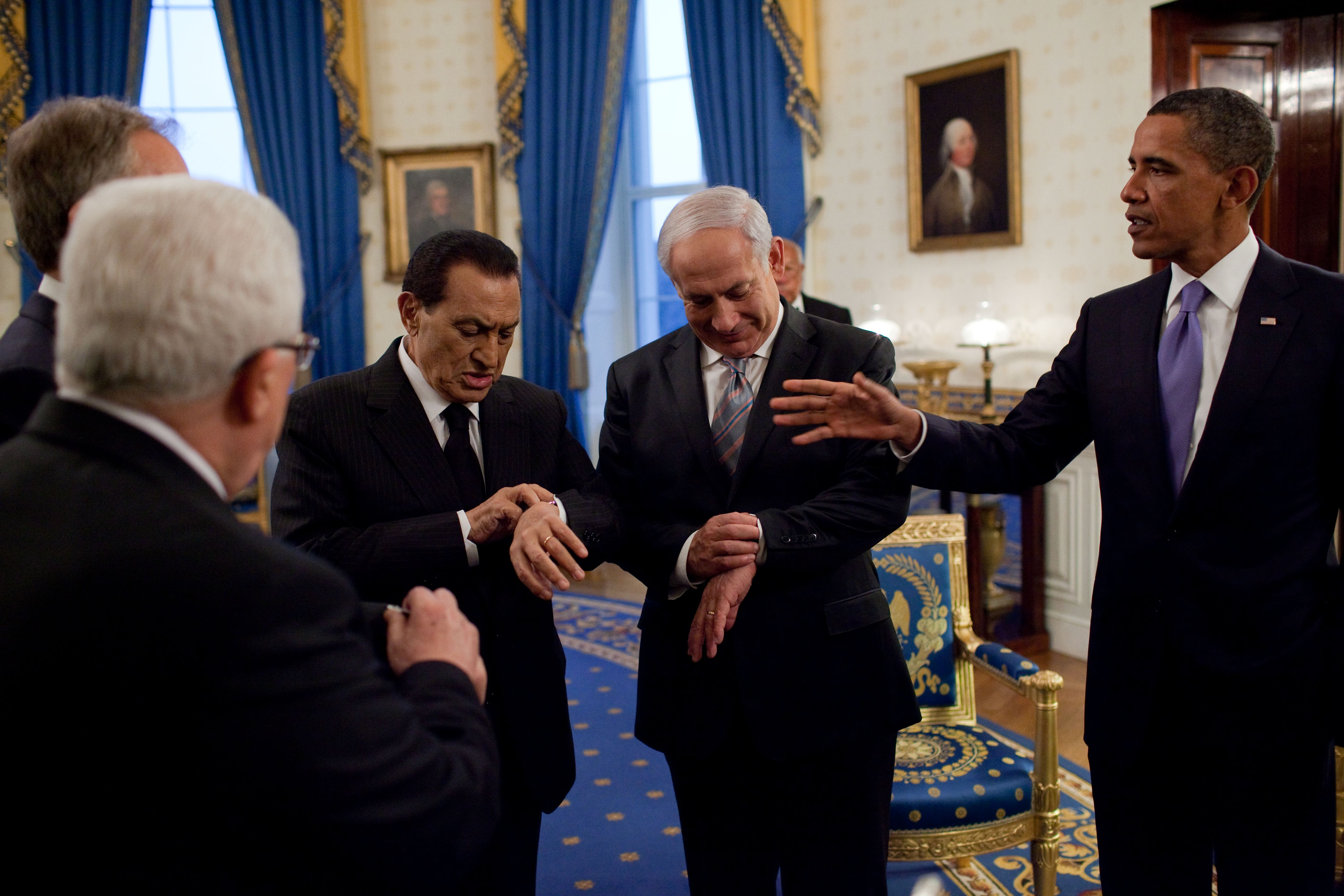
Hosni Mubarak, Benjamin Netanyahu e il presidente il 1º settembre del 2010.

A seguito di tre settimane ininterrotte di disordini il presidente dell'Egitto Hosni Mubarak venne costretto a dimettersi, su precisa sollecitazione dello stesso Obama.
Il generale dell'esercito egiziano ʿAbd al-Fattāḥ al-Sīsī alla fine assunse il potere succedendo al presidente eletto Mohamed Morsi - appartenente ai Fratelli Musulmani - con un colpo di Stato nel 2013, spingendo di conseguenza gli Stati Uniti a tagliare drasticamente le spedizioni di armamenti al suo alleato di lunga data. La presidenza tuttavia fece successivamente riprendere gli invii a partire dal 2015.

#### Yemen

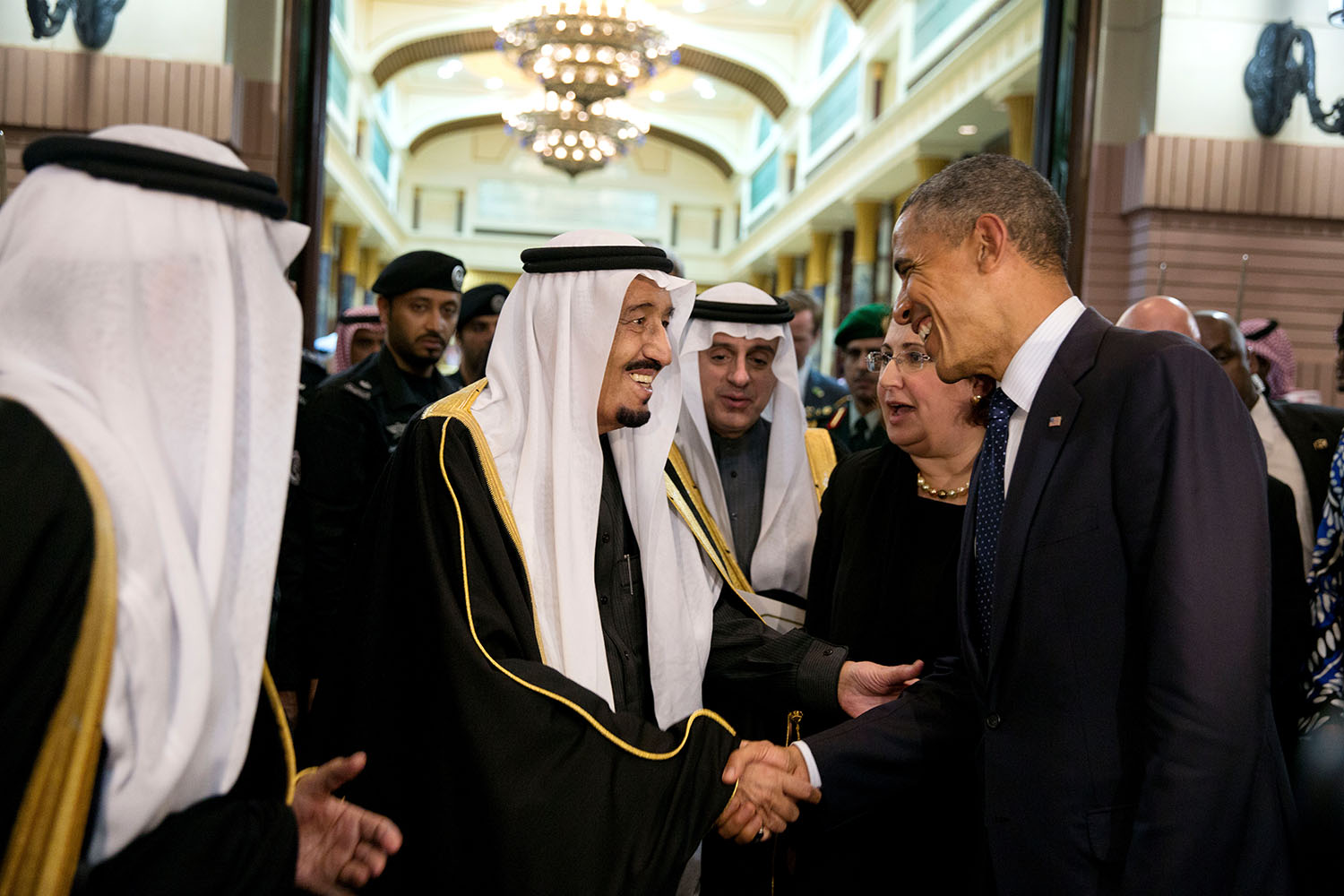
Il presidente col re Salman dell'Arabia Saudita nel 2015 (foto di Pete Souza).

Lo Yemen visse prima una rivoluzione e subito dopo una guerra civile, portando ad una campagna militare da parte dell'Arabia Saudita la quale ricevette immediatamente la necessaria assistenza diretta sia logistica che di intelligence da parte degli Stati Uniti; questo dopo che l'aviazione militare saudita prese di mira un rito funebre nella capitale Sana'a uccidendo più di 140 persone.

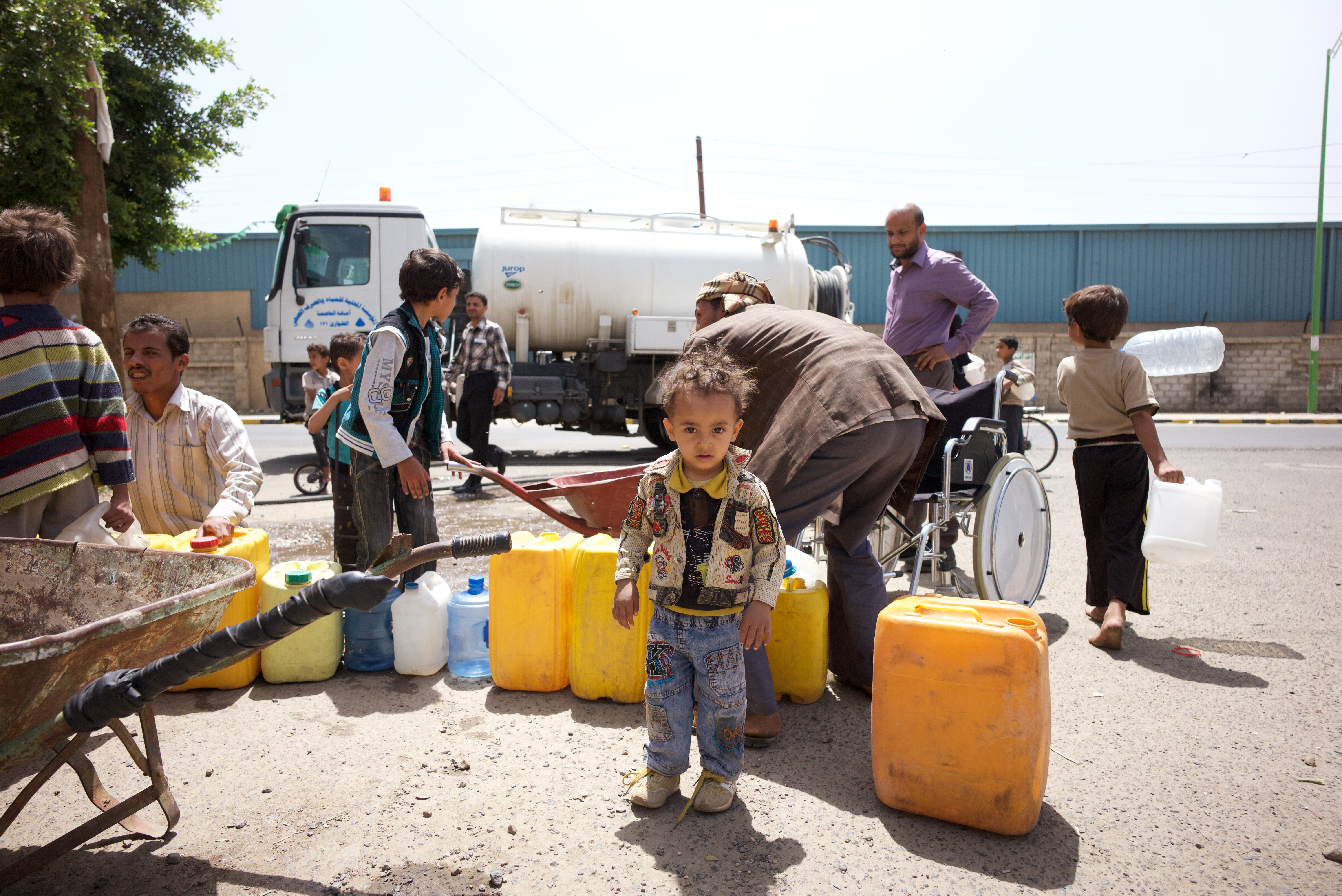
La Guerra civile dello Yemen (2015) ha esacerbato la scarsità d'acqua nella capitale Sana'a.

L'Organizzazione delle Nazioni Unite accusò la coalizione guidata dai sauditi di "totale disprezzo nei confronti della vita umana".

#### Siria
La Siria fu uno degli Stati mediorientali più pesantemente colpiti dalla primavera araba e, entro la seconda metà di marzo del 2011, presero il via importanti proteste antigovernative le quali si svolsero in tutte le principali città del paese.
Sebbene si fosse rivelato a lungo un avversario degli Stati Uniti il presidente sostenne fin da principio che un'azione militare unilaterale per rovesciare il regime di Bashar al-Assad sarebbe stato un gravissimo errore. Con il protrarsi delle manifestazioni di protesta il paese entrò nella spirale di una lunga e sanguinosa guerra civile e l'Amministrazione Obama supportò attivamente l'opposizione siriana contro la dittatura.

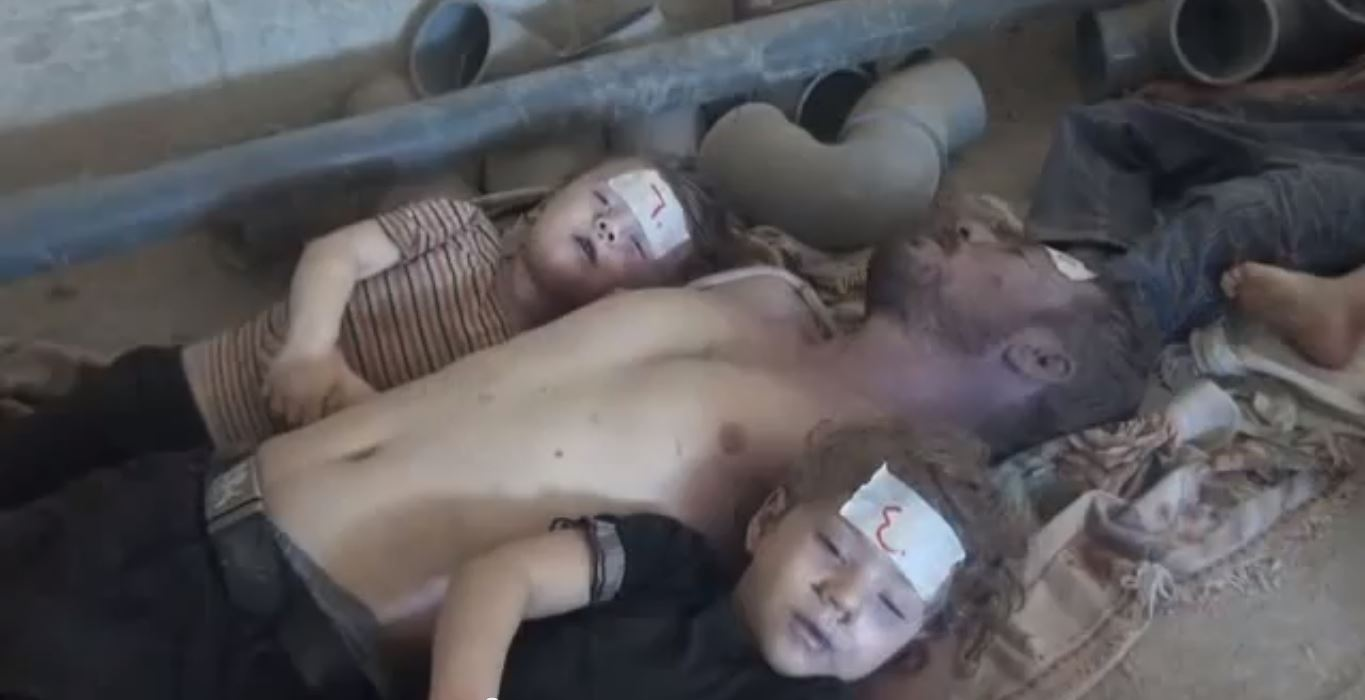
Vittime tra la popolazione di Ghuta a seguito dell'attacco chimico di Ghūṭa sferrato da Bashar al-Assad.

Le critiche statunitensi ad Assad s'intensificarono ulteriormente a seguito dell'attacco chimico di Ghūṭa, che alla fine condusse ad un accordo con la federazione russa il quale costrinse il governo siriano a consegnare tutte le sue armi chimiche. Nel caos che se seguì un gruppo islamista noto come "Stato islamico dell'Iraq e del Levante" (ISIL) prese il controllo di ampie porzioni del territorio nazionale sia siriano che iracheno.
L'ISIL, che originò direttamente da Al-Qaida in Iraq sotto la guida di Abu Musab al-Zarqawi, alla fine si rivelò come il gruppo terroristico globale maggiormente pericoloso nel corso del secondo mandato presidenziale. A partire dal 2014 l'Amministrazione lanciò attacchi aerei e addestrò truppe locali anti-ISIL, pur continuando contemporaneamente ad opporsi anche al regime dittatoriale di Assad.
Obama si troverà anche a collaborare con i Curdi in Siria nel contrastare gli islamisti; ma mettendo in tal modo a dura prova le relazioni con la Turchia la quale accuserà esplicitamente i curdi siriani di lavorare a fianco dei gruppi terroristici degli stessi curdi all'interno del proprio paese.
A questo punto la Russia sotto Vladimir Putin lanciò il proprio intervento militare per portare soccorso ad Assad, creando così una complicata "guerra per procura" intra-nazionale, sebbene statunitensi e russi a volte cooperassero per combattere l'ISIL. Nel novembre del 2015 il presidente annunciò l'avvio di un piano per il graduale reinsediamento di almeno 10.000 rifugiati della guerra civile siriana accolti in un primo momento negli USA.
L'approccio di Obama dall'"impronta leggera" nel conflitto siriano divenne oggetto di critiche veementi provenienti da molti avversari interni, tanto più che il conflitto si trasformò ben presto in una catastrofe umanitaria di vaste proporzioni; ma i sostenitori del presidente sostennero invece che meritasse credito per essere riuscito a mantenere la nazione al di fuori dall'intraprendere un'ennesima costosa guerra di terra nel Medio Oriente.

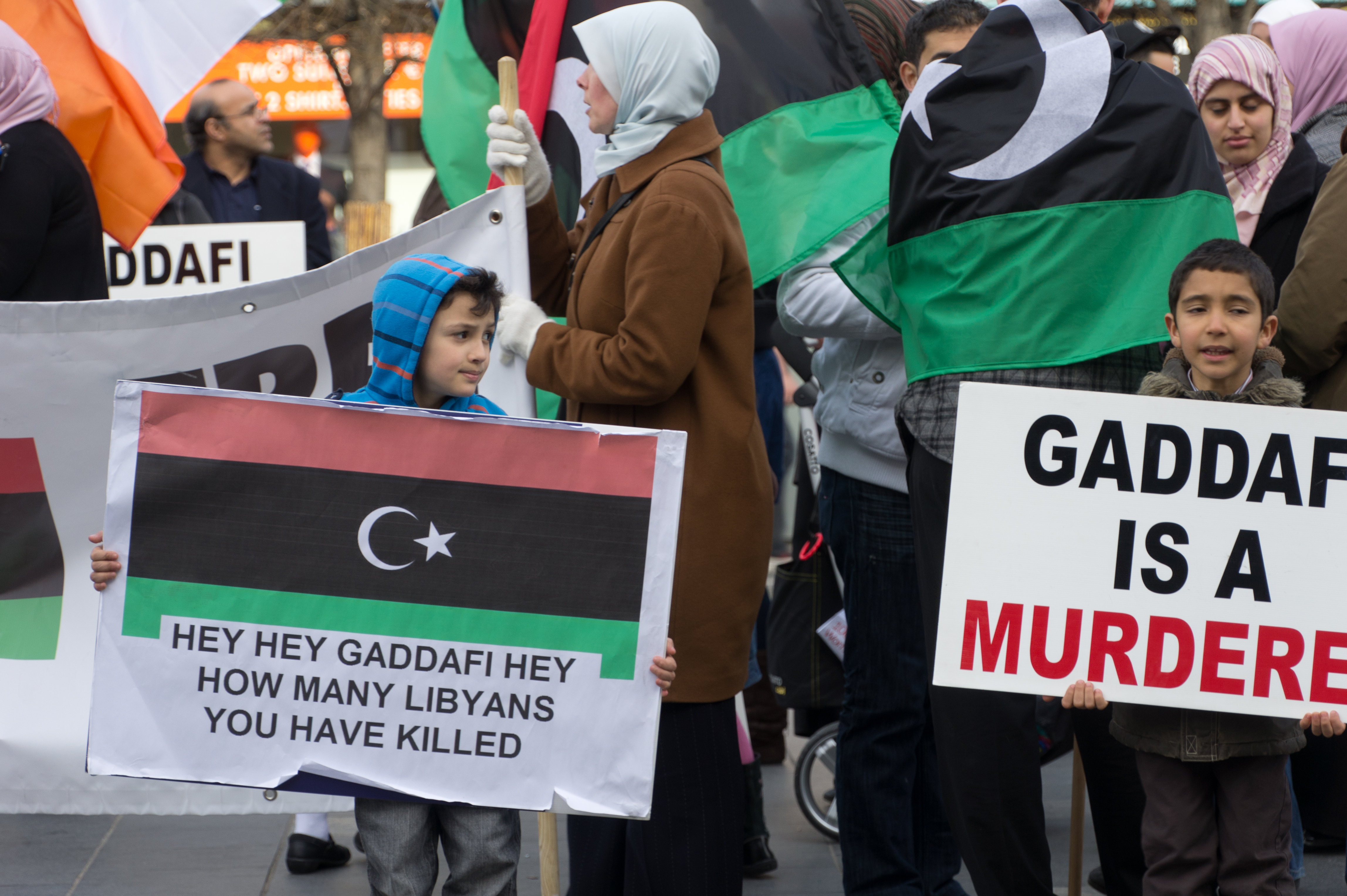
Proteste contro Muʿammar Gheddafi da parte dei musulmani di Dublino nel marzo del 2011.

#### Libia
La Libia rimase fortemente influenzata dall'esplosione della primavera araba. Le proteste antigovernative iniziarono a scoppiare a Bengasi nel febbraio del 2011 e il regime di Muʿammar Gheddafi prese subito a rispondere inviandovi l'esercito libico. La presidenza in principio resistette alle richieste giunte da più parti d'intraprendere un'azione di forza; ma dovette cedere dopo che la Lega araba nel suo complesso reclamò espressamente l'intervento occidentale.

A marzo la reazione internazionale alla repressione militare di Gheddafi sulla popolazione culminò nella risoluzione 1973 del Consiglio di sicurezza delle Nazioni Unite volta ad imporre una zona d'interdizione al volo sui cieli libici. Obama autorizzerà quindi le forze statunitensi a partecipare ad attacchi aerei internazionali contro le difese libiche utilizzando i missili da crociera BGM-109 Tomahawk per stabilire concretamente la zona di protezione.
L'intervento fu guidato principalmente dalla NATO, ma anche la Svezia, la Giordania, il Qatar e gli Emirati Arabi Uniti parteciparono attivamente alla missione. Con il sopravvenuto sostegno della coalizione internazionale i ribelli riusciranno ad entrare a Tripoli ad agosto. La campagna culminerà nel rovesciamento del regime e la morte di Mu'ammar Gheddafi, seppur il paese continuò a vivere disordini diffusi a seguito della seconda guerra civile in Libia prodottasi di lì a breve.
L'intervento statunitense provocò aspre critiche da parte di molti membri del Congresso ed innescò un dibattito sull'applicazione della "Legge sui poteri di guerra" (War Powers Resolution) risalente agli anni 1970.
A settembre i militanti dell'islamismo attaccarono il consolato statunitense a Bengasi, uccidendo l'ambasciatore J. Christopher Stevens e altri tre civili statunitensi. Gli esponenti del Partito Repubblicano criticarono fortemente la gestione da parte dell'Amministrazione dell'aggressione ed istituirono un comitato ristretto ("United States House Select Committee on Benghazi") alla Camera dei Rappresentanti per indagare su quanto accaduto.

### Sorveglianza estera e interna
La nuova presidenza ereditò diversi programmi di sorveglianza governativa dall'Amministrazione precedente e Obama tentò di trovare un equilibrio tra la protezione delle libertà civili e il monitoraggio delle minacce terroristiche, ma la prosecuzione di numerosi tra questi programmi da parte del neopresidente finì con il disappunto e la delusione di molti libertari difensori delle suddette libertà.
The New York Times ebbe a riferire già nel 2009 che la National Security Agency (NSA) aveva sottoposto ad intercettazione comunicazioni private di cittadini tra cui un membro del congresso degli Stati Uniti d'America, sebbene il Dipartimento di Giustizia ritenesse che l'NSA avesse oramai corretto i propri errori. Nel 2011 Obama firmò un'estensione quadriennale del Patriot Act.

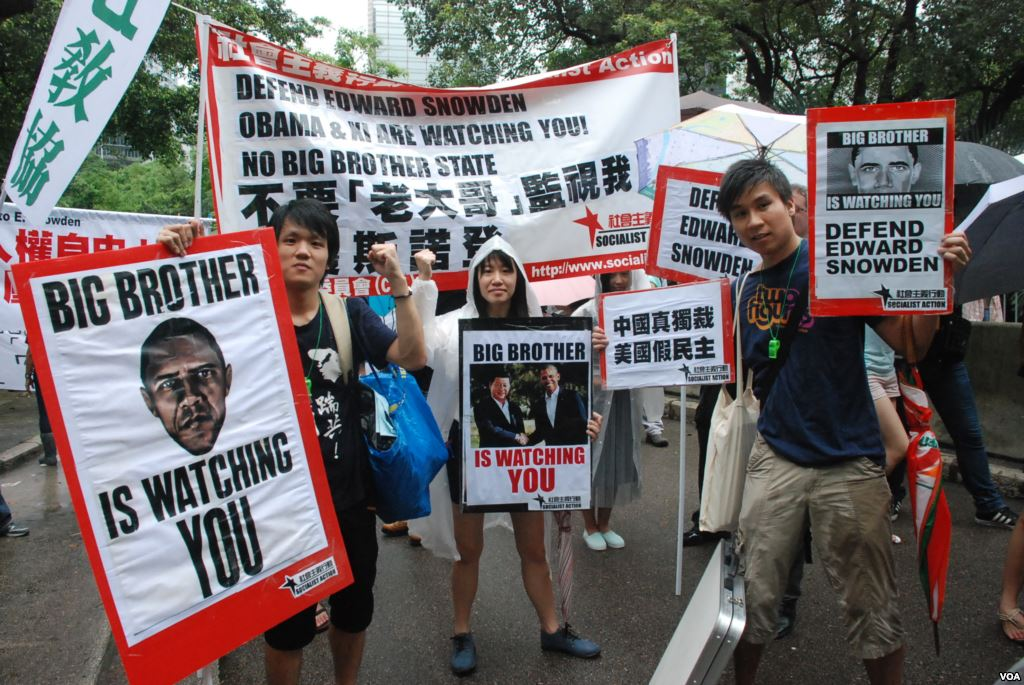
Manifestazioni a Hong Kong a favore di Edward Snowden (15 giugno 2013).

Nel giugno del 2013 l'esistenza di PRISM, un programma di estrazione di dati con vigilanza elettronica massiva (sorveglianza elettronica di rete di telecomunicazioni) tramite operazioni clandestine (data mining) e gestito dalla NSA fin dal 2007 si verificherà una fuga di notizie a seguito delle rivelazioni fatte trapelare dal dipendente dell'NSA Edward Snowden il quale avvertì che la quantità di raccolta di dati di massa era molto maggiore di quanto il pubblico potesse immaginarsi e più di quanto non fosse già a conoscenza. 
Di fronte allo sdegno internazionale i funzionari governativi difesero il programma di sorveglianza dichiarando che non poteva venire utilizzato su obiettivi interni senza uno specifico mandato di perquisizione e che esso contribuì a prevenire atti di terrorismo, ricevendo una supervisione indipendente da parte del ramo esecutivo, giudiziario e legislativo del Governo federale.
Sempre a giugno di quello stesso anno il presidente dichiarò che le pratiche di raccolta dati in funzione costituiscono "un sistema circoscritto e ristretto diretto a proteggere il nostro popolo".
Nel 2015 fu infine controfirmato la legge USA Freedom Act, che ha esteso diverse disposizioni contenute nel Patriot Act, ma ha ordinato l'immediata conclusione della raccolta massiva di registrazioni telefoniche.

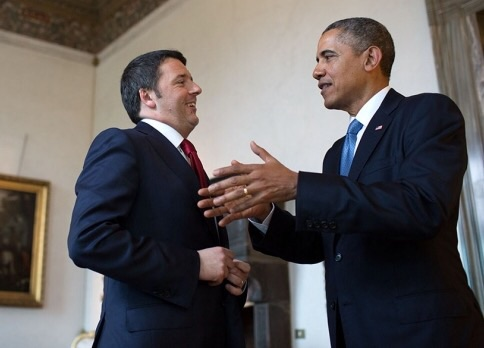
Con il presidente del Consiglio italiano Matteo Renzi nel 2014.

## Questioni etiche
(Franklin Delano Roosevelt.)

### Pratica di lobbying
All'inizio della propria campagna presidenziale Obama affermò che i lobbisti "non troveranno lavoro nella mia Casa Bianca", ma in parte attenuò la sua posizione dopo l'insediamento.
Il 21 gennaio del 2009 il neopresidente emise un ordine esecutivo indirizzato a tutti i futuri incaricati nell'Amministrazione il quale impedì a chiunque fosse un lobbista registrato nei due anni precedenti alla partecipazione diretta in questioni su cui esercitò pressioni; questo dopo la data di nomina. Tre deroghe formali vennero inizialmente emesse al principio del 2009 riguardanti almeno 800 incarichi esecutivi.
La "Citizens for Responsibility and Ethics in Washington" (CREW) non mancherà di rivolgere critiche alla nuova Amministrazione sostenendo che Obama derogò quasi subito dalle sue stesse precedenti regole etiche di esclusione dei lobbisti dal lavorare su questioni su cui avessero potuto esercitare pressioni nei due anni precedenti facendo introdurre deroghe specifiche.
Un'inchiesta condotta dal quotidiano Politico nel 2015 ha rilevato il fatto che, mentre Obama aveva introdotto atti di riforma incrementali tanto che il numero di lobbisti crollò nel corso di tutto il periodo presidenziale, il presidente stesso non si era premunito nel chiudere la "porta girevole" la quale consentiva ai funzionari governativi di trasferirsi direttamente alle maggiori imprese.
Nonostante ciò l'Amministrazione ebbe la capacità di evitare qualsiasi scandalo su ogni eventuale possibilità di conflitto d'interessi, da cui invece le precedenti presidenze erano state ripetutamente colpite; ciò in larga parte proprio a causa delle regole sul lobbismo assunte fin da principio.

### Trasparenza
Il neopresidente promise che avrebbe gestito l'Amministrazione più trasparente nell'intera storia degli Stati Uniti d'America, ottenendo però nella generalità dei casi dei risultanti contrastanti e misti.

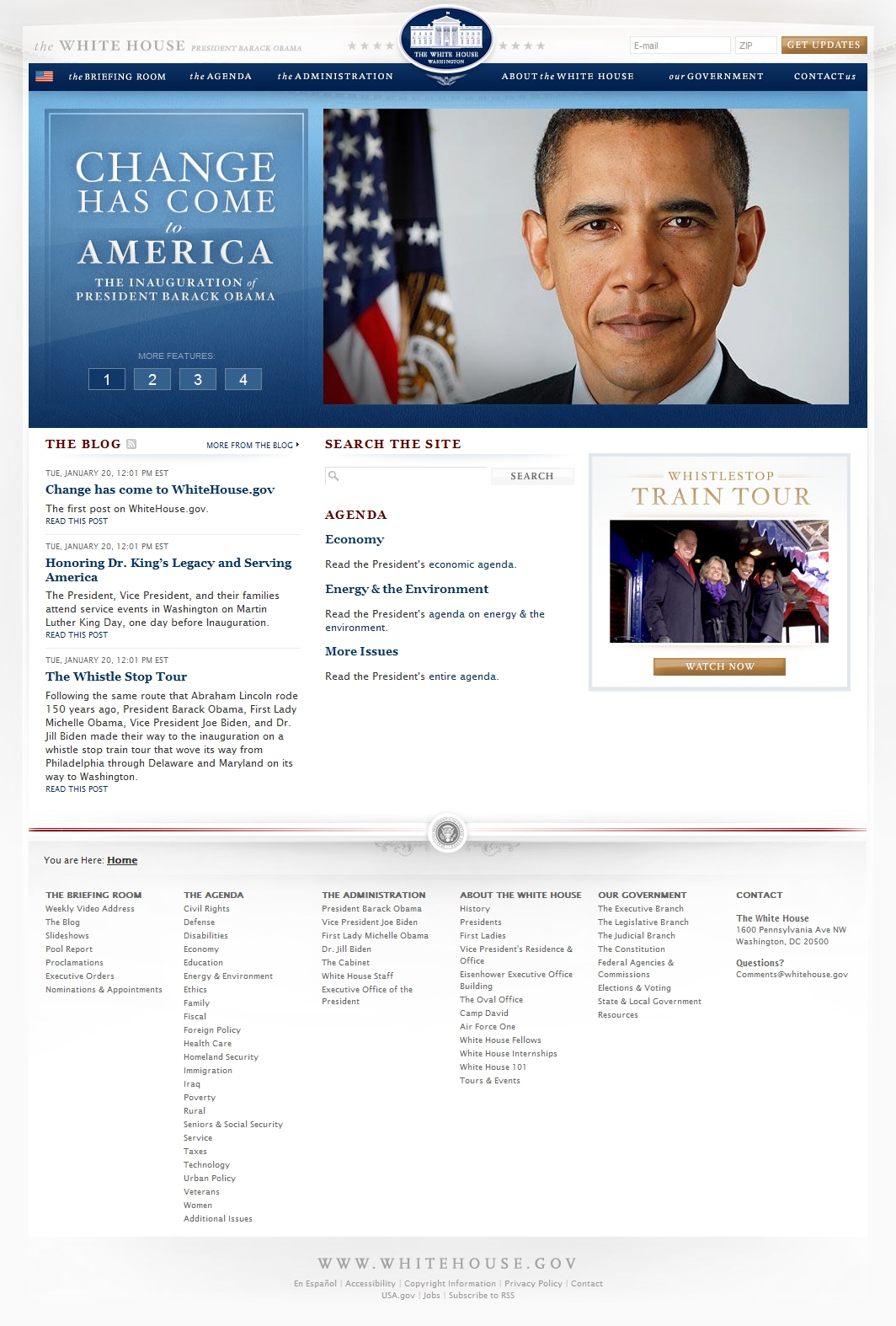
La pagina di apertura di whitehouse.gov il 20 gennaio del 2009.

Entrando in carica dichiarò che tutti gli ordini esecutivi, le varie legislazioni non considerate di emergenza e i proclami sarebbero stati tutti fatti pubblicare sul sito web ufficiale della Casa Bianca (il whitehouse.gov lanciato dalla presidenza di Bill Clinton), permettendo in tal modo all'opinione pubblica di rivedere e commentare liberamente per 5 giorni prima che vi fosse la controfirma esecutiva. Questo impegno verrà invero disatteso per due volte già durante il primo mese di presidenza.
Il 21 di gennaio fece revocare l'ordine esecutivo 13233 il quale limitava l'accesso ai documenti degli ex presidenti, impartendo istruzioni a tutte le agenzie e dipartimenti di "adottare una presunzione a favore" nei riguardi delle richieste seguendo l direttive date dalla Freedom of Information Act approntata dalla presidenza di Lyndon B. Johnson. Tali azioni aiutarono sostanzialmente il tasso di classificazione protetta a scendere ai minimi storici nel primo decennio del XXI secolo.
Nell'aprile seguente il Dipartimento di Giustizia pose all'attenzione pubblica 4 note legali della precedente presidenza di George W. Bush le quali descrivevano fin nei minimi dettagli i provvedimenti e relativi metodi altamente controversi d'interrogatorio (Enhanced interrogation techniques) che la CIA aveva ampiamente utilizzato sui prigionieri sospettati di terrorismo.
La nuova residenza introdusse anche la direttiva sul cosiddetto "Governo aperto" la quale avrebbe dovuto incoraggiare le agenzie governative a pubblicare i dati in proprio possesso e a collaborare fattivamente con le richieste pubbliche e l'"Open Government Partnership", che propugnava norme governative basate su una maggiore trasparenza. Obama tuttavia continuerà ad usare sia i "memo segreti" che il derivante privilegio del segreto di Stato e a perseguire il Whistleblower.
L'Amministrazione Obama è stata caratterizzata per essere molto più aggressiva di quella di Bush e altre precedenti nella sua risposta alle denunce e alle fughe di notizie, spingendo i critici a descrivere la "repressione" attuata come una "guerra agli informatori". Diverse persone saranno accusate in base a disposizioni preesistenti sotto la Espionage Act del 1917, tra cui Thomas Andrews Drake, un ex dipendente della National Security Agency, Stephen Jin-Woo Kim, appaltatore del Dipartimento di Stato e Jeffrey Alexander Sterling.
Altri casi di individui perseguiti per aver "perduto informazioni d'importanza vitale" sono quelli relativi a Shamai Leibowitz, un linguista a contratto per il Federal Bureau of Investigation, John Kiriakou, un ex analista della CIA e Chelsea Manning, un'analista dell'intelligence per l'United States Army il cui processo (United States v. Manning) sottoposto a Corte marziale ha ricevuto un'ampia copertura mediatica.
In particolare venne alla luce il caso di Edward Snowden, un tecnico a contratto della NSA; fu accusato di furto e divulgazione non autorizzata di "informazioni classificate" all'editorialista Glenn Greenwald.
Le Divulgazioni sulla sorveglianza di massa del 2013 hanno provocato un'ampia gamma di reazioni; molti hanno chiesto la Grazia nei suoi riguardi, mentre altri lo hanno definito molto semplicemente niente più che un colpevole di alto tradimento.

## Scadenze elettorali

### Elezioni di metà mandato del 2010
Attaccando incessantemente il presidente, sottolineando il fatto che l'economia nazionale si trovasse in una fase esasperante di stallo e - non da ultimo - alimentato dalla rabbia espressa dal Movimento Tea Party - il Partito Repubblicano riuscì ad ottenere una netta vittoria alle elezioni di medio termine del 2010, conquistando il pieno controllo della Camera dei Rappresentanti ed incrementando il numero dei seggi al Senato.
John Boehner sostituì quindi Nancy Pelosi nella carica di Presidente della Camera dei rappresentanti degli Stati Uniti d'America promettendo di far abrogare al più presto l'Obamacare e di tagliare drasticamente le spese federali.
| Congresso | Senato | Camera |
| --------- | ------ | ------ |
| 111º      | 58     | 257    |
| 112º      | 53     | 193    |
| 113º      | 55     | 201    |
| 114º      | 46     | 188    |
| 115º      | 48     | 194    |

Lo stesso Obama avrà modo di definire l'appuntamento elettorale "un'umiliazione" e un "bombardamento", sostenendo che la sconfitta fosse sopraggiunta innanzitutto perché non vi furono abbastanza americani ad aver avvertito gli effetti della ripresa economica. I Repubblicani della Camera, appena potenziati, affrontarono rapidamente il presidente sulle questioni relative alla riforma sanitaria nazionale e al tetto preventivo del debito pubblico.
Questa vittoria diede loro anche il sopravvento nella ridistribuzione della circoscrizione elettorale del Collegio federale verificatasi a seguito del censimento del 2010.

### Campagna presidenziale del 2012
Il 4 aprile del 2011 Obama preannunciò che avrebbe cercato la rielezione nell'imminente tornata elettorale presidenziale; non ebbe d'altra parte rivali significativi nella corsa alla nomination Democratica. L'avversario Repubblicano sarà infine l'ex governatore del Massachusetts Mitt Romney il quale sostenne l'abbassamento della pressione fiscale, tagli alla spesa pubblica e contemporaneamente un aumento di quella riservata alla Difesa (politica) e l'abrogazione dell'Obamacare (ironicamente basato su un piano sanitario del Massachusetts sviluppato proprio sotto Romney, il "Massachusetts health care reform").
La campagna elettorale Democratica ebbe come quartier generale Chicago e venne gestita da molti membri incumbent dello staff della Casa Bianca e da quelli della fortunata precedente campagna generale del 2008. Il presidente a novembre ebbe la riconferma con 332 Grandi elettori su un totale di 538, pari al 51,1% del voto popolare e rendendolo in tal modo la seconda persona dopo Dwight Eisenhower ad aver ottenuto per due volte consecutive il 51%.
Secondo gli exit poll Obama riuscì a conquistare la maggioranza dei suffragi dalle donne, dagli afroamericani, dagli ispanici, dagli asioamericani, dalle persone sotto i 45 anni e che guadagnano meno di 50.000 dollari annuali, dai cittadini delle grandi e medie metropoli, dai liberal, dai moderati, dai non sposati, dai gay ed infine da coloro che sono privi d'istruzione universitaria o di un diploma.
Oltre alla vittoria presidenziale gli esponenti Democratici guadagnarono seggi in entrambe le Aule parlamentari del Congresso, ma i Repubblicani mantennero comunque il controllo della Camera. 

### Elezioni di metà mandato del 2014
|             | Senato       | Senato          | Camera       | Camera       |
| Anno        | Capigruppo   | Minoranza       | Presidente   | Minoranza    |
| ----------- | ------------ | --------------- | ------------ | ------------ |
| 2009 - 2010 | Harry Reid   | Mitch McConnell | Nancy Pelosi | John Boehner |
| 2011 - 2014 | H. Reid      | M. McConnell    | J. Boehner   | N. Pelosi    |
| 2015        | M. McConnell | H. Reid         | J. Boehner   | N. Pelosi    |
| 2015 - 2016 | M. McConnell | H. Reid         | Paul Ryan    | N. Pelosi    |
| 2017        | M. McConnell | Chuck Schumer   | P. Ryan      | N. Pelosi    |

Le seconde elezioni a medio termine avvenute all'interno del periodo presidenziale si trasformarono in un'altra ondata Repubblicana, in quanto conquistarono il controllo dell'Aula senatoriale e diversi governatorati statali. Mitch McConnell sostituì Harry Reid come leader di maggioranza al Senato.
La conquista di entrambe le camere legislative diede al partito politico di opposizione il potere di bloccare i candidati esecutivi e giuridici proposti da Obama. Sia nel 2010 che nel 2014 risulteranno sconfitti molti giovani candidati del Partito Democratico, indebolendo in maniera sensibile le diverse squadre organizzative statali.

### Elezioni presidenziali del 2016 e transizione
Le elezioni generali del 2016 si sono svolte l'8 di novembre. A causa del XII emendamento il presidente non poteva ricandidarsi per un terzo mandato, anche se le valutazioni di approvazione di Obama avrebbero potuto influire sulla capacità del suo partito di vincere la gara.
A giugno, con le elezioni primarie Democratiche quasi in dirittura d'arrivo, il presidente appoggiò ufficialmente l'ex Segretario di Stato Hillary Clinton in qualità di proprio successore naturale. Secondo Glenn Thrush di Politico tuttavia il presidente sostenne fin da principio la signora Clinton riuscendo a dissuadere il Vicepresidente in carica Joe Biden dal proseguire la corsa come suo rivale.

Risultati del Collegio elettorale alla tornata presidenziale del 2016.

Obama parlerà ancora a favore di H. Clinton alla Convention nazionale e continuerà a fare campagna elettorale per lei ed altri Democratici nei mesi immediatamente precedenti all'Election Day; nonostante ciò ella risulterà alla fine sconfitta da Donald Trump, che aveva già messo in discussione in una maniera assai pubblicizzata il luogo di nascita del presidente nel corso del suo primo mandato.

I Repubblicani riusciranno anche a mantenere il controllo di maggioranza in entrambe le Aule parlamentari; durante gli 8 anni della presidenza Obama i Democratici subirono una perdita netta di 1.041 tra governatorati, seggi legislativi statali e federali; Ronald Brownstein di The Atlanticha fatto notare che tali decrementi erano del tutto simili a quelli subiti da altri presidenti in due distinti periodi del secondo dopoguerra.
Trump e Obama hanno spesso comunicato tra loro nel corso del periodo di transizione e il neopresidente stesso ha dichiarato di aver cercato il consiglio di Obama in merito alle nomine presidenziali. Tuttavia il presidente eletto degli Stati Uniti d'America ha anche criticato alcune azioni di Obama, tra cui il suo rifiuto di porre il veto ad una risoluzione dell'Organizzazione delle Nazioni Unite che condanna gli insediamenti israeliani in Cisgiordania.
Nel suo discorso di addio il presidente uscente ha espresso preoccupazione per un ambiente politico altamente settario e divisivo, per l'ineguaglianza economica e il razzismo negli Stati Uniti d'America ancora ben presenti all'interno del tessuto sociale, ma è rimasto ottimista riguardo al futuro prossimo venturo.

## Quota di approvazione e altre opinioni

Quota di approvazione della presidenza Obama ad ogni inizio d'anno.

Dopo il suo periodo di transizione Obama è entrato in carica con un'approvazione dell'82% secondo Gallup; la quota è poi scesa al 69% dopo essere entrato in carica ed aver annunciato le sue prime decisioni politiche. Il presidente ha ricevuto il sostegno del 90% dei Democratici, del 60% degli Indipendenti e del 40% dei Repubblicani nei sondaggi del gennaio 2009.
A dicembre il grado di approvazione era sceso al 51%, con Obama che riceveva l'approvazione da circa l'85% dei Democratici, il 45% degli Indipendenti e solo il 18% dei Repubblicani. Nel luglio 2010, dopo il passaggio della legislazione Dodd-Frank Act e dell'Obamacare la quota si è attestata al 45%, con il 47% di disapprovazione.
Il voto di approvazione sarebbe rimasto stabile fino alle elezioni di metà mandato del 2010, quando i Repubblicani ottennero importanti incrementi in entrambe le Aule del Congresso e presero il controllo della maggioranza della Camera dei Rappresentanti.
Il rating di approvazione di Obama è risalito al 50% a gennaio del 2011, ma è sceso al 40% nell'agosto 2011 in seguito alla "crisi del limite del debito".
| Data         | Approva | Disapprova |
| ------------ | ------- | ---------- |
| Gennaio 2009 | 67      | 13         |
| Luglio 2009  | 58      | 34         |
| Gennaio 2010 | 51      | 43         |
| Luglio 2010  | 46      | 47         |
| Gennaio 2011 | 48      | 45         |
| Luglio 2011  | 46      | 45         |
| Gennaio 2012 | 46      | 47         |
| Luglio 2012  | 45      | 46         |
| Gennaio 2013 | 53      | 40         |
| Luglio 2013  | 46      | 46         |
| Gennaio 2014 | 41      | 53         |
| Luglio 2014  | 42      | 53         |
| Gennaio 2015 | 46      | 48         |
| Luglio 2015  | 46      | 49         |
| Gennaio 2016 | 47      | 49         |
| Luglio 2016  | 51      | 45         |
| Gennaio 2017 | 55      | 42         |

I voti sono aumentati lentamente nel 2012 e sono saliti oltre il 50% poco prima delle elezioni presidenziali del 2012, in cui il presidente incumbent ha sconfitto Mitt Romney.
Dopo la sua rielezione il grado di approvazione ha raggiunto il 57%, ma tale numero è sceso ai minimi del 40% a seguito dell'arresto delle attività governative federali nell'ottobre 2013. Le valutazioni di approvazione di Obama sono rimaste tra il 40 e il 50% fino alle elezioni di metà mandato del 2014, quando i Repubblicani hanno vinto in entrambe le camere congressuali e hanno preso il controllo anche del Senato.
     >50%
     40–49%
     30–39%
     <30%

Valutazioni di approvazione del presidente Barack Obama da parte per Stato federato nel 2015 - l'approvazione del presidente è stata più alta alle Hawaii (al 58%) e più bassa nella Virginia Occidentale (al 24%)
>50%
40–49%
30–39%
<30%

Nel 2015 il gradimento è risalito al 45%, con i suoi gradi di approvazione e disapprovazione che si corrispondono approssimativamente a vicenda. Le sue valutazioni sono aumentate fino al 50% durante la campagna elettorale del 2016 e Obama ha registrato un rating di approvazione del 57% al momento delle elezioni presidenziali del 2016.
In un sondaggio condotto da Gallup nell'ultima settimana della sua presidenza Obama ha registrato un voto di approvazione del 95% tra i Democratici, una percentuale di approvazione del 61% tra gli Indipendenti e un tasso del 14% tra i Repubblicani.